# Histoire du Portugal
L'histoire du Portugal au sens strict commence au IXe siècle avec la naissance des premiers États portugais : les comtés de Portugal et de Coimbra au temps  d'Henri de Bourgogne, mais au sens large, elle comprend le passé de l'actuel territoire portugais et de l'Ouest de la péninsule Ibérique depuis la préhistoire. Si les fortes identités culturelles des Basques méridionaux, de la majeure partie des Catalans (Rosselló excepté) et des Galiciens ne les ont pas empêchés de rejoindre le royaume de Castille pour former l'Espagne moderne, le Sud-Ouest de la péninsule Ibérique en revanche, a formé une autre unité politique, délimitée par la plus ancienne frontière d'Europe. La vocation maritime du pays portugais s'est affirmée malgré un littoral peu propice à la grande navigation et une situation géographique qui l'éloigne, encore aujourd'hui, des grands axes européens.

## Préhistoire et antiquité pré-romaine
(juillet 2019).
Jusqu'au premier millénaire, l'histoire du Portugal se confond avec celle de la péninsule Ibérique. Pourtant, dès la protohistoire, apparaissent des caractéristiques, qui vont amener le pouvoir romain et ses successeurs à distinguer les populations locales, à les répertorier avant de créer différentes divisions administratives.

### Paléolithique
Les plus anciennes traces de présence humaine au Portugal datent du Paléolithique de plus de 400 000 ans avant notre ère. Elles témoignent de l'existence de populations de chasseurs cueilleurs vivant principalement de cueillette. C'est ensuite le règne de l'homme de Néandertal (entre 200 000 et 28 000 ans), nomade, qui perfectionne l'art de la chasse et dont la culture se développe dans toute la péninsule. Sur le futur territoire portugais, ces populations se concentraient dans deux régions : la première, entre l'Estrémadure et l'Alentejo, l'autre au nord du Douro.
L'homme de Néandertal trouve l'un de ses ultimes refuges dans le territoire de l'actuel Portugal avant d'être remplacé progressivement par l'homo sapiens 40 000 ans avant notre ère.
Le paléolithique supérieur a laissé de nombreux témoignages de ces sociétés, tels que les peintures et les gravures rupestres des grottes d'Escoural (en) (Alentejo) ou de Mazouco (Tras-os-Montes). Mais les gravures les plus importantes restent celles de Vale de Côa, situées en plein air et vieilles de plus de 20 000 ans. La majorité de ces traces se trouvent en Estrémadure, dans la vallée du Tage et au nord du Douro. Durant le dernier maximum glaciaire, le Portugal comme une partie de la péninsule Ibérique joue un rôle déterminant de refuge pour les populations humaines.
L'Asturien (9500-6000), culture épipaléolithique, s'étend jusqu'au nord du Portugal depuis la Cantabrie.

### Néolithique

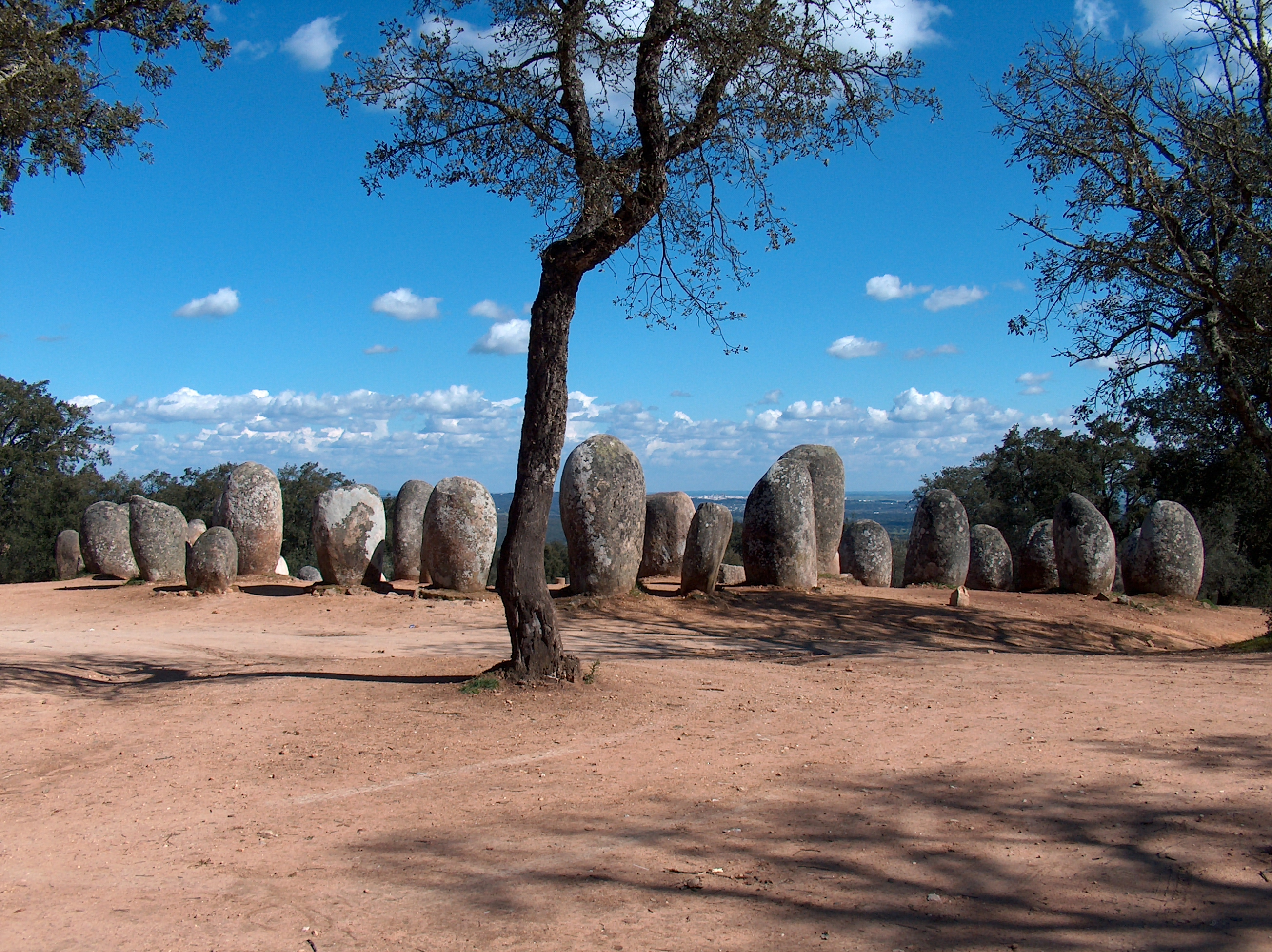
Le cromlech d'Almendres.

Au VIe millénaire av. J.-C., l'Andalousie voit l'arrivée des premiers agriculteurs puis le sud du Portugal. Les économies agricoles se sont établies le long des zones côtières de l'Estrémadure et de l'ouest de l'Algarve vers 5500 av. J.-C. De là, l'agriculture s'est étendue à l'intérieur et au nord, où sa présence est attestée vers 5100 av. J.-C.. Pendant au moins les deux premiers siècles des quelque 1500 ans du Néolithique ancien, les populations d'agriculteurs coexistent avec les chasseurs-cueilleurs mésolithiques dans les vallées inférieures du Tage et du Sado et sur la côte de l'Alentejo avant de s'étendre vers des régions peu ou pas occupées par ces derniers.
La construction de mégalithes commence vers 4000 av. J.-C.. C'est à cette époque, entre 4 000 et 2 000 av. J.-C., que les terres correspondant au Portugal et à la Galice voient se développer une culture originale par rapport au reste de la péninsule : la culture mégalithique se caractérise par son architecture funéraire et religieuse particulière et par la pratique de l'inhumation collective. On peut encore trouver dans le pays de nombreuses traces de ces réalisations même si la plupart sont concentrées dans l'Alentejo : le cromlech des Almendres près d'Évora (le plus important alignement de menhirs d'Europe), ceux de Vale Maria do Meio ou de Portela de Mogos ainsi que le dolmen de Zambujeiro.
La culture campaniforme (vers 2900 av. J.-C. à 1900 av. J.-C.) touche l'ensemble de la péninsule Ibérique. Les vases campaniformes les plus anciens, datés de 2900 à 2500 av. J.-C., ont été retrouvés dans le sud du Portugal, en particulier à Zambujal et Vila Nova de São Pedro. Durant plus de quatre siècles, leur production s'est développée en un style dit « campaniforme maritime » dans la basse vallée du Tage, zone qui fut un des principaux foyers du mégalithisme dès le cinquième millénaire. Les premières communautés urbaines font leur apparition autour de 2 600 av. J.-C., avec les constructions fortifiées perchées sur des collines (Castelo Velho).
La culture campaniforme voit un remplacement important de la population ancienne entre 2500 à 2000 av. J.-C., avec l'arrivée des populations d'ascendance steppique venues de et/ou par l'Europe centrale,. L'ascendance issue de la steppe pontique-caspienne (ascendance steppique) apparaît dans toute la péninsule ibérique, mais avec moins d'impact au sud. Ces nouvelles populations coexistent avec des populations locales sans ascendance steppique, ces groupes vivant à proximité. Ils vont se mélanger pour former la population de l'âge du bronze après 2 000 ans avant notre ère.
L'économie de subsistance est basée sur l'agro-silvo-pastoralisme, les animaux domestiques incluant le porc, le mouton, la chèvre et le bœuf. La pêche fluviale est documentée par une fréquence élevée de poids de filets sur certains sites. Le campaniforme se distingue de la période précédente par la métallurgie du cuivre arsenié absente auparavant, et par l'intégration de certains établissements dans les réseaux d'échange régionaux, telle la route du sel marin du Guadiana suggérée par la présence de coquilles d'estuaire marin à l'échelle suprarégionale.

### Âge du bronze et protohistoire
Sous l'âge du bronze, si la péninsule est dominée par un même type humain, on ne retrouve pas moins la division nord-sud sur le territoire portugais. L'âge du bronze puis l'âge du fer voient se développer des contacts maritimes entre le littoral atlantique et celui de la Bretagne et des îles Britanniques alors que le sud de la péninsule entretient des liens commerciaux avec la Méditerranée : des Grecs et des Phéniciens ainsi que leurs descendants carthaginois y installent de petits comptoirs commerciaux semi-permanents. Le moteur de ce commerce est la richesse de la péninsule en métaux (or, argent, fer, cuivre et étain) qui permet l'essor de la métallurgie dans la péninsule.
Les Phéniciens introduisent la culture du vin et de l'huile d'olive dans la péninsule, y développent la pratique de la pêche. Certains historiens ont avancé qu'ils auraient fondé Lisbonne autour de l'an 1 000 av. J.-C.. Les Grecs laissèrent aussi quelques traces. La légende veut même que ce soit Ulysse qui ait donné son nom à Lisbonne. En réalité, seul le site d'Abul, près d'Alcácer do Sal, demeure incontestable. Ces peuples, comme plus tard, l'arrivée des Romains et des musulmans contribuèrent certainement au caractère méditerranéen du pays.
L'arrivée dans la péninsule de peuples indo-européens, probablement d'origine pré-celtique, (entre 800 et 400 av. J.-C.) va fortement marquer l'intérieur des terres. Très vite, ces populations vont être coupées de leurs « cousins » continentaux et acquérir des caractéristiques propres en se mêlant aux peuples autochtones : leur alliance avec les Ibères donne naissance aux Celtibères. On trouve également les Tartessiens, qui occupent l'est et le sud de la péninsule autour du Guadalquivir. Cette puissante civilisation, fortement influencée par les Phéniciens et les Grecs avec qui ils font commerce de bronze et d'argent, règne longtemps sur la péninsule et disparaît seulement avec l'arrivée des Carthaginois en 235 av. J.-C. puis des Romains.

Populations et langues de la péninsule ibérique vers 300 av. J.-C.

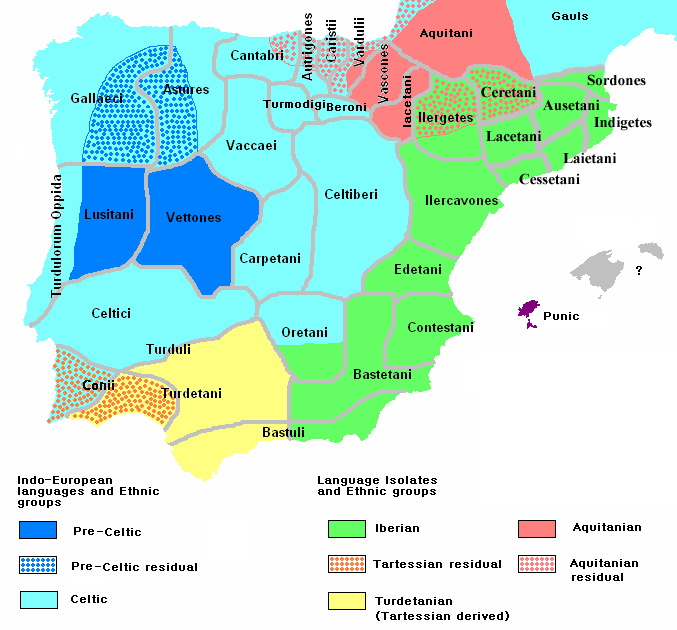
Peuples de la péninsule ibérique vers -200.

La culture des Celtibères, Celtici et Gallaeci, et celle des Lusitaniens (composants du groupe Celtibère), les moins celtisés, reste la mieux connue : ils vivent regroupés en petits noyaux de population isolés, établis sur les hauteurs avec des habitations circulaires (les castros) et pratiquent l'agriculture et l'élevage. Chaque maison (150 environ) est défendue par une enceinte (comme on peut en voir dans la Citânia de Briteiros). On trouve aussi dans ces regroupements un édifice funéraire. On voit apparaître une différenciation sociale, avec des chefs locaux et une élite de chevaliers. Ils vivent, en général, autour des montagnes et ne s'intéressent pas à la mer. Comme ils maîtrisent le fer, le travail de la terre devient plus efficace, les cueillettes et les récoltes augmentent, améliorant par là-même les conditions de vie et la démographie.
Les Lusitaniens, souvent considérés comme les ancêtres des Portugais, seraient en fait seulement une des composantes du futur Portugal. Possédant déjà une langue différente, ils s'émancipent peu à peu de la culture celte et s'étendent vers l'Estrémadure.
Les Carthaginois débarquent dans la péninsule au IIIe siècle av. J.-C. et en occupent la moitié sud ainsi que le nord de l'Afrique. Adossés aux côtes, ils sont attirés par ses ressources minières et agricoles mais aussi par la réputation des guerriers ibères, un atout précieux face à Rome. Ils soumettent plusieurs tribus lusitaniennes et fondent Ossonoba (Faro) et Portus Hannibalis (Portimão ou Alvor).
À leur arrivée, les Romains ont répertorié et classifié ces peuples, avant de se décider à diviser administrativement la péninsule en tenant compte de leurs différences. Sur le futur territoire portugais, ils distinguent trois groupes principaux : au centre les Lusitaniens, à l'ouest les Celtibères proprement dits et au nord-ouest les Gallaecis. Cette division atteste à nouveau d'une différence entre le nord et le sud du territoire. On peut dire, en somme, que la péninsule est le point de rencontre de populations venues d'horizons différents (Europe du Nord, Afrique et Méditerranée) sur lesquelles va venir se greffer la culture romaine.

## Province romaine

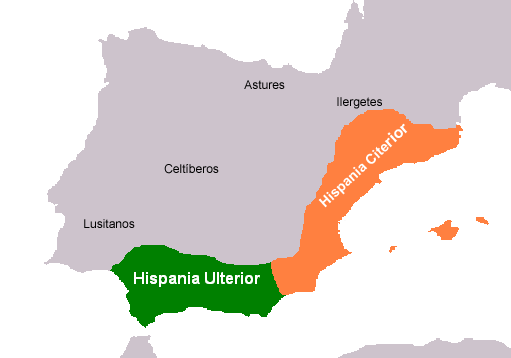
L'Hispanie en 197 av. J.-C.

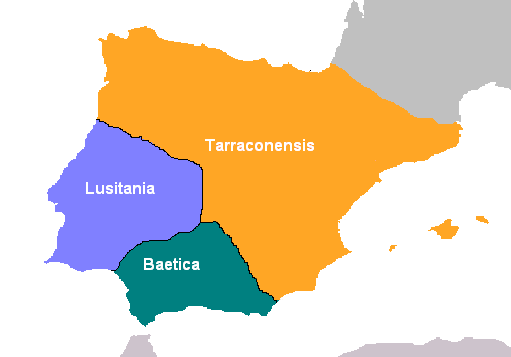
L'Hispanie en 13.

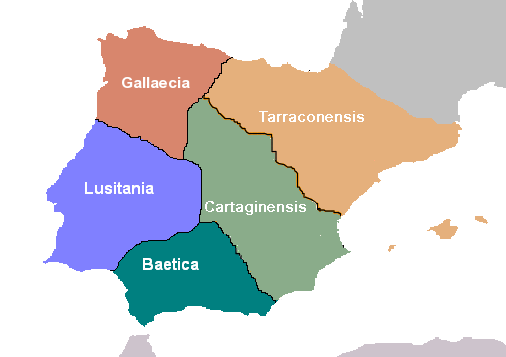
L'Hispanie en 286.

Se rendant compte de l'importance stratégique de la péninsule ibérique dans le conflit qui l'oppose à Carthage, Rome décide de s'en emparer et d'en expulser les Carthaginois qui les avaient précédés. Vers le IIIe siècle av. J.-C., à l'occasion de la deuxième guerre punique (entre 218 et 201 av. J.-C.), Rome envahit la péninsule. L'objectif des troupes romaines des Scipions est alors de prendre les troupes carthaginoises à revers et surtout de les empêcher d'y préparer un assaut sur Rome : les Carthaginois sont à expulser.
Les Romains tentent d'abord de rallier les tribus Celtibères. Ils durent faire face à une résistance de la part des Lusitaniens qui se solda par une occupation militaire du territoire, destinée à y maintenir l'ordre et à assurer l'exploitation des ressources naturelles. Cette occupation apportera sa contribution à la composition ethnique de la population portugaise moderne. La civilisation romaine imprégnera d'autant plus fortement le futur Portugal que la résistance aux troupes romaines y sera particulièrement intense de la part des Lusitaniens. En 197 av. J.-C., le territoire de la péninsule occupé par les Romains est divisé en deux provinces : l'Hispanie citérieure et l'Hispanie ultérieure. La pacification du reste de la péninsule se révèle pourtant difficile. Les Turdétans au sud et les Lusitaniens à l'ouest se rebellent régulièrement, infligeant de sérieuses défaites aux Romains et les obligeant à renforcer leurs troupes : guerre lusitanienne (155-139). En 147 av. J.-C., le Lusitanien Viriatus prend la tête de la résistance. Considérant les Lusitaniens comme leurs ancêtres, Viriatus est devenu pour les Portugais le symbole de la première résistance nationale et de volonté d'indépendance. Il mène une guérilla contre les troupes de Rome mais des dissensions internes ont raison de l’unité lusitanienne. Viriatus meurt assassiné par l'un des siens en 139 av. J.-C.
En 133 av. J.-C., Rome soumet définitivement la péninsule et met fin à la civilisation castrale en contraignant la population à s'installer dans les plaines pour faciliter son unification. Cette politique est à l'origine des villes de Braga (Bracara Augusta), Chaves (Aquae Flavia) ou Beja (Pax Iulia).
Pendant la dictature de Sylla à Rome, l'aristocratie péninsulaire se rebelle et demande le soutien du général romain dissident Sertorius. Celui-ci repousse les troupes de Sylla et envisage d'installer une république indépendante dans la péninsule et d'en civiliser les populations (79 av. J.-C.). Il crée ainsi un Sénat et surtout une école chargée d'éduquer les fils de bonnes familles pour former une élite. Cet épisode sans lendemain révèle pourtant un certain esprit d'indépendance de la part de ces populations.
Le territoire est pacifié et colonisé par Jules César autour de 60 av. J.-C. Le futur Portugal va être fortement marqué par cette nouvelle présence.
En l'an 13, sous le règne d'Auguste, est réalisé un nouveau découpage du territoire : l'Hispanie Ultérieure est divisée en Lusitanie et Bétique, séparées par le fleuve Guadiana. Un autre découpage en l'an 286, sous le règne de Dioclétien, donne naissance à de nouvelles provinces, dont la Gallaecia, au nord du fleuve Douro.

L'Empire romain au IIIe siècle.

Les frontières du futur Portugal seront plus ou moins calquées sur celles des conventi romains appartenant aux provinces de la Lusitanie et de la Gallaecia. On peut penser que ces divisions correspondaient à des tribus, des villages différents, ou, du moins, à des réalités sociales différentes. De nombreuses villes sont fondées : Bracara Augusta (Braga), Scalabis (Santarém), Pax Julia (Beja)… Les principaux axes routiers actuels ont leur origine dans les voies romaines.
Une variante populaire du latin vulgaire, le galaïco-portugais, devient la langue dominante de la région et remplace tous les dialectes parlés auparavant, créant ainsi une certaine unité. Les Romains introduisent l´écriture, les écoles, de nombreuses notions scientifiques et la propriété privée alors inconnue. Ils diffusent leurs mœurs et leur culture, imposent un découpage administratif et une organisation sociale héréditaire avec des seigneurs et des serfs - dans la culture romaine, le travail est considéré comme dégradant, un noble ne travaille donc pas. Les Romains développent la culture des céréales, de la pêche, la production de vin et de sel. Cette occupation modifie le paysage architectural et donne son visage méditerranéen au pays, avec par exemple le temple de Diane d'Évora, le forum d'Auguste ainsi que de nombreux amphithéâtres, temples et thermes.

## Grandes invasions

Péninsule vers 476.

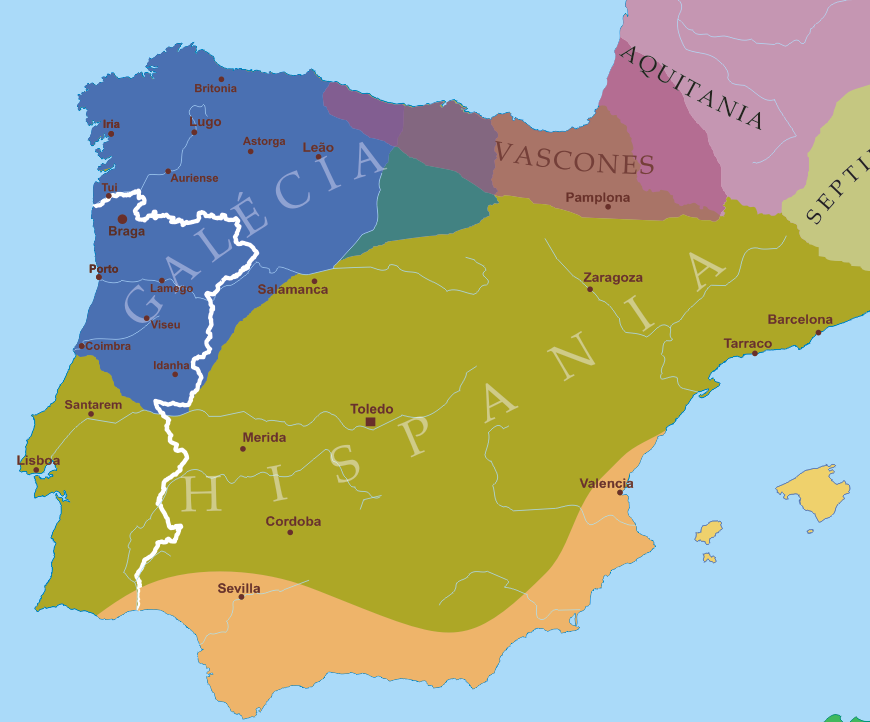
Royaume suève et royaume wisigoth vers 560.

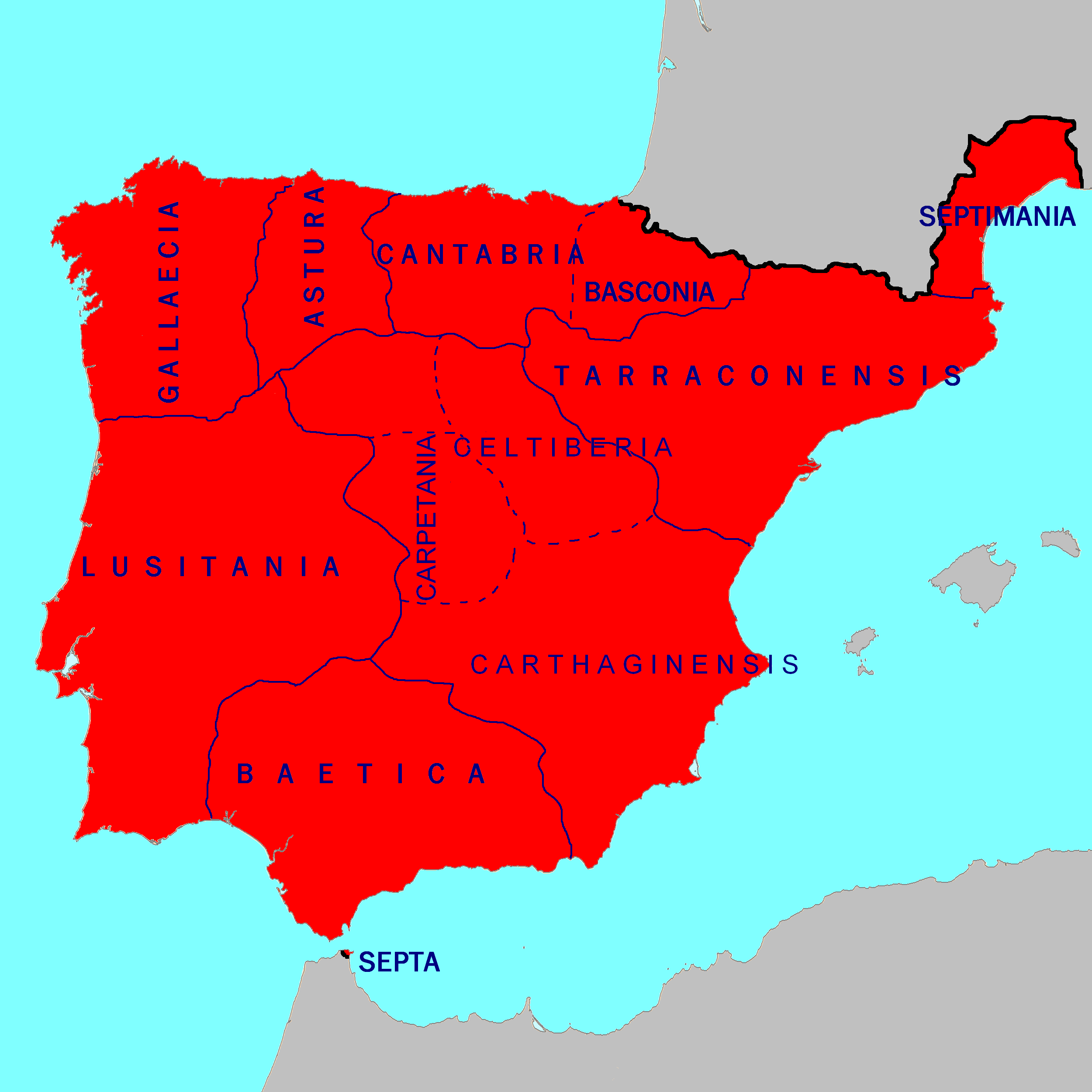
Péninsule vers 700.

Autour du Ve siècle, des peuples, pour la plupart d’origine germanique, fuient les Huns et arrivent dans la péninsule Ibérique au sein d’un Empire romain déclinant, qui a besoin d’eux comme foederati. Si ces nouveaux arrivants ont peu d’influence sur la langue, la plupart d’entre eux étant romanisés, et sur l’organisation du territoire, puisqu’ils respectent les provinces existantes, ils auront tendance à accentuer l’originalité des populations du futur Portugal.
Les premiers sont les Alains : originaire du Caucase, ce peuple iranien s’installe en 409 en Lusitanie, sous l’autorité de Rome, et y reste jusqu’en 416 avant d’être dispersé ou partiellement intégré par les Wisigoths à la solde de Rome. En 418, les Wisigoths sont envoyés pour remettre au pas les Vandales, installés en Bétique depuis 411 mais pillant les régions alentour. Repoussés par les Wisigoths, les Vandales (et une partie des Alains) finissent par s’établir en Afrique du Nord en 429.
Les Suèves et les Wisigoths occupent ce qui est aujourd’hui le territoire portugais. Arrivés vers 419, les Suèves (qui ont aussi laissé leur nom à la Souabe) s’établissent en Gallaecia et y fondent un royaume, à l’origine du futur royaume de Galice et incluant le futur comté du Portugal. C’est un peuple rural, autonome et païen, ne se mêlant initialement pas aux Romains.
Le premier roi suève, Herméric prête serment à Rome. Très vite, les Suèves essaient de s’étendre : s’ils réussissent à s’imposer au détriment des Alains et des Vandales, ils échouent face aux Wisigoths en 418. Les Suèves prennent Braga comme capitale et se convertissent au christianisme nicéen une première fois en 448, à l’initiative de Rechiaire. Les Suèves se démarquent ainsi des Wisigoths, adeptes de l’autre forme du christianisme : l’arianisme. Le nord du Portugal devient dès cette époque un pôle religieux important. Rechiaire devient le premier roi européen chrétien à frapper sa propre monnaie. Devant la puissance des Wisigoths, les Suèves tentent une alliance avec eux en 449 mais, victimes de leur stratégie expansionniste, ils subissent une défaite définitive à Bracara en 456. Le royaume suève est divisé puis réunifié en 464. C'est durant cette période de lutte entre royaumes suèves que Conimbriga est détruite. Les Suèves se convertissent à l’arianisme en 466, avant de revenir au christianisme nicéen en 558 grâce à l’action de l’évêque Martin de Braga. S’ils conservent l’organisation territoriale antérieure, les Suèves seraient à l’origine de l’organisation ecclésiastique du futur pays. Avec Braga comme capitale, ils ont participé à la création d’un nouveau pôle politique et religieux dans la péninsule.
Initialement envoyés par Rome comme foederati, les Wisigoths finissent par dominer la péninsule en 576 et mettre fin au royaume suève en décomposition en 585. Tolède devient la capitale de la péninsule wisigothe. La conversion en 589 du roi wisigoth Récarède Ier au christianisme nicéen lui permet de faire accepter son autorité sur l’ensemble des peuples de la péninsule car cette forme orthodoxe de christianisme s’impose et tend à unifier les populations ibéro-romaines et germaniques. En même temps, la société se féodalise et les luttes internes à la noblesse germanique s’intensifient et fragilisent le pouvoir royal. Les juifs sont persécutés et même réduits en esclavage. L’expansion musulmane commence à affecter le pouvoir wisigoth. On trouve des vestiges de la présence germanique dans la zone du Minho et de la Beira Baixa : chapelle de São Frutuoso de Montélios, basilique d'Egitânia (aujourd’hui Idanha-a-Velha).

## Conquête musulmane

Situation vers 750.

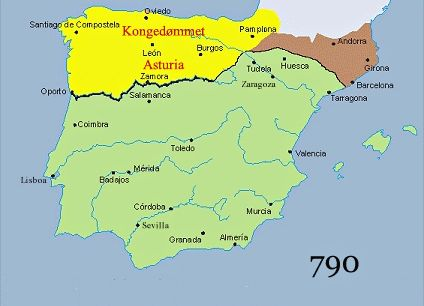
Royaume asturien (en jaune) et occupation du royaume des peuples des deux rives rif actuelle (en vert).

Au début du VIIIe siècle, la péninsule Ibérique est envahie par les « Maures » venus d’Afrique du Nord, récemment conquise par le Califat Omeyyade et convertie à la toute nouvelle religion : l’islam. Ils débarquent dans le sud en 711, commandés par Tariq ibn Ziyad à la tête de 7 000 hommes, remportent la bataille du Guadalete face aux Wisigoths de Rodéric. À l’origine de cette bataille, il y a la crise de succession qui divise la noblesse wisigothe. Le gouverneur romain de Ceuta qui résistait encore aux omeyyades, s’oppose à l’accession au trône de Rodéric qui avait abusé de sa fille et les musulmans, après une première incursion en 710, décident de profiter de la division des chrétiens. Ce qui n’était au début qu’une simple razzia se transforme alors en invasion. Dès 715, toute la péninsule (à l’exception des Asturies où se réfugient des seigneurs wisigoths) est contrôlée, avec une présence musulmane essentiellement concentrée autour de Cordoue et de Grenade. Abd al-Aziz ibn Musa bin Nusair épouse Egilona, la veuve de Rodéric, revendiquant ainsi la continuité du pouvoir wisigoth.
Dès lors, le mot « Galice » désigne le royaume resté aux mains des chrétiens, tandis que le nom « Espagne » désigne la partie de la péninsule tenue par les musulmans. Cette partie intègre ainsi le califat des Omeyyades qui s’étend jusqu’à l’Indus. Cet empire mêle musulmans, juifs et chrétiens. Les musulmans seront d’autant plus tolérants envers les autres religions que leurs fidèles seront sujets à des taxes plus élevées (kharadj), tandis que les convertis en seront exemptés. Cette tolérance trouve toutefois ses limites dans l’obligation d’être totalement soumis aux règles des envahisseurs, et de porter les signes distinctifs de non-appartenance à l’Islam.
Cette occupation de cinq siècles laisse une trace dans les régions concernées : dans la langue, et la toponymie (notamment repérable par le préfixe al-), l’agriculture, le commerce et les mœurs. Beaucoup de chrétiens adoptent les mœurs maures tout en gardant leur religion : les Mozarabes. D’autres se convertissent à l’islam : les Muladies. Cette influence marque surtout le sud du pays où la présence musulmane s’étend sur cinq siècles et où les Maures n'hésitèrent pas à se mêler à la population chrétienne ; beaucoup resteront dans la péninsule après la reconquête : les Morisques. Au nord du pays, reconquis dès le IXe siècle, elle laisse peu de traces. Les Maures conservent les divisions administratives préexistantes. Ils nomment le pays al-Andalus et son occident Gharb al-Andalus (l'ouest d'al-Andalus, soit le sud et le centre du Portugal).

### Premières réactions chrétiennes
Les divisions ne tardent pas à opposer les différents chefs de guerre musulmans. Cela va faciliter la lutte de cette poignée de religieux et de nobles wisigoths ayant perdu leurs terres lors de cette invasion ; réfugiés dans les montagnes du nord, plus difficiles d’accès, ils s'unissent sous la bannière du royaume asturien pour reprendre les biens qu'ils avaient eux-mêmes pris aux autochtones.
Les premières contre-attaques chrétiennes se manifestent dès 718 : Pélage le Conquérant, un seigneur de Galice, sera le premier à s'imposer face aux Maures. Après avoir été détenu en otage comme garantie de la soumission des Asturies, il s'évade et organise la révolte. En 722, il remporte la bataille de Covadonga et se fait acclamer roi des Asturies. En 737, il occupe la Galice et transmet son pouvoir à son fils. Dès lors, le calife de Cordoue engage la lutte pour soumettre ce royaume chrétien. En réalité, jusqu'au XIe siècle et l'appel à la croisade, la lutte entre chrétiens et musulmans dans la péninsule ressemble moins à une guerre qu'à une suite de pillages.
En 750, à Damas, la dynastie Omeyyade est remplacée par celle des Abbassides. Abd al-Rahman Ier, dernier survivant des Omeyyades de Damas, échappe au massacre de sa famille par les Abbassides et se réfugie en Andalousie, en 759. Il contribue ainsi au maintien d'une branche des Omeyyades en fondant sur la péninsule le premier État musulman totalement indépendant du califat islamique : l'Émirat de Cordoue ; celui-ci se transforme avec Abd al-Rahman III en Califat de Cordoue (929).
Les premières victoires chrétiennes inaugurent pourtant une reconquête de la péninsule en direction du sud, qui prendra le nom de Reconquista : celle-ci ne s'achèvera définitivement que cinq siècles plus tard, en 1492. Bénéficiant de la chute du califat de Cordoue en 1031, la Reconquista portugaise, elle, sera terminée dès 1249. Elle va être fondatrice de l'identité nationale du pays.
Sous le règne d’Alphonse Ier (gendre de Pélage le Conquérant), les seigneurs des Asturies tentent de poursuivre leur avancée vers le sud aux mains des musulmans. La Galice devient le théâtre pendant plusieurs années de combats entre chrétiens et musulmans. Des deux côtés, une politique de la terre brûlée est menée.
Le royaume des Asturies qui s'est étendu prend alors le nom de royaume de León. Il compte bientôt quatre divisions : les Asturies, le León, la Castille et la Galice). Chacune est dirigée par un comte ou un duc. Au fur et à mesure des conquêtes, les terres sont divisées en comtés ou en duchés puis repeuplées par des transferts de population.
Un certain Vímara Peres est envoyé reprendre la vallée du Douro. En 868, Portucale et Braga sont reprises. À partir du IXe siècle, le sud de la Galice forme ainsi un comté dynamique autour de sa métropole religieuse, Braga, et de son port, situé à l'embouchure du Douro : Portucalem (littéralement le port de Cale, association de Portus, future Porto et de Calem future Vila Nova de Gaia). Le territoire, confié à l'autorité d'un comte, prend bientôt le nom de Terra portucalensis (pays de Portucale). La noblesse qui s'y installe fonde le Condado Portucalense. Vímara Peres devient le premier comte de Portucale, titre qu'il transmet ensuite à ses enfants, créant ainsi une dynastie, qui jouira d'une certaine autonomie. Elle sera suivie de la dynastie des Mendes fondée par Mumadona Dias et son époux Hermenegildo Gonçalves. Cette dynastie qui dure jusqu'en 1071, fonde le comté de Coimbra après la reconquête de cette ville en 871 ; victoire de courte durée puisque les Maures reviennent bientôt s'installer sur les rives du Douro.

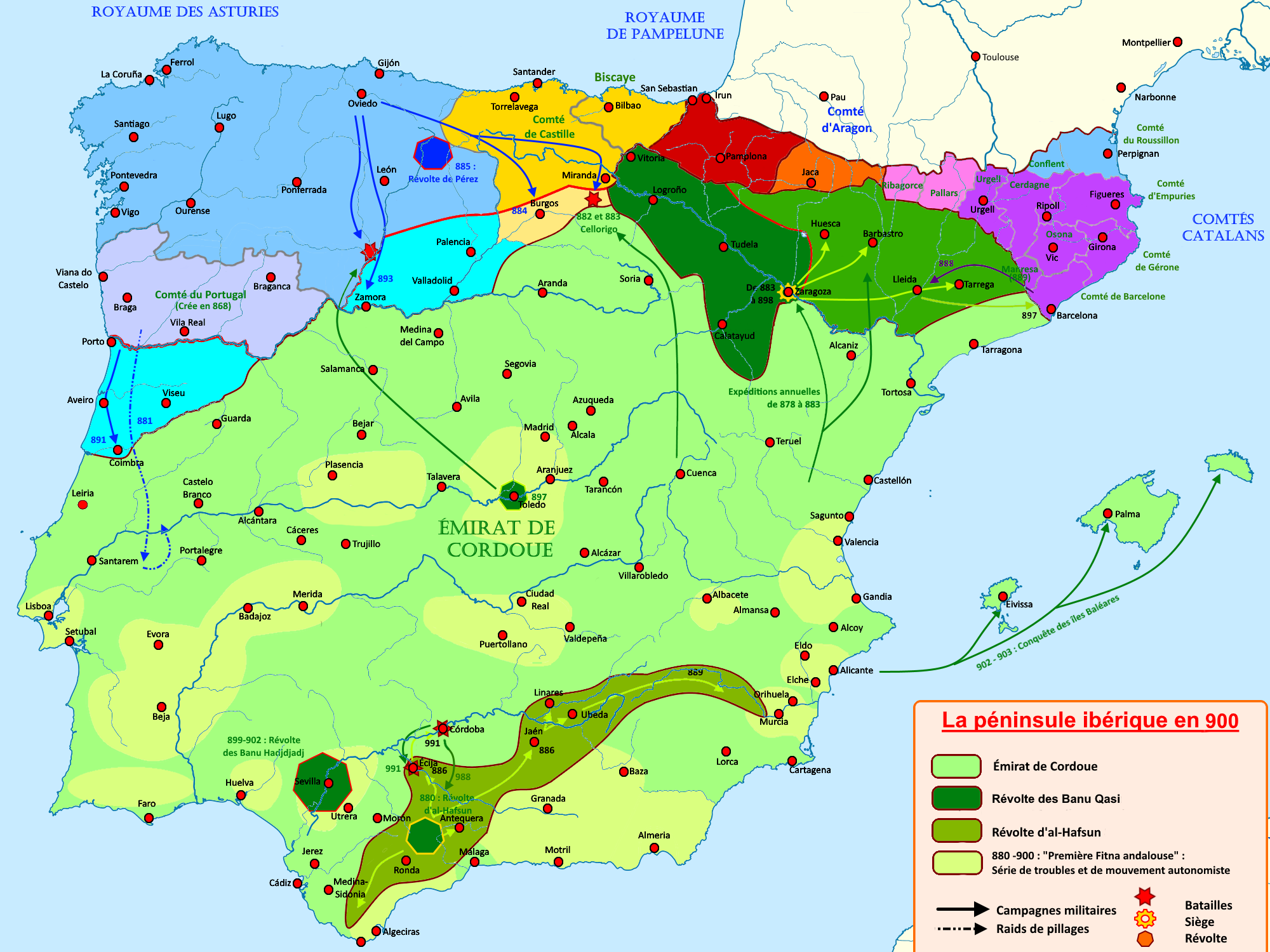
Le premier comté du Portugal en 868.

En 932, Tolède tombe aux mains des Omeyyades. La paix et la prospérité s’installent pendant quelques années dans la péninsule. La guerre sainte reprend en 980 menée par Almanzor : de nombreux raids sont lancés et les non-convertis persécutés se réfugient au nord de la péninsule. En 997, Saint-Jacques-de-Compostelle est prise. La disparition d’Almanzor précède pourtant la fin du califat. À partir de 1031, celui-ci se divise en plusieurs royaumes musulmans indépendants politiquement (les Taïfas). Ceux-ci nouent des relations avec les royaumes chrétiens.
Les terres conquises par les chrétiens sont parfois occupées par des familles sans titres nobiliaires, afin de les défendre et de les faire prospérer. Au gré de ces conquêtes qui s'étendent parfois au sud du Douro, leur pouvoir dépasse parfois celui des anciennes familles portucalenses. Certains de leurs chefs sont alors nommés gouverneur de ces terres, les rois catholiques s'appuyant sur eux pour fragiliser le pouvoir comtale. C'est le cas de Ferdinand Ier de Castille. En 1057, Lamego est reprise, suivie de Viseu en 1058 et Coimbra en 1064. Avec la bataille de Pedroso en 1071, le roi s'appuie sur ces rébellions pour renverser la dynastie comtale de Condado Portucalense. Après la chute de la dynastie des Mendes, ce sont ces familles qui dominent le comté portucalense. Cette nouvelle noblesse sera elle aussi porteuse d'un sentiment d'autonomie fort.

Péninsule vers 910.
Califat de Cordoue vers 1000.
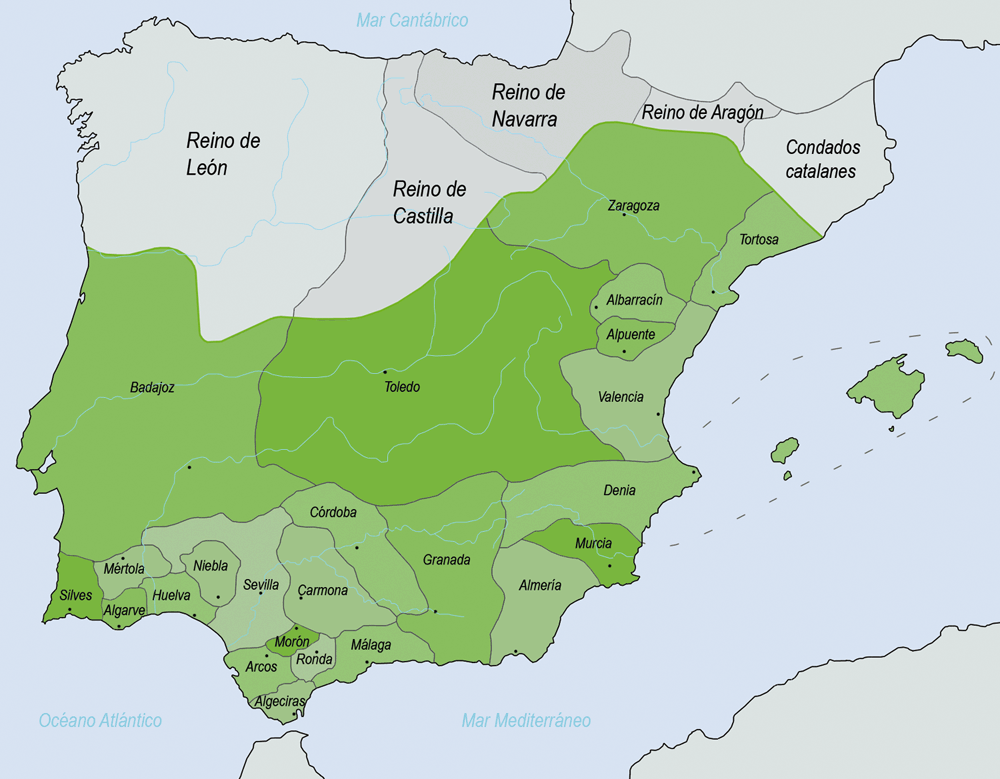
Taïfa vers 1031.
Taïfa vers 1037.
Taïfa vers 1080.

Un nouvel élan est donné à l'idée d'unifier la péninsule avec la prise de Tolède (1085), par le nouveau roi catholique, Alphonse VI de Castille. Il aura profité pour cela du morcellement du Califat de Cordoue en petits royaumes (Taïfas). Il bénéficiera aussi de l'arrivée de chevaliers étrangers répondant à l'appel à la lutte contre les Infidèles.
Il subit néanmoins une sévère défaite contre les Almoravides à la bataille de Sagrajas (1086). En effet, dès 1086, pour contrer la menace chrétienne, les taïfas de Badajoz et de Séville font appel aux Almoravides. Ceux-ci parviennent à unir le territoire musulman (1094). Les Castillans sont repoussés au nord du Tage.

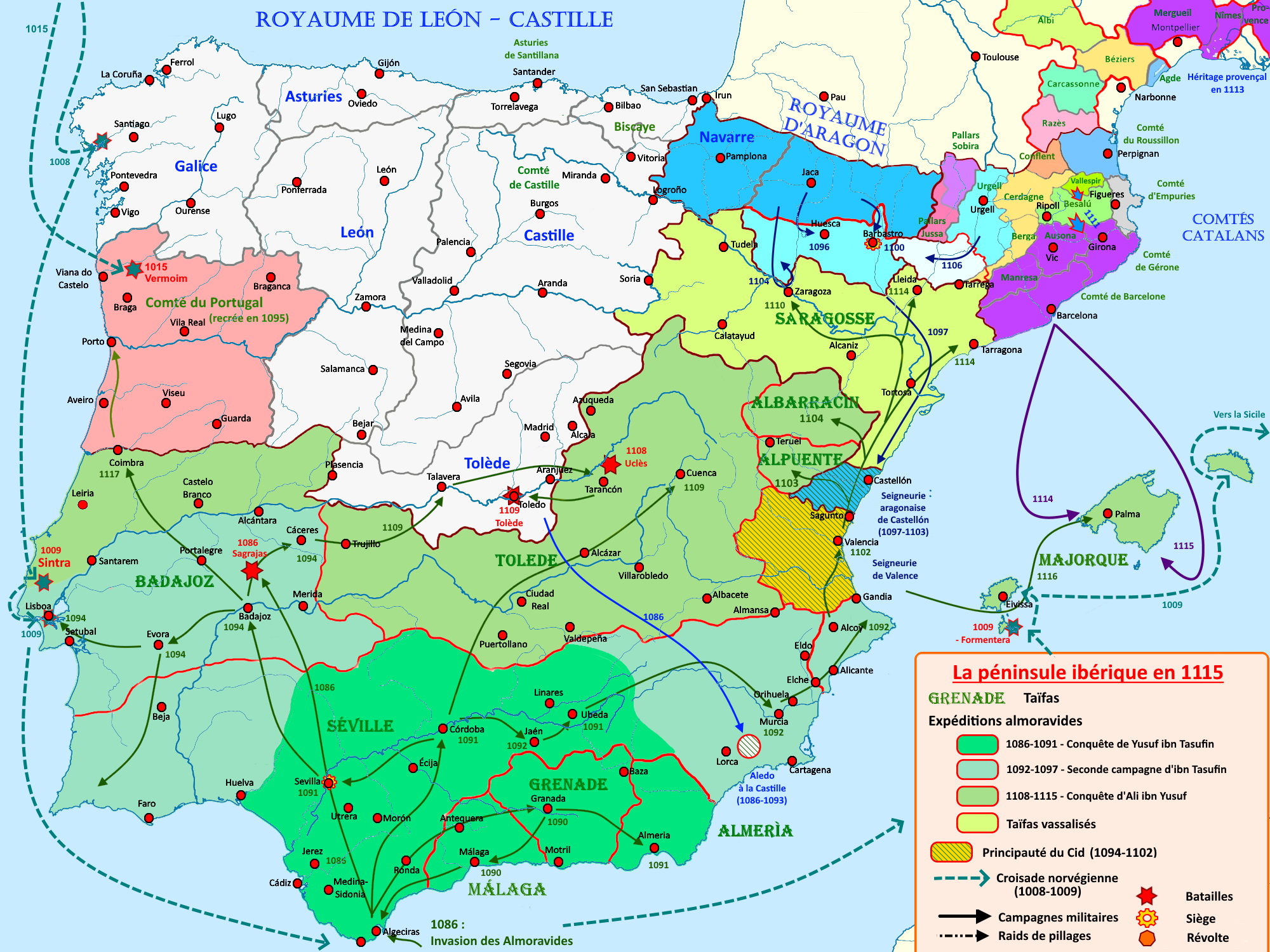
Le second comté du Portugal, vers 1115.

En 1095, Urbain II lance la première croisade pour libérer les lieux saints et surtout réagir à la menace que représentent les Turcs récemment convertis à l'islam. Déjà, la réforme grégorienne appelle à s'unir pour lutter contre toutes les croyances que l'Église de Rome considère comme « païennes » quand elles ne sont pas chrétiennes, et « hérétiques » quand elles ne sont pas catholiques. Très vite, les Almoravides occupent Cordoue et Séville, poussant le gouverneur de Badajoz à demander l'aide du León catholique en échange de villes comme Lisbonne, Santarém et Sintra. Après 1121, la politique almoravide se faisant moins tolérante, oblige de nombreux mozarabes à passer au nord, en terre chrétienne.

## Naissance du royaume de Portugal
Face à la menace Almoravide, Alphonse VI de Castille et de León annexe la Galice et le comté de Portugal, unifiant ainsi les royaumes chrétiens. Marié à Constance de Bourgogne, le roi catholique fait appel à sa belle-famille bourguignonne pour l'aider à reconquérir le reste de la péninsule.
Le duc de Bourgogne accompagné du frère de sa femme, Raymond, tous deux descendants de Hugues Capet participent à cette reconquête. En remerciement et pour consolider ses liens avec les autres monarchies, Alphonse VI marie sa fille unique Urraque à Raymond, faisant de lui son successeur (1091). Il lui confie le gouvernement de la Galice (1093). Raymond étend largement ce territoire vers le sud.

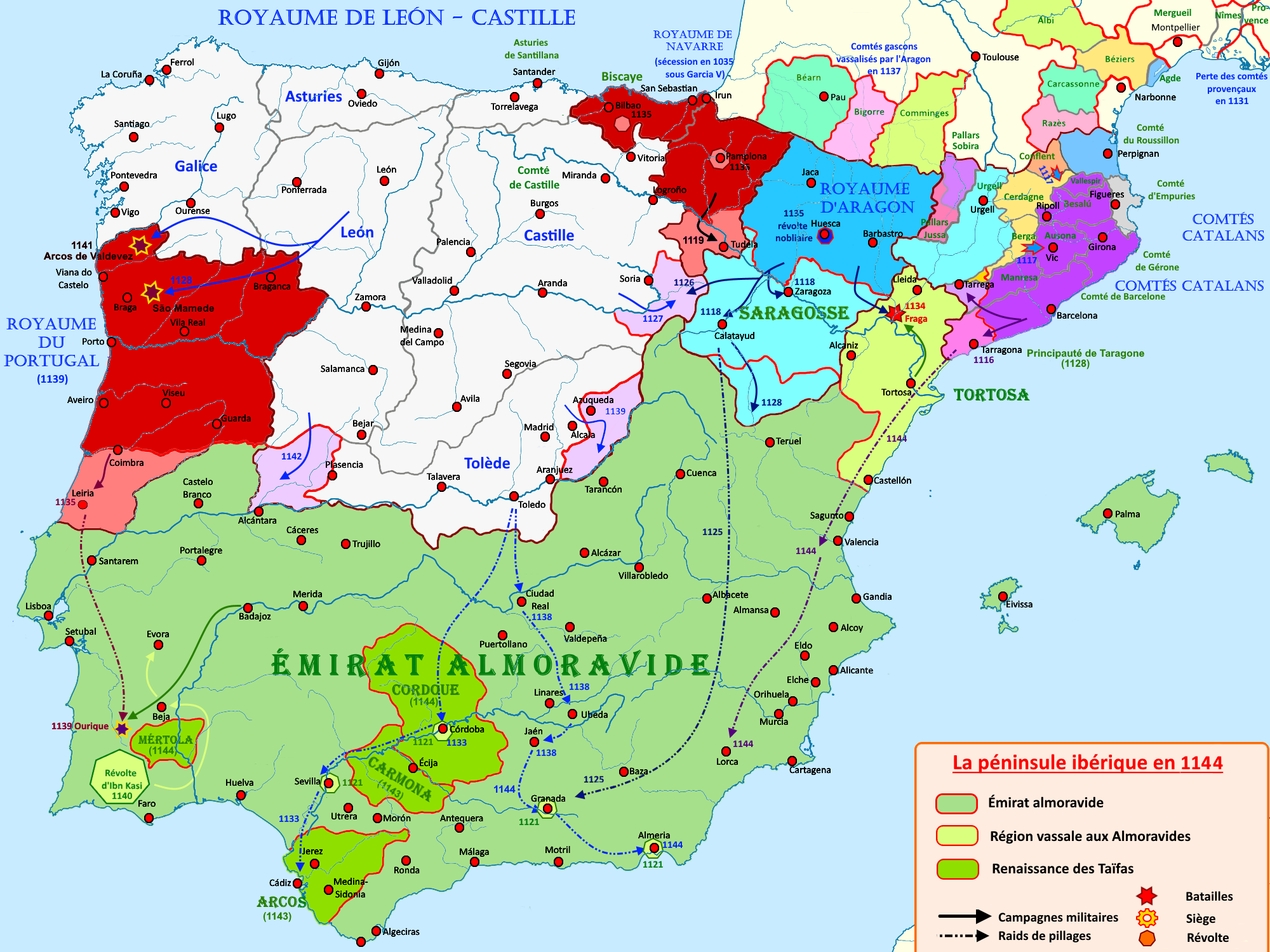
La création du royaume du Portugal de 1115 à 1144.

Une fois reprises, Alphonse VI décide de diviser les terres conquises et d'en confier la partie située au sud du Minho, comprenant les comtés de Portucale et de Coimbra à Henri de Bourgogne, marié à sa fille illégitime, Thérèse(1096). Comme son beau-frère, ce chevalier est issu de la famille royale de France, et fait partie d'une noblesse en quête de terres et de prestige ; engagés dans la lutte contre les infidèles, ils répondent favorablement à l'appel du roi catholique.
Henri installe sa cour près de Braga, à Guimarães (considéré depuis comme « berceau » du Portugal). Bien que vassal d'Alphonse VI, son mariage lui permet une certaine autonomie. Il poursuit la reconquête jusqu'au fleuve Mondego.

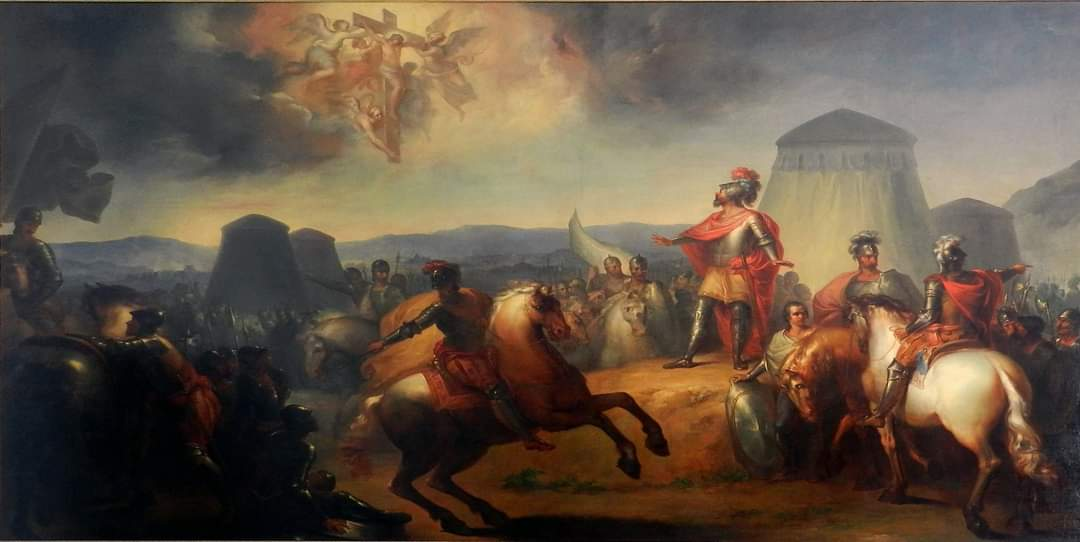
La bataille d'Ourique peinte par Domingo Antonio de Sequeira (1768-1837).

Des circonstances particulières vont permettre à Henri de prendre son indépendance : en premier lieu, la mort du roi Alphonse VI (1109) précédée de celle de Sancho, son fils illégitime et héritier désigné (1108). Raymond tentera bien de faire valoir ses droits sur la couronne avant de mourir lui-aussi, en 1107. C'est donc sa veuve, Urraque Ire de Castille, qui monte sur le trône. Elle se remarie. Or, le testament prévoyait que son fils monterait sur le trône en cas de remariage. Malgré son jeune âge, certains vassaux exigent l'application du testament, espérant bien profiter d'une plus grande liberté. La contestation plonge les royaumes chrétiens dans un climat de guerre civile qui ne cessera qu'à la mort de Urraque en 1126.
Henri refuse, quant à lui, de départager les deux partis, tout en cessant de prêter l'hommage du vassal à sa reine ; il affirme ainsi son indépendance. À sa mort (1112), sa veuve, Thérèse de León, tente de poursuivre cette politique d'indépendance. Mais Urraque et son fils Alphonse VII sauront lui rappeler son statut de vassale, en utilisant parfois la force (en 1115 à Oviedo, puis en 1121 et 1127).
Cela n'empêcha pas Thérèse de réclamer la Galice en héritage pour agrandir son territoire. Dans ce but, elle se rapprocha de la noblesse de ce royaume (par l'intermédiaire de son favori le comte Fernando Peres de Trava). Cela provoqua le mécontentement de la noblesse portugaise et de l’archevêque de Braga. Les opposants se regroupèrent autour du fils de Thérèse, Afonso Henriques, né à Guimarães, qu'elle espérait pouvoir manipuler plus facilement. Celui-ci prit la tête de la révolte contre sa mère. Avec la bataille de São Mamede en (1128), il obtint la victoire contre ses partisans, l'obligeant à se réfugier en Galice. Cette victoire consacra la prise de pouvoir d'Afonso Henriques.
Entré à son tour en conflit avec Alphonse VII, qui tente de poursuivre l'unification entamée par ses parents, Afonso Henriques finit par lui jurer loyauté, en échange de la reconnaissance de son autorité sur le comté, avec le traité de Tui en 1137.
Grâce à son habileté politique et guerrière, Afonso Henriques va réussir là où d'autres comtés avaient échoué, en obtenant son indépendance. Il bénéficia pour cela de la faiblesse nobiliaire du comté portugais et de la division des royaumes chrétiens.
En cherchant à étendre son territoire vers le sud, Afonso Henriques va marquer un point décisif dans la lutte vers l'indépendance : en 1139, face aux musulmans, il remporte une victoire qui symbolisera pour le pays le début de l'indépendance : la bataille d'Ourique. La légende veut que le Christ lui soit apparu pendant le combat. Il se fait proclamer roi par ses troupes sur le champ de bataille. Malgré les protestations de Raymond et les hésitations du pape qui cherche à éviter les divisions parmi les royaumes chrétiens, la situation d'Afonso Henriques est officialisée par le traité de Zamora (1143) : Alphonse VII de Castille, sous la pression du pape, reconnaît le royaume du Portugal et son roi Alphonse Ier. Cette date est depuis considérée comme la date de fondation du Portugal. Les frontières du pays ne dépassent pas Coimbra à l'époque.

## La dynastie de Bourgogne

### Fin de la reconquête
Une fois son titre de roi reconnu, Alphonse Ier continue avec succès la lutte contre les Maures. Il bénéficie pour cela des divisions de la monarchie catholique, mais aussi du déclin de l'empire almoravide qui se morcelle au sud de la péninsule. On assiste bien à un bref retour des taïfa (1142-1147), mais il y a un répit de plusieurs années avant que les Almohades ne décident de reprendre le contrôle de la péninsule. Alphonse Ier bénéficie aussi du soutien des croisés, se rendant en Palestine et faisant escale sur ses côtes. Ainsi, en se tournant vers le littoral, le pays affirme, là encore sa différence.
Sans parler encore d'indépendance portugaise, l'autorité royale se voit renforcée, grâce à la conjonction de plusieurs facteurs : la longévité d'Alphonse Ier et ses nombreuses victoires militaires qui l'imposent face à une noblesse affaiblie. En effet, sur ces nouveaux territoires conquis, la monarchie favorisa les concelhos (communautés dont la seigneurie est exercée par les habitants) mais aussi les ordres religieux et militaires qui contribuèrent au succès de cette reconquête. Chaque ordre se vit attribuer les terres reconquises au-delà du Mondego : l'Ordre de Santiago à Alcácer do Sal, Almada et Palmela, l'Ordre du Temple à Tomar, celui de l'Hôpital dans la Beira Baixa, l'Ordre cistercien à Alcobaça, l'ordre des bénédictins dans le Nord…). Ils avaient pour mission d'occuper ces terres, de les défendre, mais aussi de les dynamiser, de les mettre en valeur et d'y attirer une population restée méfiante (méfiance qui transparaît dans le caractère défensif de l'architecture romane). Cette époque correspond ainsi à une période de fondation et de développement des villes et du commerce qui accompagne les croisades. Si la petite exploitation reste une caractéristique du nord, resté aux mains des seigneurs, le sud du pays sera celui des grands domaines exploités par les Ordres et les concelhos, attachés à leur indépendance : cette opposition nord-sud subsiste encore aujourd'hui.
Accroître son pouvoir passe également, pour Alphonse Ier, par une politique d'alliances matrimoniales : il épouse en 1146, Mathilde de Savoie, de la maison de Bourgogne. Il s'évertue ensuite à placer ses nombreux enfants, légitimes et illégitimes, dans toutes les cours d'Europe, accroissant d'autant son patrimoine.
Le 15 mars 1147, Alphonse Ier, avec l'aide des Templiers, reprend la ville de Santarém, cité stratégique dotée d'un château réputé imprenable. Le 25 octobre 1147, est prise la ville de Lisbonne, importante source d'approvisionnement. Lors de cette bataille, il avait l'appui de croisés en route pour la Terre sainte.
Dès lors, la voie est ouverte pour conquérir l'Alentejo : bientôt tombent les cités d'Alcácer do Sal (1158), de Beja (1162) et d'Évora (1165). L'Alentejo est conquis en 1168. Les Templiers installent leur siège à Tomar en 1160, faisant de ce monastère une base pour sécuriser et repeupler les terres alentour, tandis que l'ordre de l'Hôpital s'installe dans la région de Beira Baixa. L'ordre d'Aviz occupe la rive gauche du Tage. L'ordre de Santiago, en première ligne face aux Maures, s'assurant un rôle primordial dans la défense des frontières sud (Par la suite, ces deux Ordres sont à l'origine de l'expansion maritime portugaise).
Alphonse Ier s'affirme définitivement face au royaume voisin de Castille et Léon, plongé dans des querelles successorales, après la mort d'Alphonse VII (1157) et la division de ses possessions en deux royaumes : l'aîné des fils reçoit la Castille tandis que l'autre reçoit le León et la Galice. Il n'est donc plus question pour Alphonse Ier de se reconnaître comme vassal,.
En 1169, sur le point de se faire devancer par Alphonse Ier, pour la prise de Badajoz, Ferdinand II de León, qui en réclame la possession, intervient aux côtés des Almohades pour l'en empêcher. Alphonse Ier subit une défaite. Il est capturé et une blessure à la jambe l'oblige dès lors à associer son successeur désigné, Sancho à son projet de reconquête.
À l'indépendance politique, s'ajoute bientôt l'indépendance religieuse lorsque Braga devient archevêché : le pays s'émancipe ainsi de la primatie de Tolède en vigueur depuis le règne des Wisigoths.
Bien que ces changements renforcent l'indépendance du royaume, celui-ci ne fut officiellement reconnu par le pape Alexandre III qu'en 1179, le Saint-Siège qui privilégiait l'unité chrétienne face aux Maures. Dès lors, Alphonse Ier se reconnut vassal de la Papauté. Ce ne fut qu'alors qu'il obtint le droit officiel de conquérir pour son propre compte, les terres aux mains des Maures.

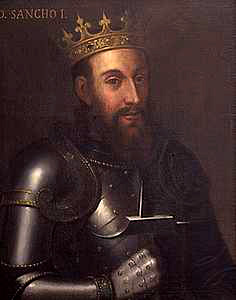
Sanche Ier.

À partir de 1172, les Almohades opèrent une contre-offensive qui surprend les royaumes chrétiens. Ils parviennent à unir le Maroc, l'Afrique du nord et l'Espagne musulmane. L'appel du pape à la Croisade contre eux va permettre cette fois l’unité nécessaire aux royaumes chrétiens pour remporter plusieurs batailles. La reconquête devient une mission sacrée au même titre que la défense des lieux saints. La résistance est menée par Sancho qui alterne d'abord victoires et défaites. Le siège de Santarém, mené par la puissante armée de Yusuf Ier est brisé, le 28 juin 1184 ; victoire qui participa au mythe des origines du Portugal.
Alphonse Ier meurt en 1185. La reconquête est achevée par ses successeurs : Sanche Ier (1185-1211) poursuit son combat ; il cherche à centraliser le pouvoir, luttant contre les privilèges de l'Église et favorisant les Ordres religieux.
Les Maures profitent un moment des dissensions entre les royaumes chrétiens (1185-1189) pour se renforcer en Algarve et même reprendre de nombreux territoires dont Alcácer do Sal. Le 3 septembre 1189, profitant du passage de croisés, Sanche Ier s'empare de Silves.
Mais l'offensive maure, menée par Yaqub al-Mansur, reprend dès l'année suivante, les amenant jusqu'aux rives du Tage : Alcácer do Sal tombe le (10 juin 1191), suivie de Palmela et de Silves (20 juillet 1191), obligeant Sanche Ier à conclure une trêve de 5 ans avec le calife almohade. De nouveaux conflits, entre les rois catholiques repoussent alors la contre-offensive chrétienne.

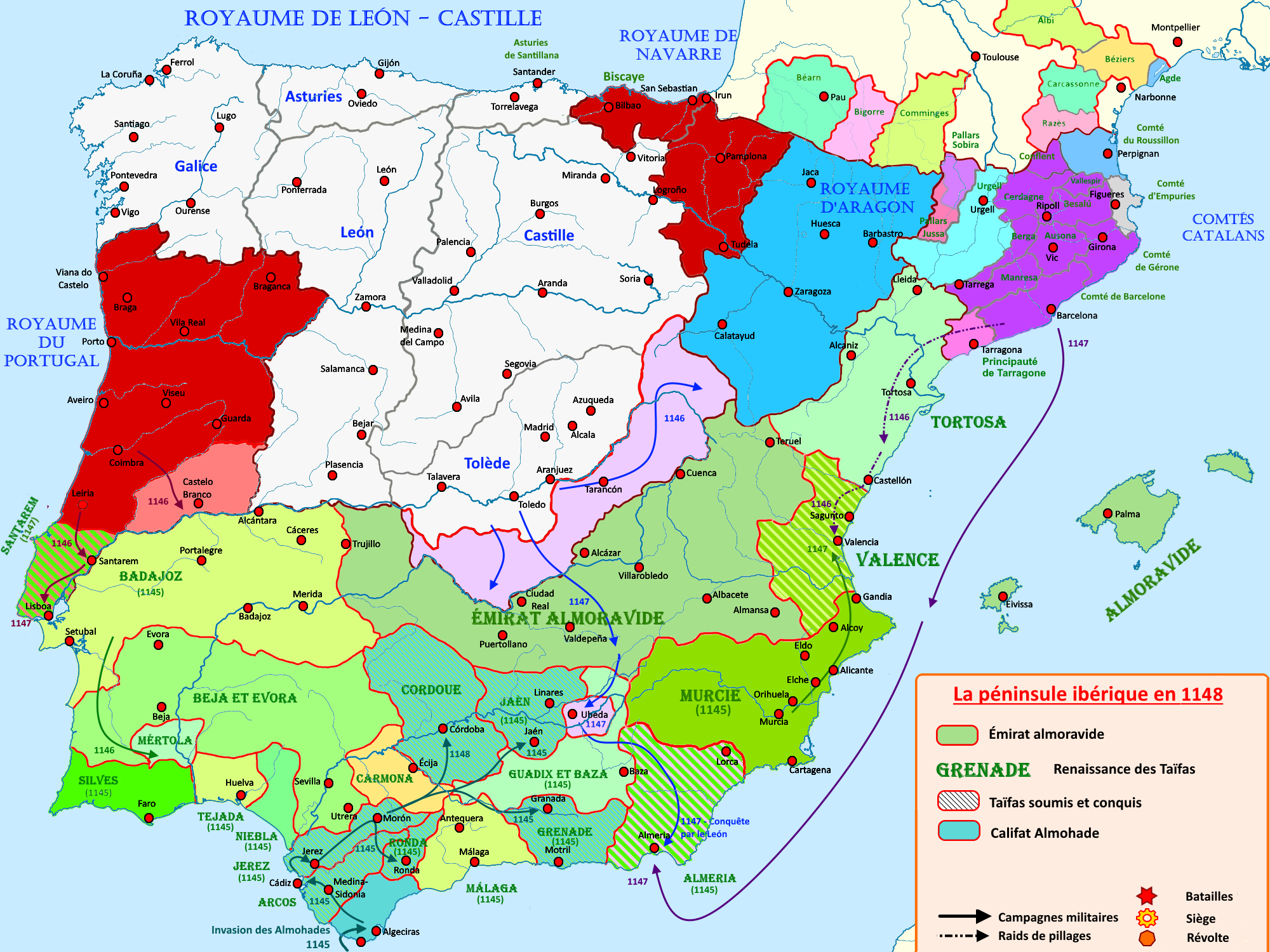
Le royaume du Portugal de 1144 à 1148.
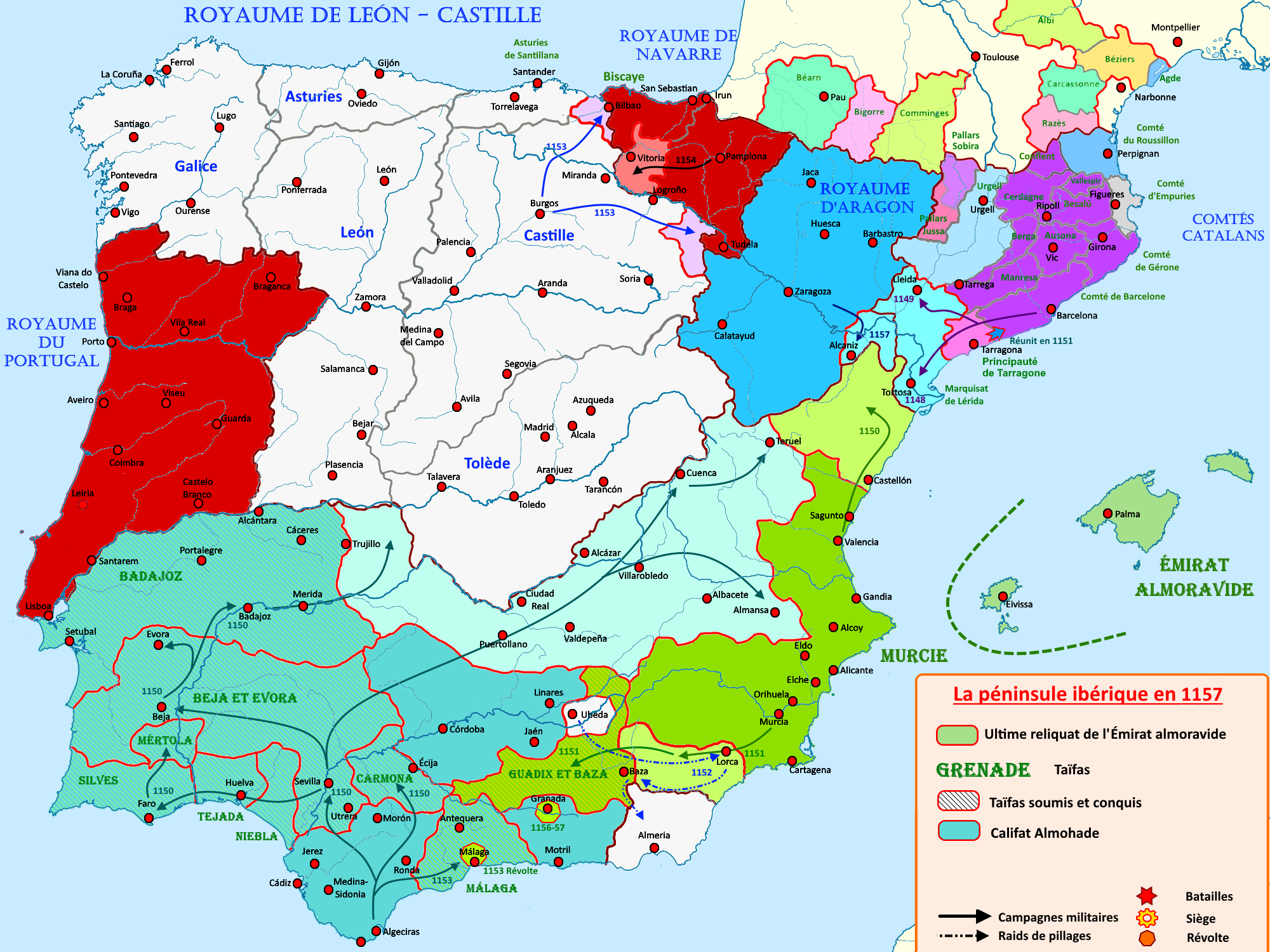
Le royaume du Portugal de 1148 à 1157.
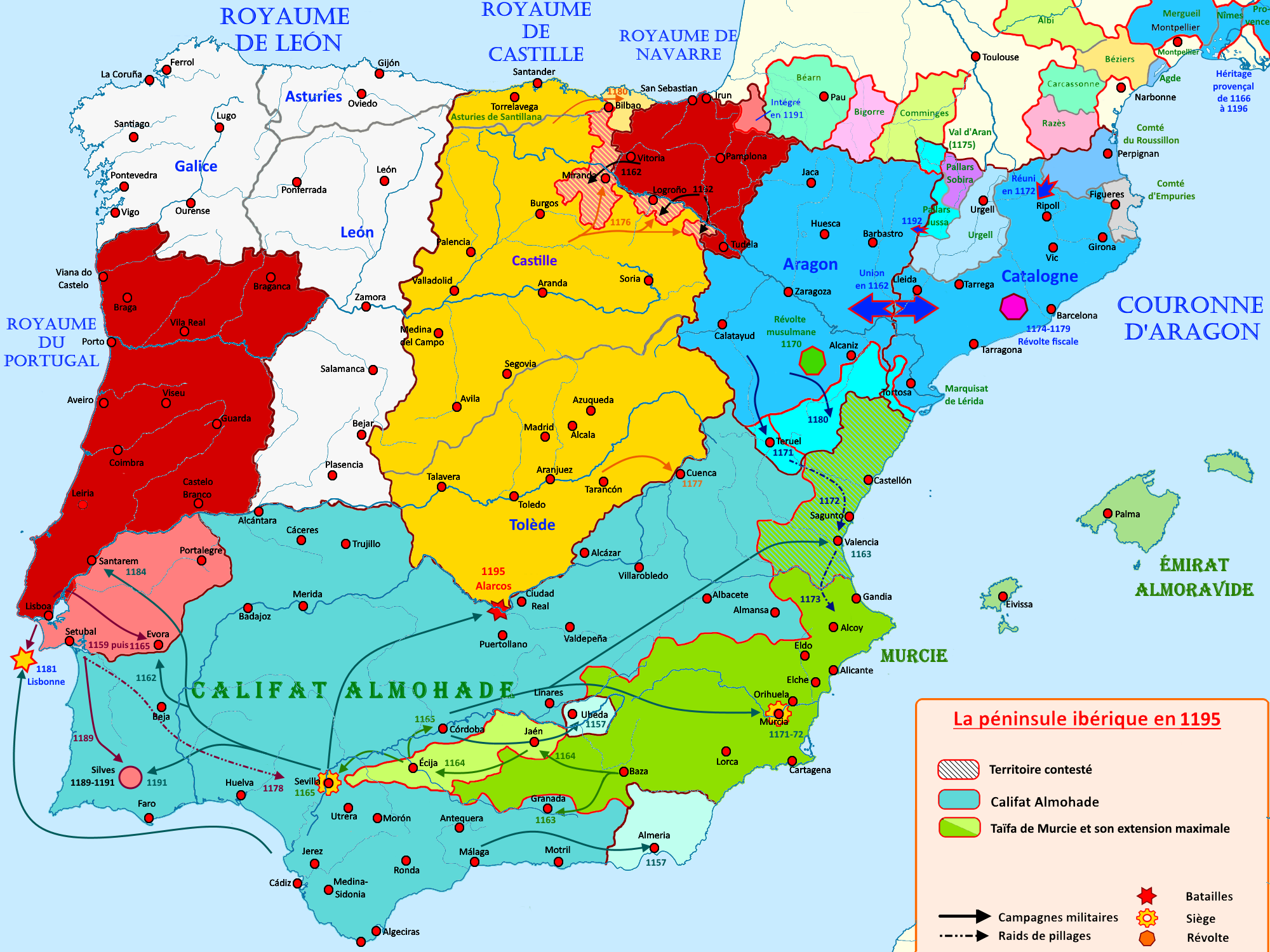
Le royaume du Portugal de 1157 à 1195.
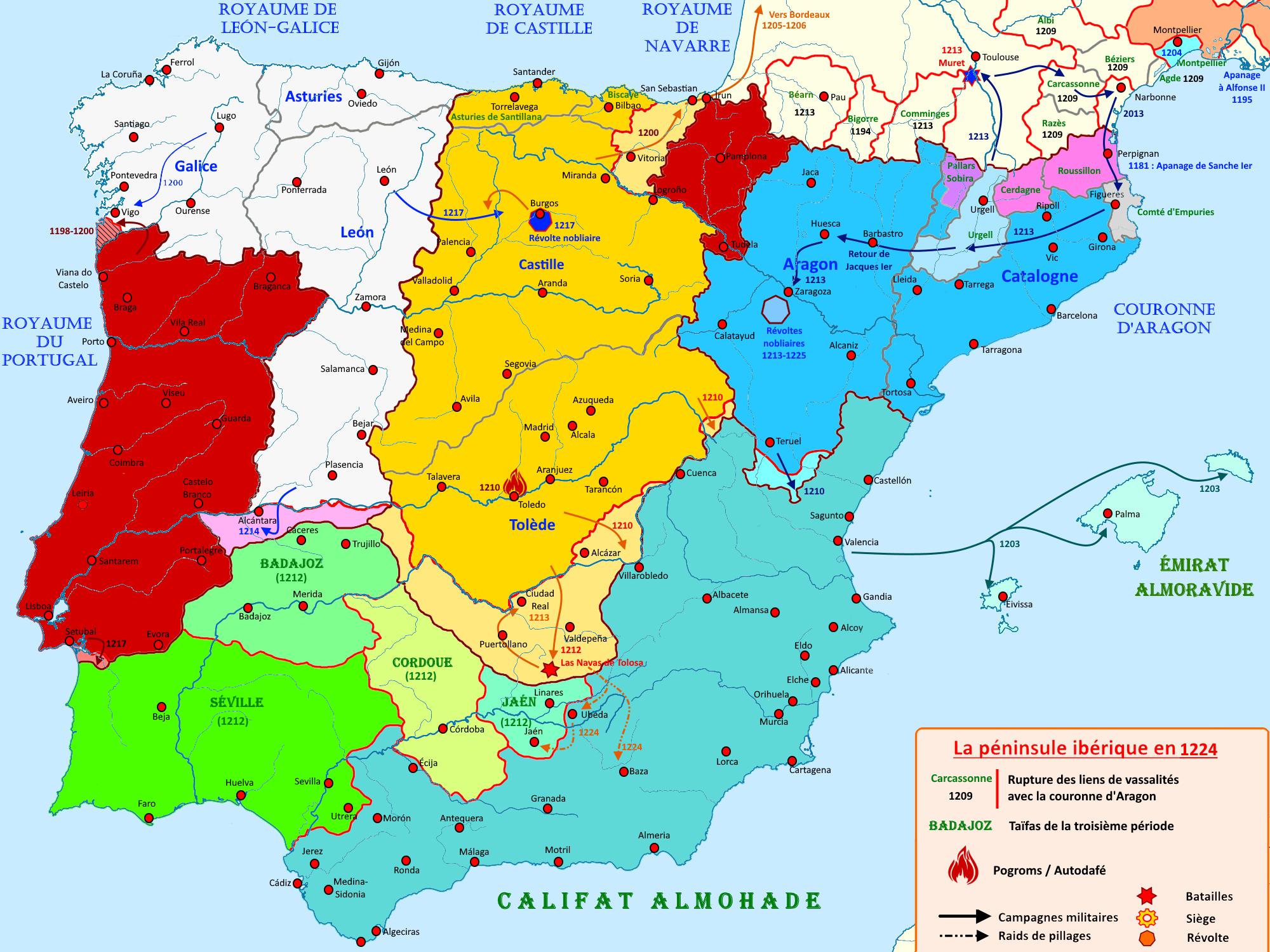
Le royaume du Portugal de 1195 à 1224.
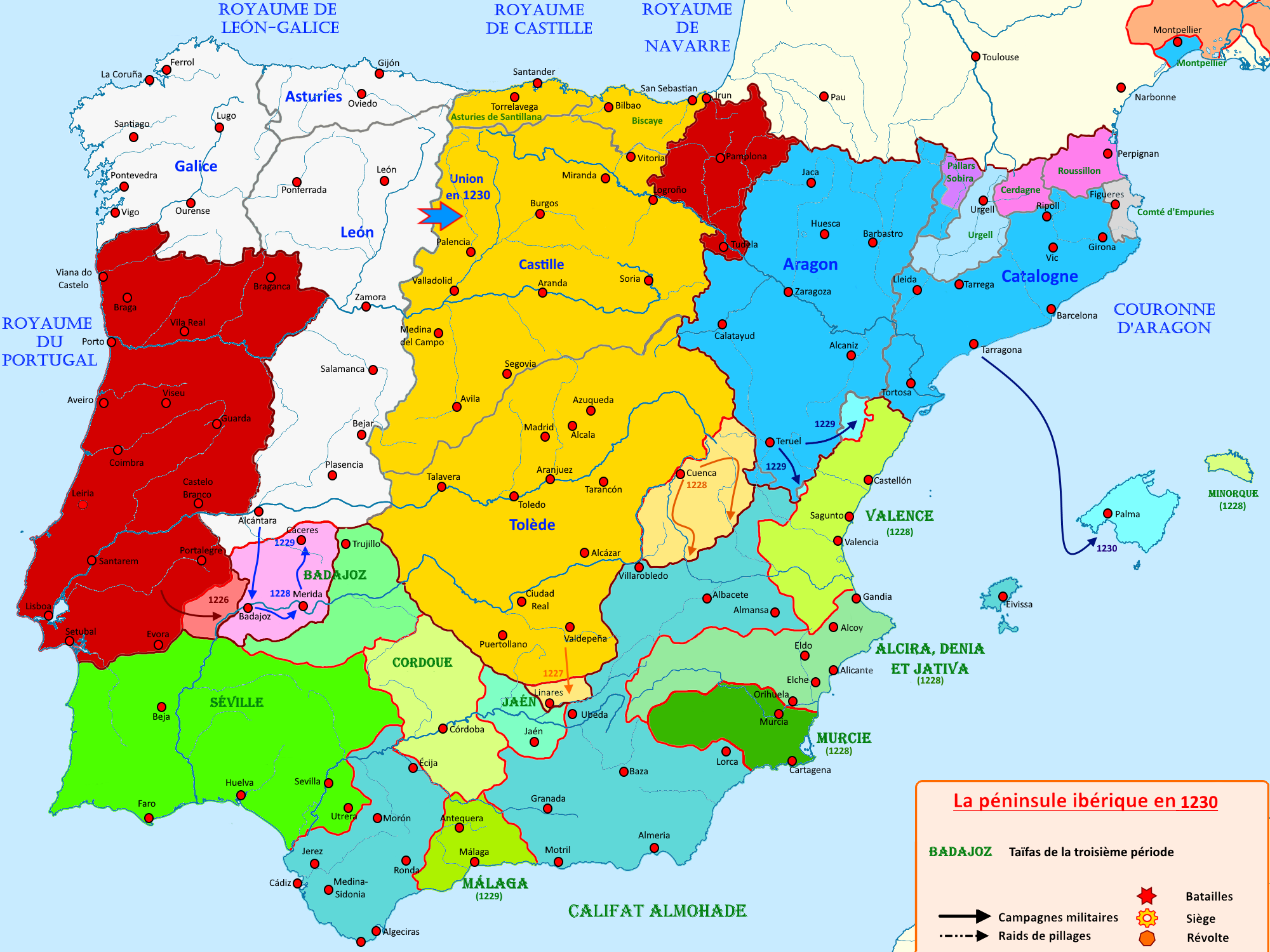
Le royaume du Portugal de 1224 à 1230.
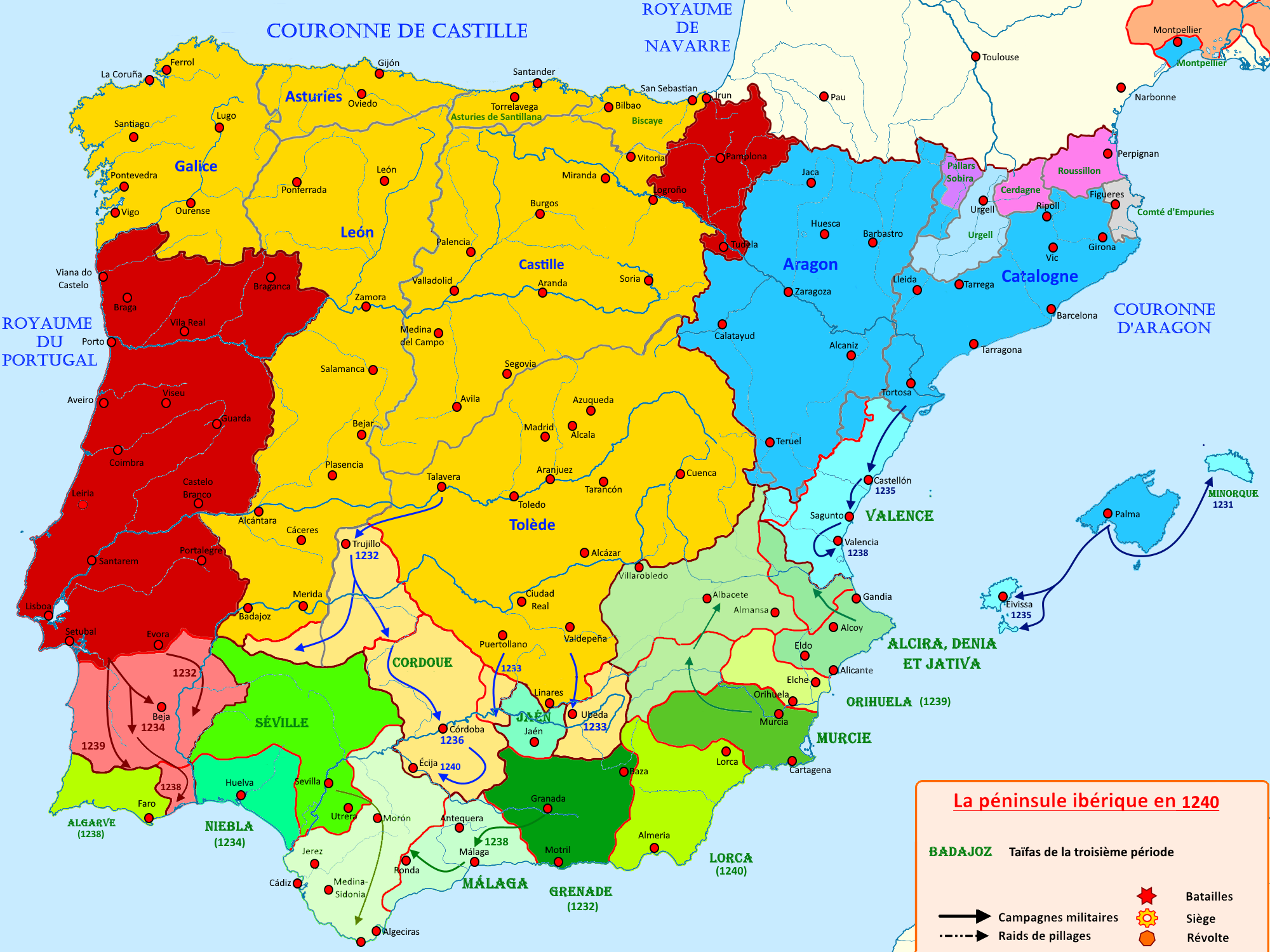
La conquête du sud, 1230-1240.
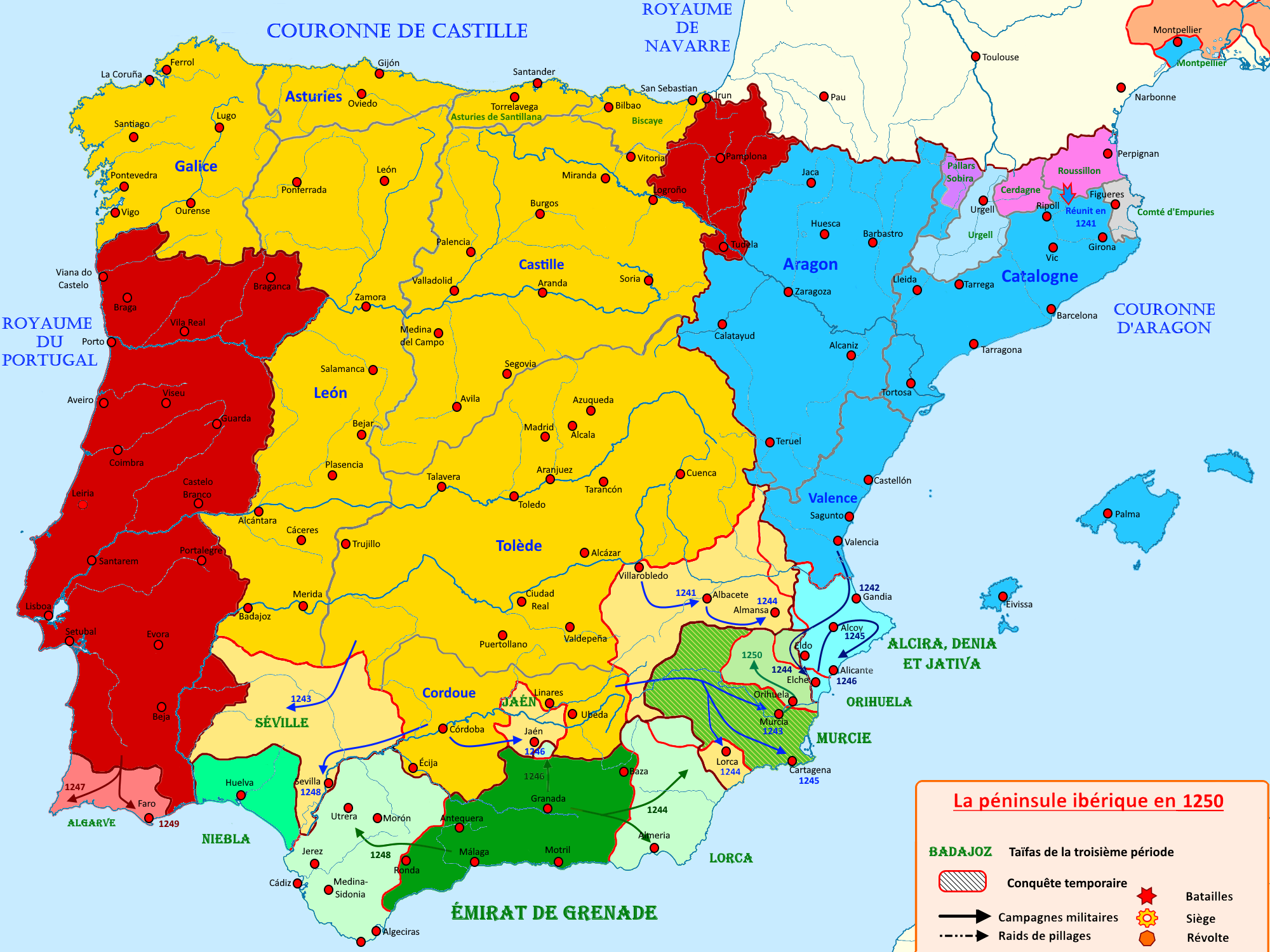
La prise de l'Algarve en 1250.

Il fallut attendre 1211 et l'intervention du pape Innocent III, pour que celle-ci reprenne. Désormais l'union prévalut ; elle amena le Portugal et la France à intervenir aux côtés d'Alphonse VIII de Castille pour vaincre les Maures lors de la bataille de Las Navas de Tolosa (16 juillet 1212). Cette bataille décisive marqua un coup d'arrêt à l'avancée maure. Elle fut suivie de la prise de Cordoue en 1236. Le territoire musulman se réduisit bientôt au royaume de Grenade et ce jusqu’en 1492.
C'est également au successeur de Sanche Ier que l'on doit la reprise définitive d'Alcácer do Sal en (1217) : Alphonse II (1211-1223). Sous son règne, apparaissent les premières lois écrites. Il est le premier à réunir des Cortes : premier pas vers la fin du système féodal et vers la centralisation du pouvoir. Il décide de s'attaquer aux abus et fait vérifier tous les titres de propriété des seigneurs (inquiriçoes) : les ordres militaires et les seigneurs, de plus en plus puissants, étaient devenus une menace pour le pouvoir royal. Il en ressort légitimé. Par ailleurs, le roi refuse d'appliquer au Portugal le décret du pape sur la confiscation des biens des infidèles, considérant cela comme une intrusion de l'Église dans les affaires de la Monarchie. Cela lui vaut d'être excommunié.
Son successeur, Sanche II (1223-1248) bénéficie de l'aide des ordres militaires pour conquérir de nouveaux territoires en Alentejo : Elvas et Juromenha sont prises en 1229, Moura et Serpa en 1232, Aljustrel en 1234. Il y entame une politique de repeuplement. Cette avancée bénéficie du soutien actif du pape Grégoire IX, qui lie la reconquête de la péninsule aux Croisades : le 21 octobre 1234, la bulle papale Cupientes Christicolas, concède l'indulgence à tous ceux qui aideront le Portugal dans sa lutte. Cela permet la prise de Mértola en 1240 puis de Tavira en 1242 avec l'aide des chevaliers de l'ordre de Santiago. Ne restait plus qu'à conquérir une partie de l'Algarve pour parachever la reconquête portugaise.
Certains seigneurs profitent de cette même bulle papale pour échapper à l'autorité royale ; l'omniprésence du souverain à la tête de ses armées favorise d'autant une période d'anarchie. L'Église se considérant délaissée au profit des ordres militaires, cela vaut à Sanche II d'être excommunié comme son père.
Son frère, Alphonse III (1248-1279) est désigné par le pape pour le remplacer dès 1245 : Sanche II doit s'exiler. Le nouveau roi s'engage à rétablir l'ordre, à respecter le pouvoir de l'Église et de la noblesse tout en pourchassant les abus. Il organise de nouvelles "Inquirições Gerais" afin de vérifier les titres et les privilèges accordés. Il crée des magistrats itinérants chargés de faire respecter la justice royale. Le pouvoir royal ne s'en trouve que renforcé. Ces réformes administratives finissent pourtant par contrarier les intérêts de l'Église qui cherche à l'excommunier, lui aussi (1266).
Il reprend l'Algarve en 1249, faisant ainsi de son royaume le premier État d'Europe à avoir atteint ses frontières définitives. Il transfère la capitale de Coimbra à Lisbonne en 1255. En 1267, après un début de conflit sur le tracé des frontières, le traité de Badajoz signé entre Alphonse III et Alphonse X de Castille, fixe les frontières entre les deux royaumes. Il est légèrement remanié par le traité d'Alcañices en 1297.

### Développement du pays
Les règnes des monarques suivants de cette dynastie (Denis Ier, Alphonse IV, Pierre Ier le Justicier et Ferdinand Ier) s’accompagnent d’un important développement économique, démographique, technique (dans l'agriculture et le transport), artistique (cathédrales de Braga, de Coimbra et de Lisbonne, église des Templiers du couvent de Tomar) et intellectuel (historiographie, enluminure, Commentaire de l’Apocalypse). Ce développement est rendu possible par le butin de la reconquête et par la longue période de stabilité qui suit. Un système de recouvrement des impôts plus efficace est mis en place, encore que l'autorité royale ne soit pas toujours respectée par les seigneurs.
Denis Ier se chargea d'abord de rétablir l'ordre dans le pays et de réconcilier la Couronne et l'Église. En parallèle, il parvint à limiter les acquisitions du clergé. Le conflit avec son frère manqua de faire tomber plusieurs villes frontalières aux mains des Castillans. Son mariage avec Isabelle d'Aragon permit de contenir les Castillans et de parvenir à un accord : le Traité d'Alcañices (1297) fixe définitivement les frontières entre les deux royaumes.
Il s'employa aussi à repeupler ce nouveau territoire afin de le renforcer (en accordant des chartes, des privilèges aux seigneurs, en abolissant la servitude, en améliorant l'agriculture et le commerce, en renforçant les frontières…). Le Trésor royal en bénéficia.
Beaucoup de musulmans avaient émigré pour échapper aux chrétiens mais la grande majorité ne put faire autrement sinon rester sur place. On signa des accords avec ces "Mudéjars", tout en leur faisant payer un tribut et en les obligeant à résider hors des murs des villes : les mourarias. Les juifs installés au Portugal bénéficiaient déjà d'une certaine protection royale, dans leurs quartiers (les judiarias), de par le rôle important qu'ils jouaient dans la société de l'époque. Cela ne manquait pas de susciter des jalousies de la part des chrétiens. Ces mesures permirent pourtant de réunir sur le territoire des populations très différentes - chrétiens du Nord et du Sud, mozarabes, Maures et Juifs - qui se fondent peu à peu. Les cultures galaïco-portugaise et lusitano-mozarabe se mélangent. L'installation de Français venus avec les croisades laisse également sa marque dans la culture et l'architecture portugaise. De ce mélange naît le particularisme portugais : une population sous l'influence d'une civilisation brillante et raffinée au sud, des guerriers et des paysans à la vie rude et austère au nord ; une coupure nord-sud qui persiste encore aujourd'hui dans le paysage et la mentalité.

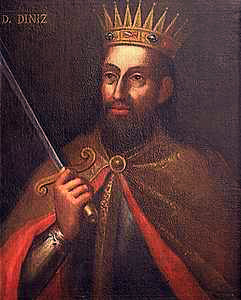
Denis Ier.

La cour s'établit à Lisbonne scellant l'union nord-sud. Une nouvelle organisation territoriale et administrative se met en place avec une tendance à la centralisation du pouvoir. Mais les différences subsistent entre les régions, avec un régime seigneurial et une noblesse puissante au nord, de vastes domaines confiés aux ordres religieux sous autorité royale au sud, le roi plaçant des portugais à leur tête.
Le long règne de Denis Ier (1279-1325) permet d'asseoir les institutions. Il impose le Portugal comme nation et permet à la population de prendre conscience de son unité symbolisée par la construction du monastère d'Alcobaça, unité grâce à la langue portugaise que Denis Ier officialise, démarquant ainsi nettement le pays de la Galice, (le souverain lui-même participe à la naissance d'une littérature portugaise), unité grâce aux ordres religieux, aux écoles et à l'université (fondée à Coimbra en 1290). Enfin, il établit les bases des futures grandes expéditions maritimes : l'ordre des Templiers, gardien des frontières est supprimé par le pape en 1319. Le roi parvint à le faire remplacer par un ordre placé sous son contrôle : l'ordre du Christ ; il s'empare ainsi de ses richesses. Cet ordre est destiné à jouer un rôle considérable dans les grandes découvertes. Déjà, le sud du pays se tourne vers le large : Lisbonne s'ouvre au commerce avec l'arrivée des Génois ; le premier traité commercial avec l'Angleterre est signé ; les côtes de l'Estremadura, source d'approvisionnement en bois pour la construction navale, sont reboisées et défendues .

### Crises duXIVesiècle

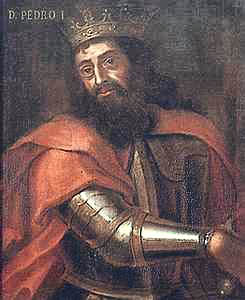
Pierre Ier.

Le règne de Denis Ier se termine par un conflit avec son fils Alphonse, jaloux des privilèges accordés à son demi-frère bâtard. Alphonse demande le soutien de ceux que la politique centralisatrice de son père mécontente. Cela débouche sur une guerre (1321) mais n'empêche pas Alphonse de succéder à son père (1325).
Alphonse IV continue d'imposer l'autorité royale sur tout le territoire et entretient les alliances avec ses voisins. En 1340, il vient en aide à son gendre, Alphonse XI de Castille, contre les musulmans du royaume de Grenade : la victoire de Salado vient définitivement à bout de la menace musulmane dans la péninsule.
En 1341, une expédition est lancée aux Canaries.
Le règne d'Alphonse IV (1325-1357) connaît le début d'une crise économique et une épidémie de peste (1348) qui allait décimer un tiers de la population. Les campagnes se vident et la production agricole s'en ressent. La surpopulation des villes entraîne pauvreté, délinquance et désordre social. L'insalubrité qui y règne aggrave l'épidémie.
Ces crises amènent le roi à reprendre le pouvoir en main et à encourager le commerce maritime afin de ravitailler le pays ; situation qui va profiter à la bourgeoisie. Le roi prend aussi des mesures pour obliger les propriétaires à travailler leurs terres et faire que les héritages ne dispensent pas les héritiers de travailler. Il rogne de plus en plus sur l'autonomie des "concelhos". La centralisation de la justice est accentuée avec la nomination des "juizes de fora" (littéralement "juges venus du dehors"), substituant les juges locaux.
La fin du règne d'Alphonse IV est marquée par l’affaire de la reine morte où la légende se mêle à la réalité : ayant marié son fils et successeur, Pierre à Constance de Castille, celui-ci tombe amoureux de sa suivante, Inés de Castro. Par souci de protéger l'alliance avec la Castille et pour en finir avec cette relation adultère, Alphonse IV fait assassiner Inès, le 7 janvier 1355. La colère de Pierre manque de tourner au conflit ouvert avec son père. À la mort de celui-ci, Pierre se venge cruellement des responsables de la mort d'Inès. En 1360, afin de légitimer les enfants qu'il avait eu avec Inès, Pierre, devenu roi, affirme s'être marié secrètement avec elle. Le corps de la défunte est exhumé, et Inès couronnée reine. Les grands du royaume sont obligés de baiser la main du cadavre. De nouvelles funérailles sont célébrées et le corps mis dans le tombeau qui lui était réservé dans l'abbaye d'Alcobaça.
Malgré un comportement colérique, Pierre Ier fut très populaire : son règne reste dans les mémoires comme une période de paix et d'affermissement du pouvoir royal : il exige notamment que les ordres pontificaux soient en accords avec les lois du royaume. S'il ne se remarie plus, il aura un autre fils bâtard, Jean, qu'il nommera grand-maître de l'ordre d'Aviz et sera amené à jouer un rôle important par la suite.
La succession respecte pourtant la légitimité, puisque c'est le fils issu du mariage avec Constance de Castille, Ferdinand Ier (1367-1383) qui monte sur le trône. Ce jeune roi bénéficie au départ d'une grande popularité et d'une meilleure situation financière et économique (la navigation commerciale s'est largement développée ; la loi des « sesmarias » a obligé les propriétaires terriens à exploiter leurs terres). Il va tout de même plonger le Portugal dans la plus grave crise de sa jeune histoire.
Au titre d'arrière petit-fils de Sanche IV, Ferdinand commence par revendiquer le trône de Castille : celui-ci est occupé par Henri de Trastamare, depuis qu'il a assassiné son demi-frère et héritier légitime. Ferdinand réunit une coalition afin de s'emparer du trône et venger son cousin germain. Les erreurs stratégiques de Ferdinand et la rapidité de réaction de Henri de Trastamare, devenu Henri II de Castille, ont raison des portugais et de leurs alliés (1369). La défaite portugaise est totale et seule l'intervention du pape Grégoire XI sauve Ferdinand Ier (1370). Il est poussé à signer le traité d'Alcoutim, par lequel il abandonne ses prétentions et s'engage à épouser la fille d'Henri II de Castille, Eleonore.
Malgré cet accord, Ferdinand reprend l'offensive en 1372. Il s'allie au préalable avec l'Angleterre d'Édouard III, plongée dans la guerre de Cent Ans, contre la France, elle-même alliée de la Castille. Les traités de Tagilde et de Westminster officialisent des liens politiques et commerciaux entre les deux pays. Mais Ferdinand y abandonne aussi ses prétentions à la couronne de Castille au profit de Jean de Gand, fils d'Edouard III, marié à une princesse de Castille, en échange de l'aide anglaise pour protéger le pays et destituer l'usurpateur.
Encore une fois, Ferdinand est pris de vitesse. Henri de Trastamare envahit le Portugal et prend Lisbonne (23 février 1373). Ferdinand, humilié, n'a pas d'autre choix que de signer une nouvelle paix, le 24 mars 1373, après intervention du pape. Il doit abandonner toute prétention sur la Castille et rejoindre l'alliance franco-castillane contre l'Angleterre. Le pays est dévasté.
Son mariage avec Éléonore Teles de Menezes, de la famille des comtes de Barcelos finit de lui aliéner le peuple : non seulement, cette union l'amène à oublier le projet de mariage avec la fille d'Henri II, mais elle lui fait aussi annuler celui de sa future épouse. Par ailleurs, cette dernière, appartenant à une riche famille est soupçonnée d'être un agent de l'aristocratie opposée à la centralisation monarchique. L'annonce du mariage suscite de vives oppositions. Dès lors, Eleonore va fortement influer sur la politique extérieure du Portugal, défendant les intérêts de sa famille et de la noblesse.
Outre la colère des classes populaires, le roi et la reine provoquent celles des classes moyennes, à l'importance croissante, qui voient la situation économique se détériorer, avec ces conflits successifs. Des émeutes fréquentes et des famines accompagnent le développement des villes. Beaucoup de pauvres quittent les campagnes, s'engagent dans l'armée puis dans la marine. Cette situation provoque une coupure entre une noblesse terrienne cherchant à maintenir la main d'œuvre dans les campagnes et une bourgeoisie urbaine en phase de développement. Les Cortes de 1371 et 1372 réprouvent sévèrement la politique royale.
La mort d'Henri II de Castille, en 1381, fait renaître les ambitions de Ferdinand : il renoue avec l'Angleterre afin de s'emparer de la Castille. La riposte de Jean Ier, nouveau roi de Castille, ne se fait pas attendre. Le Portugal est défait. Une partie de la noblesse portugaise, unie autour d'Éléonore ne cache pas ses sympathies pour le souverain castillan. Ferdinand est soumis à un nouvel accord de paix prévoyant le mariage de l'infante Béatrice (pourtant promise au comte de Cambridge) avec un fils de Jean Ier de Castille.
En 1383, Jean Ier propose d'épouser lui-même l'infant Béatrice, unique héritière de Ferdinand. Cette union pouvait signifier de fait, la fin de la Dynastie des Bourgogne, de l'indépendance du Portugal et l'unité retrouvée de l'Hispanie. Ce projet rassemble de nombreux partisans dans les deux pays. Ferdinand donne son accord pour le mariage (Traité de Salvaterra de Magos) espérant encore donner un héritier au Portugal.
Ferdinand meurt sans autre héritier (1383) ; Jean Ier réclame naturellement l'union des deux couronnes. Très vite, des opposants au projet se mobilisent.

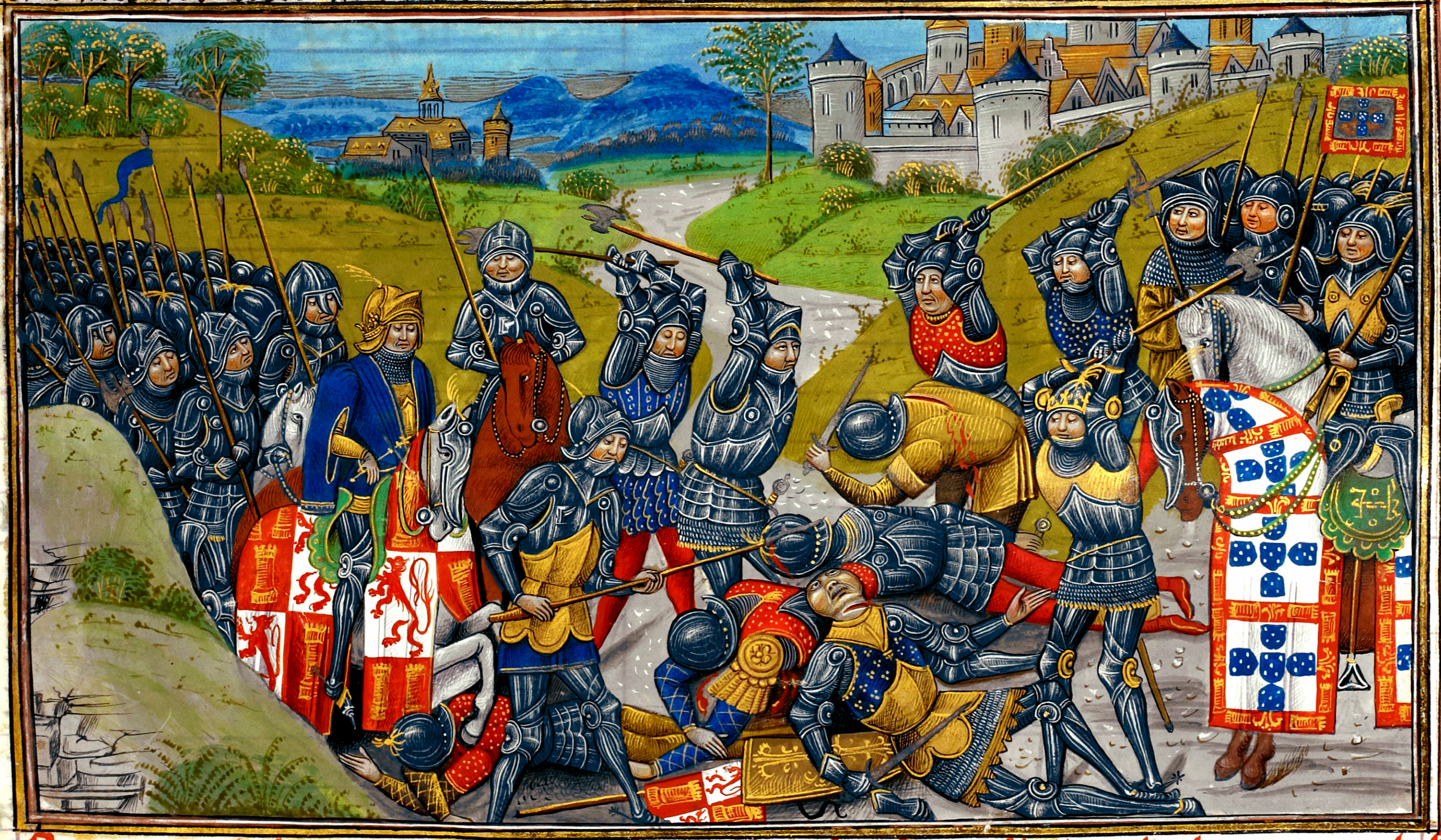
La bataille d'Aljubarrota.

Une crise de succession commence alors sous la régence d'Éléonore. Elle oppose la noblesse, soutenant le parti de Castille, à la bourgeoisie et au peuple, privilégiant une solution nationale en s'unissant autour de Jean, fils bâtard de Pierre Ier et grand-maître de l'ordre d'Aviz. L'épisode révèle clairement les intérêts devenus divergents entre ces catégories sociales. La conjuration prend tout le monde de vitesse en proclamant le nouveau roi, sous le nom de Jean Ier le 6 décembre 1383. La population de Lisbonne prend fait et cause pour lui et se soulève contre les partisans de la régente ; celle-ci se réfugie en Castille qui lève aussitôt une armée et assiège Lisbonne en 1384. La plupart des villes du pays avaient déjà acclamé le roi de Castille malgré les émeutes populaires,.
La défense s'organise, menée par Nuno Álvares Pereira, à la suite d'une première victoire à la tête d'une armée de paysans, lors de la bataille des Atoleiros le 6 avril 1384. Lisbonne et le sud du pays sont repris.
Les Cortes de Coimbra (1385) sont organisées pour donner une légitimité à Jean Ier. Ses partisans y affrontent ceux de Béatrice et du roi de Castille, mais aussi ceux du fils de Pierre Ier et Inés de Castro, prénommé également Jean, considéré comme seul héritier légitime. Le maître d'Aviz va bénéficier du soutien de légistes et de l'Université, totalement acquise à sa cause. Le 6 avril 1385, Jean est proclamé roi. Il obtient aussi les moyens de libérer le pays.
On peut parler de cet épisode comme d'une révolution bourgeoise, où la population opte pour un État marchand, favorisant le développement des affaires. C'est aussi la première fois qu'un roi est élu par une assemblée contre l'hérédité naturelle. Avec cette victoire, le pays marque résolument son indépendance envers la Castille, ce qui peut laisser penser qu’un esprit patriotique et le rejet de Ferdinand et d'Éléonore ont animé le peuple dans cet épisode.
Les Castillans reviennent, soutenus par une partie de la noblesse portugaise ; ils sont défaits, malgré leur supériorité numérique, lors des batailles de Trancoso (juin 1385), de Valverde (octobre 1385) et enfin d'Aljubarrota (14 août 1385). Cette dernière bataille signe la victoire définitive du Portugal et assoit la légitimité du nouveau roi.

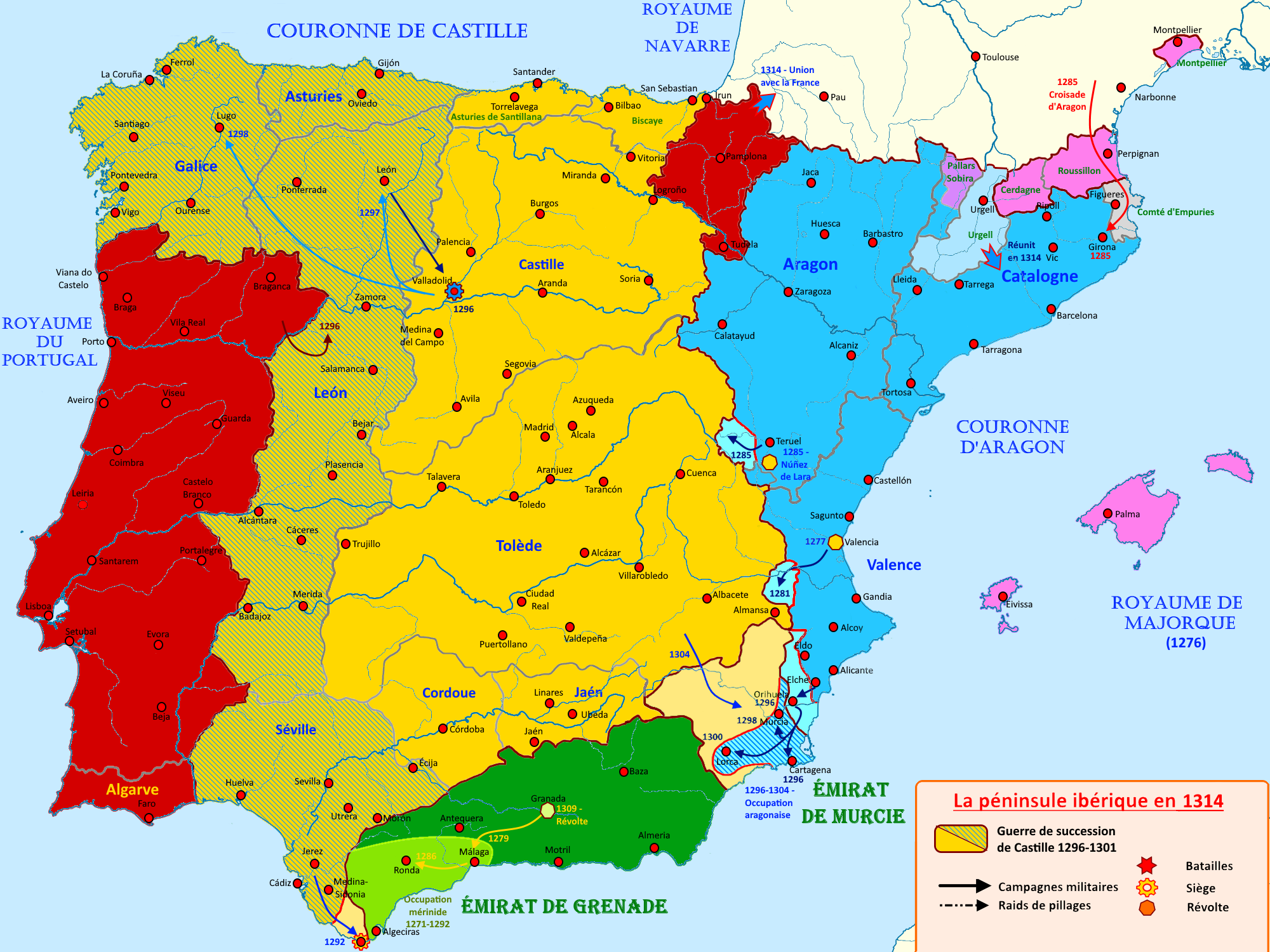
Le royaume du Portugal en 1314.
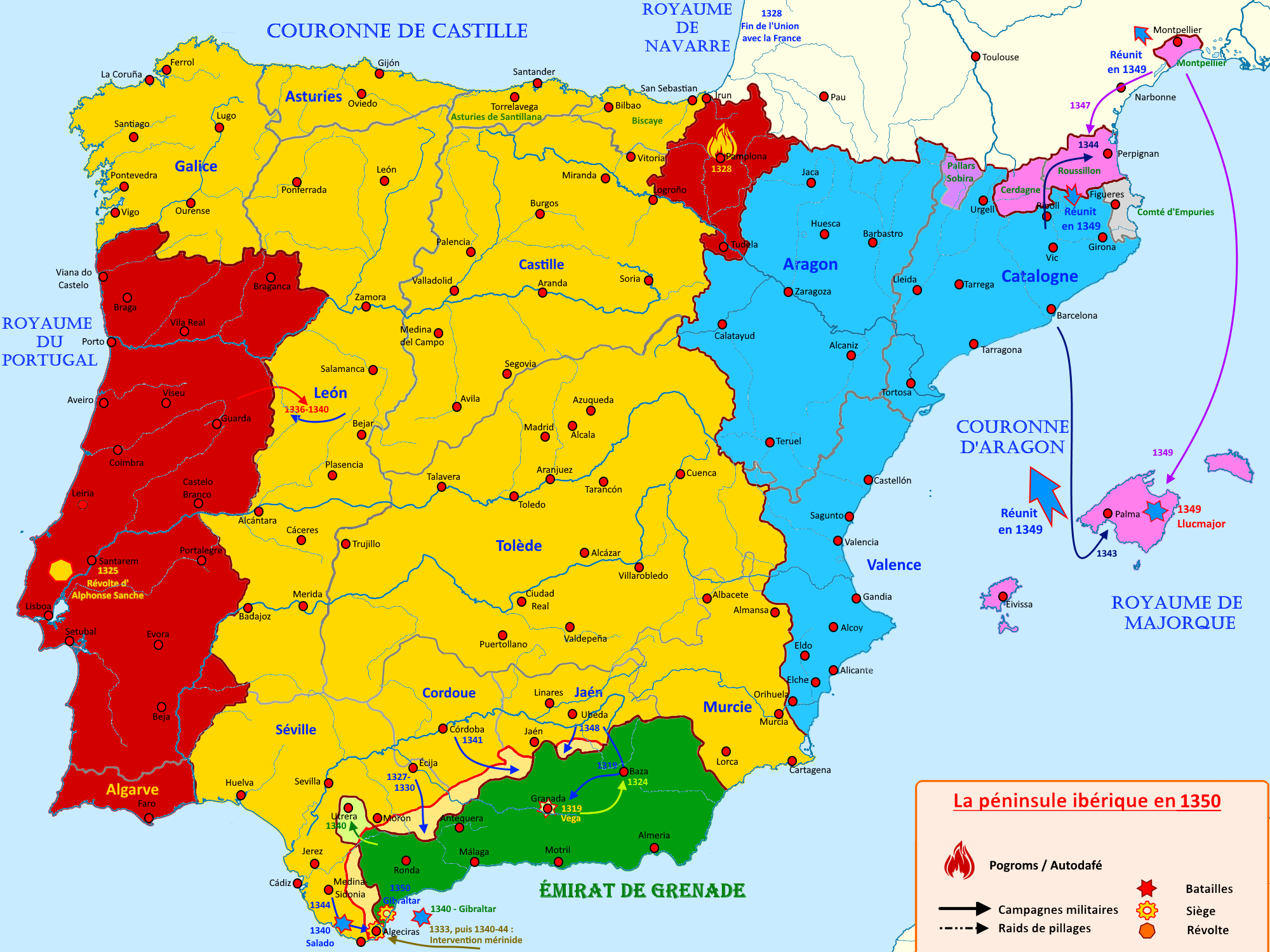
Le royaume du Portugal en 1350.
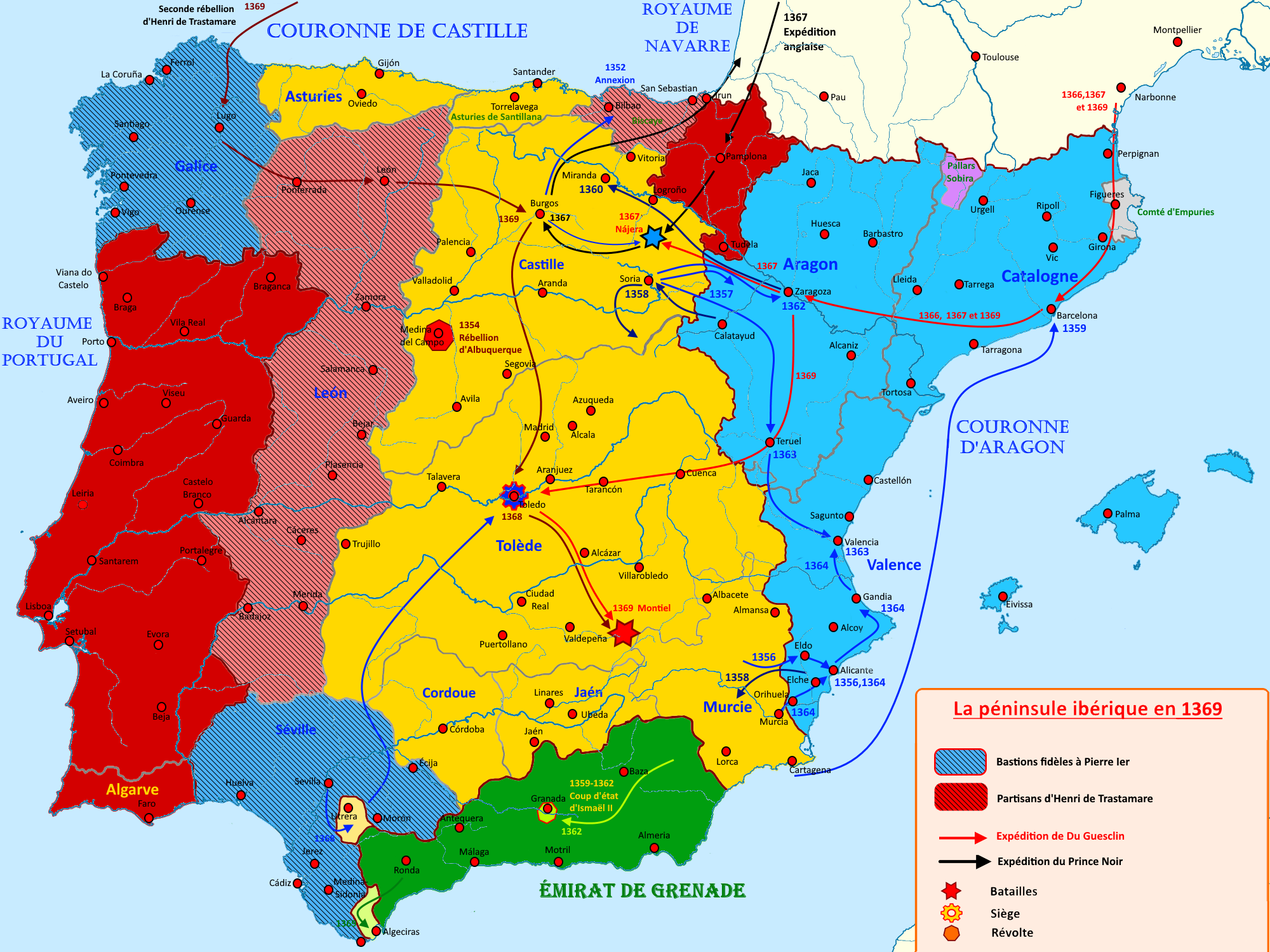
Le royaume du Portugal en 1369.
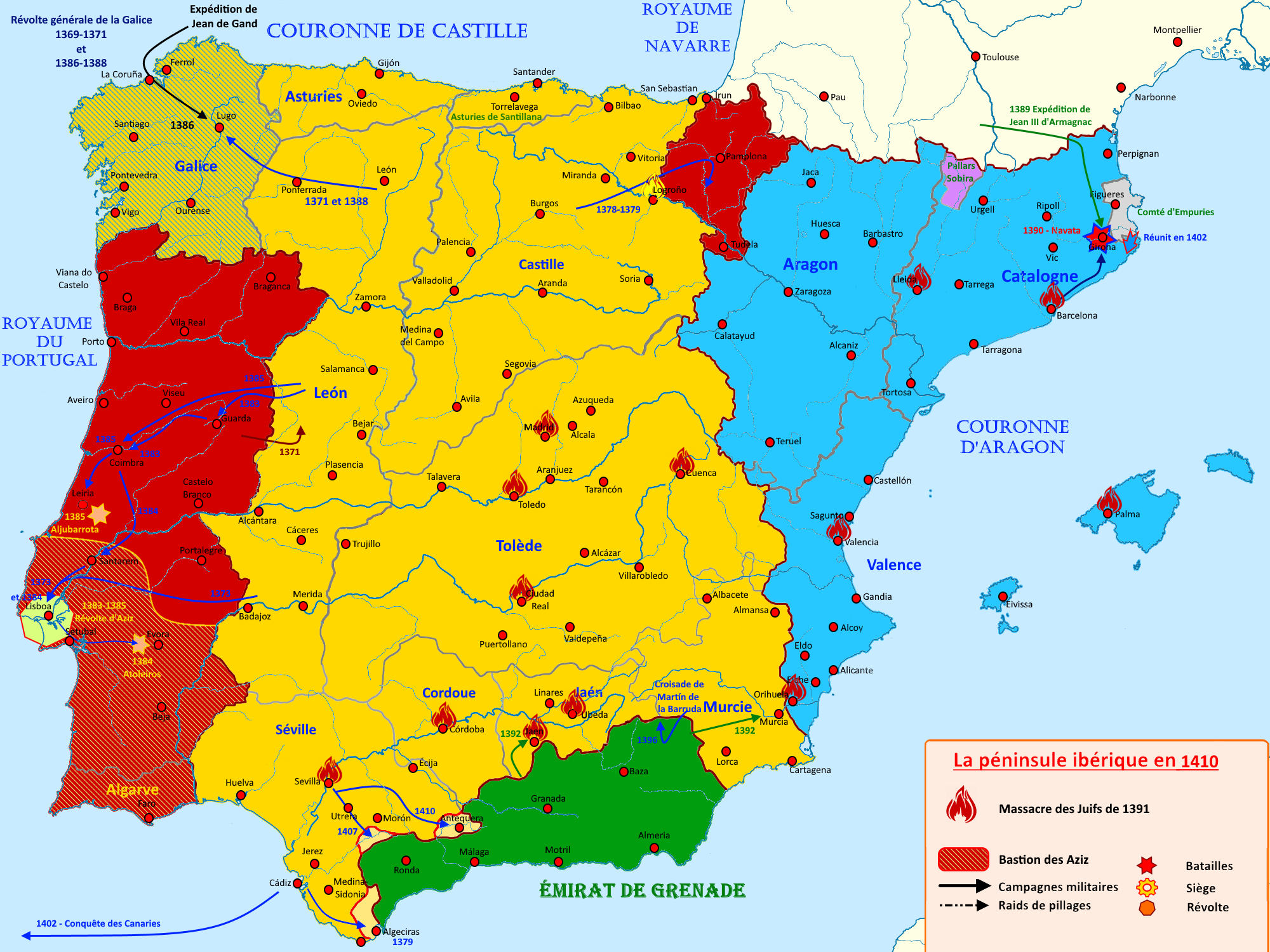
La guerre civile de 1410.

## La dynastie d'Aviz

### Les débuts de l’expansion

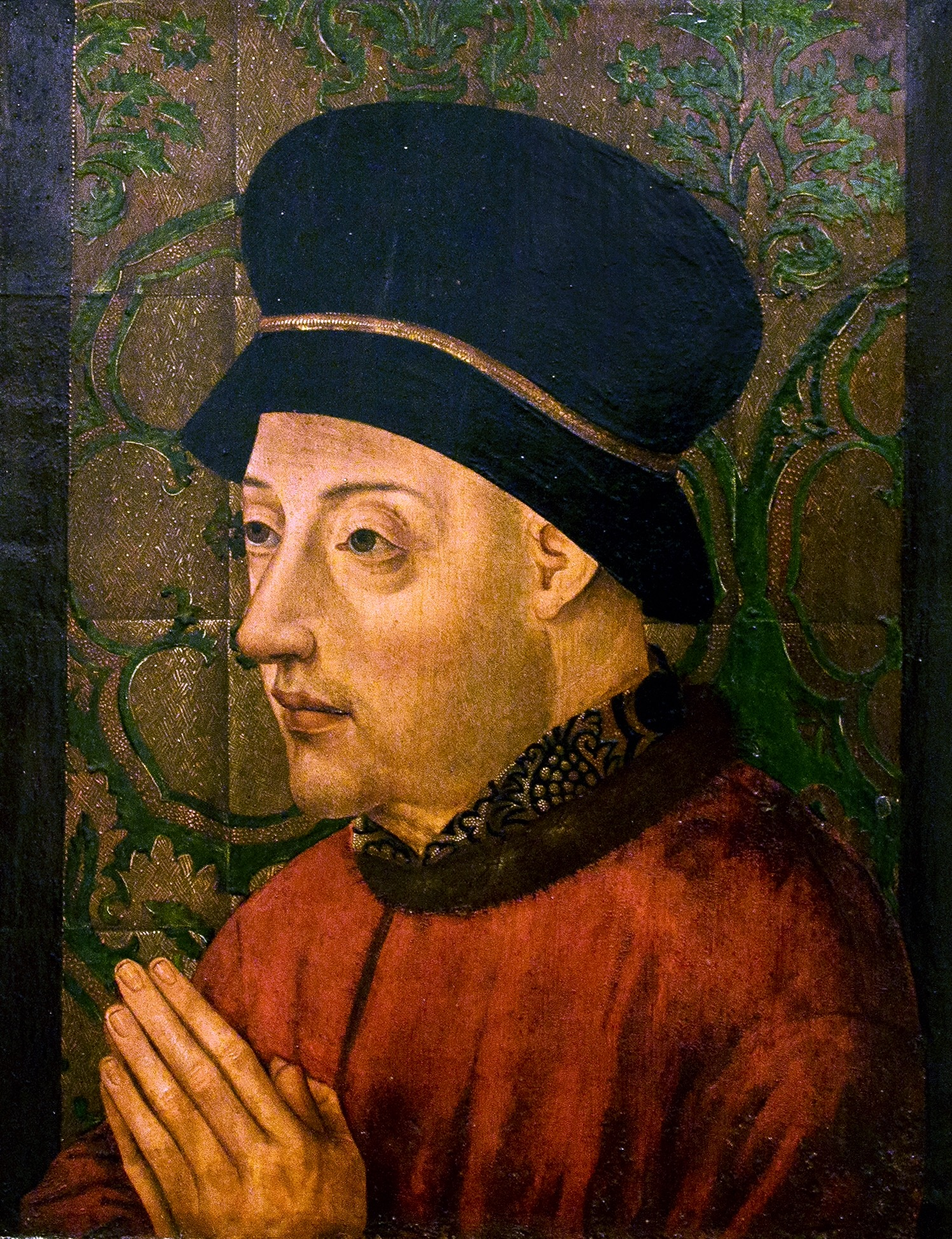
Jean Ier.

Le règne de Jean Ier (1385-1433) marque le début des grandes conquêtes maritimes et de l'apogée du royaume. Le pays le doit en grande partie à ce monarque cultivé qui transmet à ses enfants sa soif de connaissances.
Il cherche d'abord à renforcer les liens de la couronne avec les autres monarchies : en 1386 est signé avec l'Angleterre un traité d'amitié, le traité de Windsor, qui établit la plus ancienne alliance entre deux nations : alliance militaire contre la France et la Castille, alliance commerciale prônant la liberté de commerce et de circulation. Ce traité est renforcé par le mariage du roi avec Philippa de Lancastre, sœur du futur roi Henri IV d'Angleterre. Huit enfants naitront, amenés à jouer un rôle important par la suite.
Il entreprend de rehausser le prestige de la fonction royale et de centraliser le pouvoir en plaçant ses enfants à des postes stratégiques dans le pays mais aussi en Castille, en Aragon, en France et en Angleterre : l'ordre de Santiago est confié à son fils Jean, celui du Christ à Henri et l'Ordre d'Aviz à Ferdinand.
Il renouvelle le personnel des institutions politiques en faisant appel à des légistes. Il s'évertue à fragiliser ceux qui pourraient devenir des rivaux : tandis que la bourgeoisie voit ses intérêts favorisés et se profiler les moyens de sortir de la crise économique, la vieille noblesse tombe en disgrâce. Ses impôts sont augmentés ; des enquêtes sont menées sur ses biens (devassas). Pour une partie d'entre elles, ce roi, qu'elle a soutenu, passe pour un ingrat et suscite des haines ; certains quittent le pays. D'autres, s'unissent autour du propre fils bâtard du roi, Alphonse, duc de Bragance et comte de Barcelos. Bien qu'il doive son pouvoir aux Cortès, Jean Ier évitera de les réunir durant son règne.
Face à cela, le roi bénéficie d'un atout : avec la guerre, le pays s'est forgé une idée de l’indépendance et de l’unité nationale à défendre contre les intérêts étrangers. En 1388, pour perpétuer le souvenir de la bataille fondatrice d'Aljubarrota, le roi fait construire un monastère où seront enterrés les membres de sa dynastie : le monastère de Batalha, un monument qui marque aussi l'arrivée du gothique au Portugal.
Cette victoire en appelle d'autres : l'esprit des croisades reprend de la vigueur. La monarchie va d'ailleurs trouver dans l'organisation de nouvelles expéditions militaires, une manière de canaliser les forces et les ambitions d'une noblesse en mal d'action et de richesse. C'est ainsi que naît l'idée de poursuivre la "reconquista" chrétienne en Afrique du Nord. Le Portugal envisage un temps de s'emparer de Grenade. Il renonce devant la méfiance de la Castille. Il porte alors son regard sur Ceuta, en continent africain.

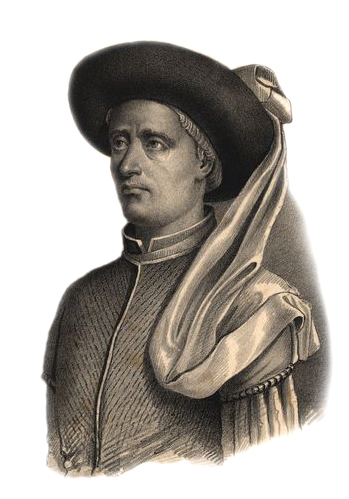
L'infant Henri dit Henri le Navigateur.

La conquête de Ceuta en 1415 marque le début de l'expansion portugaise hors de la péninsule. Ceuta est une ville stratégique à l'entrée du détroit de Gibraltar où aboutissent les esclaves en partance pour l'Europe ainsi que l'or et les épices. La ville est aussi le port d'attache de pirates marocains ; sa prise signifie donc une sécurisation de cette zone maritime. Jean Ier et trois de ses enfants sont du voyage. Ces derniers sont d'ailleurs adoubés à l'issue de cette expédition.
Les terres conquises ne se révèleront pas aussi intéressantes que prévu et finiront même par être coûteuses à protéger. Un débat naît alors entre les partisans de la poursuite de la croisade marocaine (principalement la noblesse menée par l'Infant Henri) et les tenants d'un prudent renforcement du pays et de l'exploration Atlantique (l'Infant Pierre en tête). Jean Ier décide de ne pas prendre de risques.
L'idée s'impose peu à peu de s'étendre autour de Ceuta, de longer la côte vers le sud afin de prendre les Maures à revers et d’entrer directement en contact avec les terres d'où part le commerce de l'or.
De nombreuses raisons peuvent expliquer ce qui poussera les Portugais à poursuivre toujours plus loin ces voyages de découvertes. L'esprit des croisades en est une : une légende évoque un certain prêtre Jean, souverain chrétien d'un pays inconnu, situé au-delà des terres d'Islam. Le rejoindre permettrait une alliance chrétienne afin de prendre le monde musulman à revers et libérer la Terre Sainte. On peut aussi évoquer des raisons économiques : la perspective de s'emparer des terres à blé nord-africaines ou de l'or que les caravanes transportent depuis l'intérieur du continent africain n'est évidemment pas étrangère à l'affaire. Il faut dire que le pays compte déjà un million d'habitants qui se sentent à l'étroit dans des villes mal approvisionnées. Enfin, avec l'expansion musulmane en Méditerranée, le Portugal voit débarquer des commerçants génois qui cherchent une autre voie pour atteindre les Indes.
L'Infant Henri, nommé gouverneur de l'ordre du Christ (1420) va jouer un rôle important dans ces grandes découvertes. En finançant les voyages et en administrant les terres découvertes, il va initier les grandes découvertes. Les côtes africaines sont méthodiquement explorées.
Sous son impulsion, les marins portugais redécouvrent de nombreuses îles atlantiques, connues des marins mais jamais officiellement découvertes (Madère et les Canaries). Ils vont surtout découvrir de nombreuses terres d'Afrique et ouvrir la voie vers des contrées jusqu'alors inaccessibles. Désormais les initiatives privées dans le domaine des découvertes laissent place à une impulsion para-étatique beaucoup plus efficace et à même de prendre des risques au nom du roi. L'intelligence de Henri le conduit à compiler toutes les connaissances maritimes de l'époque, à s'entourer des meilleurs cartographes et astronomes, et à tirer profit de l'expérience des nombreux Génois, Juifs, Maures présents sur le territoire. On redécouvre grâce à eux les connaissances de l'Antiquité perdues par la Chrétienté. Même si la légende de l'école de Sagres, depuis laquelle il aurait dirigé cette entreprise, persiste, il semble qu'elle n'ait jamais dépassé le stade de projet. Il possédait néanmoins les domaines de Sagres et partageait son temps entre Lisbonne et Lagos.
Henri dirige ces voyages jusqu'en 1460. L'avance prise par les Portugais est rendue possible par le fait que la France et l'Angleterre sont plongés dans la guerre de Cent Ans et que l'Espagne parachève sa reconquête.
En 1419, João Gonçalves Zarco, Tristão Vaz Teixeira puis Bartolomeu Perestrelo débarquent à Madère sous la protection d'Henri. La colonisation commence en 1425 avec l'introduction des céréales, de la canne à sucre et de la vigne. Cet archipel donne naissance à la première colonisation du Nouveau Monde par les Européens. Entre 1420 et 1434, Henri échoue par quatre fois à prendre les îles Canaries à la Castille. En 1427, Diogo de Silves s'empare des Açores pour le compte du Portugal ; le climat y est favorable aux céréales et au bétail. La colonisation y débute en 1439. Ces deux archipels constituent une base stratégique entre l'Europe, l'Afrique et les Amériques. Leur colonisation planifiée inaugure des méthodes (la capitainerie : terres héréditaires données à des vassaux afin de les exploiter en échange d'une redevance) reproduites ultérieurement à plus grande échelle dans les autres colonies portugaises. Pour le peuple, ces nouvelles terres offrent une possibilité de faire fortune en quittant un territoire devenu trop étroit. Pour l'économie portugaise, elles deviennent d'importantes sources d'approvisionnement. Mais l'ambition de l'infant ne s'en contente pas.
Les Portugais se lancent dans la reconnaissance systématique des côtes africaines dès 1422 : en 1434, le cap Bojador, considéré comme la limite du monde connu et réputé infranchissable, est dépassé par Gil Eanes. Le contournement de l’Afrique est désormais envisageable. Dès lors les navires remontent systématiquement les fleuves à la recherche d'un passage. L'infant reçoit du pape le monopole sur toutes les terres au sud de Bojador. En 1435, Afonso Gonçalves de Antona Baldaya est envoyé à deux reprises au-delà du cap afin de recueillir des renseignements. Il revient au pays prétendant avoir découvert un fleuve avec de l'or (Rio de Ouro). Il franchit le tropique du Cancer, apprenant à maîtriser le système des vents.
Édouard Ier (1433-1438), devenu roi, l'exploration des terres africaines marque le pas ; le roi projette la prise de Tanger en 1437 pour sécuriser Ceuta. Il échoue et son propre frère, Ferdinand, est gardé en otage à Fez. Cela refroidit les ardeurs du roi et relance le projet de contourner l'Afrique en longeant la côte. Henri prend le contrôle de la politique d'outre-mer. Son frère lui accorde même le quint de toutes les prises portugaises, ce qui va lui permettre de financer les futurs voyages. Edouard Ier poursuit la centralisation du pouvoir royale ("lei Mental") sous la pression de la noblesse.
À la mort d'Édouard Ier, en 1438, sa veuve, Aliénor d'Aragon exerce la régence durant la minorité d’Alphonse V. Elle soutient l'infant Henri et les partisans de la guerre pour libérer Ferdinand. Mais les Cortes et le duc de Coimbra, Pierre de Portugal, un des fils illégitimes de Jean Ier, s'y opposent. Ils se méfient de l'influence des frères d'Aliénor. L'unité familiale éclate. La régence est partagée entre Pierre et Aliénor. C'est à nouveau la victoire de la bourgeoisie, défendant les affaires et les conquêtes maritimes, contre la noblesse, porteuse de l'idéal chevaleresque et de la croisade nord-africaine.
L'Infant Pierre finit par s'imposer et occuper le trône en attendant la majorité de son neveu (1441-1448). Il obtient le soutien de sa famille en distribuant les privilèges. Sa fille est mariée au futur roi. Le pays connaît un certain développement économique. Ferdinand meurt en captivité sans que rien ait été tenté pour le libérer. Cela émeut l'Europe tout entière car la couronne a failli à l'esprit chevaleresque.

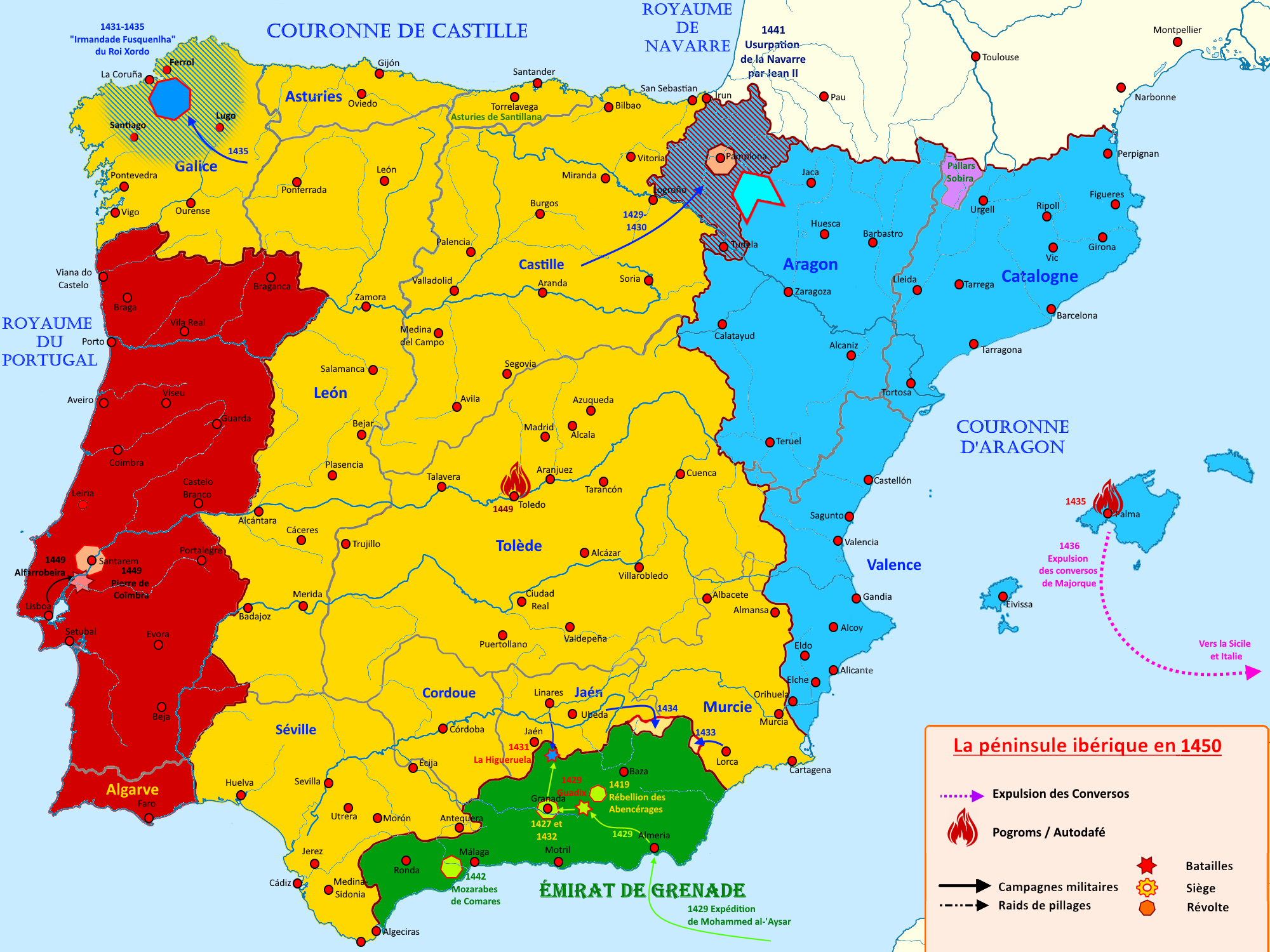
Le royaume du Portugal en 1450.

Le conflit familial reprend en 1448. La noblesse parvient à dresser Alphonse contre son oncle : Pierre et ses partisans sont tués par les troupes d'Alphonse V et du duc de Bragance dans la bataille d'Alfarrobeira (20 mai 1449).

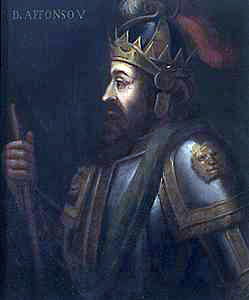
Alphonse V.

En 1441 sont découverts le Cap-Vert et le Cap Blanc par Nuno Tristão. Entre 1441 et 1445, Antão Gonçalves et Nuno Tristão dirigent des expéditions militaires au sud du cap Bojador, atteignent le Sénégal et la Guinée, ramènent des esclaves, initiant ainsi la traite des Noirs dans leurs pays, pour les travaux ménagers et agricoles. En 1454, le pape Nicolas V autorise l’esclavage des Sarrasins et des païens par la Bulle Romanus pontifex. La culture des céréales et du sucre, devenus florissants à Madère, y entraîne l'émergence de riches propriétaires et l'importation massive d'esclaves.
En 1443, Nuno Tristão découvre l'île d'Arguin au large de la Mauritanie. Dès lors, Henri tente d'attirer sur cette île, stratégiquement située sur leur route, les caravanes qui traversent le Sahara transportant l'or, l'ivoire et les esclaves échangés contre les produits achetés au Maroc. Il y fait construire un fort avec un administrateur héréditaire. C'est le premier comptoir régulier. Ces importations se révèlent très lucratives pour le pays. Ces marins ne se contentent pas de longer la côte africaine ; il semble qu'ils aient navigué plus loin, allant jusqu'à dessiner une carte des vents et des courants atlantiques et peut-être même reconnaître les Antilles et le Brésil.

### Renforcement des places acquises
Alphonse V (1448-1481) ne poursuit pas la politique centralisatrice de son grand-père. Ce règne est marqué par l'ascendant de la noblesse sur le pouvoir royal, menée par le duc de Bragance. L'esprit de croisade reprend le dessus, renforcé par la chute de Constantinople (1453). Dès lors, le pape encourage à la guerre contre les Turcs. Trois bulles papales confèrent au Portugal le droit de soumettre les incroyants, de s'emparer de leurs terres et de les convertir (Dum diversas, Romanus Pontifex et Inter caetera). L'Ordre du Christ s'y voit attribué la juridiction totale des terres conquises. Le roi cherche donc à renforcer les places acquises et à en exploiter les richesses. Cela se traduit par les prises d'Alcácer-Ceguer (1458), Arzila et Tanger (1471).
Lorsque l'infant Ferdinand succède à Henri à la tête des expéditions, le centre de décision revient à Lisbonne, reflétant une volonté de mieux contrôler et de faire fructifier ces richesses. Les découvertes se poursuivent néanmoins, quoique sur un rythme plus lent : Diogo Gomes découvre la Guinée en 1450, puis remonte la Gambie en 1456 ; le Génois Antoniotto Usodimare et le Vénitien Cà da Mosto, commerçant pour le compte de l'infant, découvrent de nouveaux territoires. En 1460, les navires de Pedro de Sintra atteignent la Sierra Leone. Pour l'infant il s'agit à présent d'éviter le combat avec les populations indigènes, en privilégiant les alliances et le commerce très lucratif des esclaves,. En 1472, João de Santarém et Pedro Escobar parviennent au delta du Niger et à São Tomé, près de l'équateur.
Le commerce maritime est confié à Fernão Gomes pour une durée de cinq ans, à partir de 1469 : il est chargé de commercer avec la côte africaine avec obligation d'explorer 100 lieues par an. Ses hommes découvrent et nomment les terres de la Côte des Malaguettes (actuel Liberia), de Côte d'Ivoire, du Golfe de l'Or. Ils franchissent l'équateur en 1471 et découvrent le Gabon et São Tomé.
La Casa da Guiné (équivalent portugais de la Casa de Contratación espagnole) est créée pour contrôler les importations. Les Portugais réussissent à détourner le commerce de l'or vers Arguin et Mina sans pour autant trouver son origine. L'Afrique devient leur chasse gardée, les comptoirs sont transformés en places fortes. Les Génois et les Castillans essaient en vain de les concurrencer en Afrique. Chaque nouvelle étape devient une escale du contournement de l'Afrique.
Au Portugal, c'est une période de grande stabilité, les impôts sont uniformisés, une monnaie d'or est émise. Les Açores deviennent une importante source de céréales et de bétail. Quelques familles profitent de ce règne et acquièrent une grande puissance et une grande influence auprès de la couronne : les Bragance, les Meneses, les Coutinhos et les Melos. Le droit réalise une avancée majeure avec la publication des Ordonnances alphonsines (1466), première tentative d'uniformiser et de codifier les lois au Portugal : ces ordonnances restent en vigueur jusqu'à la publication des ordonnances manuélines en 1521.

### Guerre de succession au trône de Castille

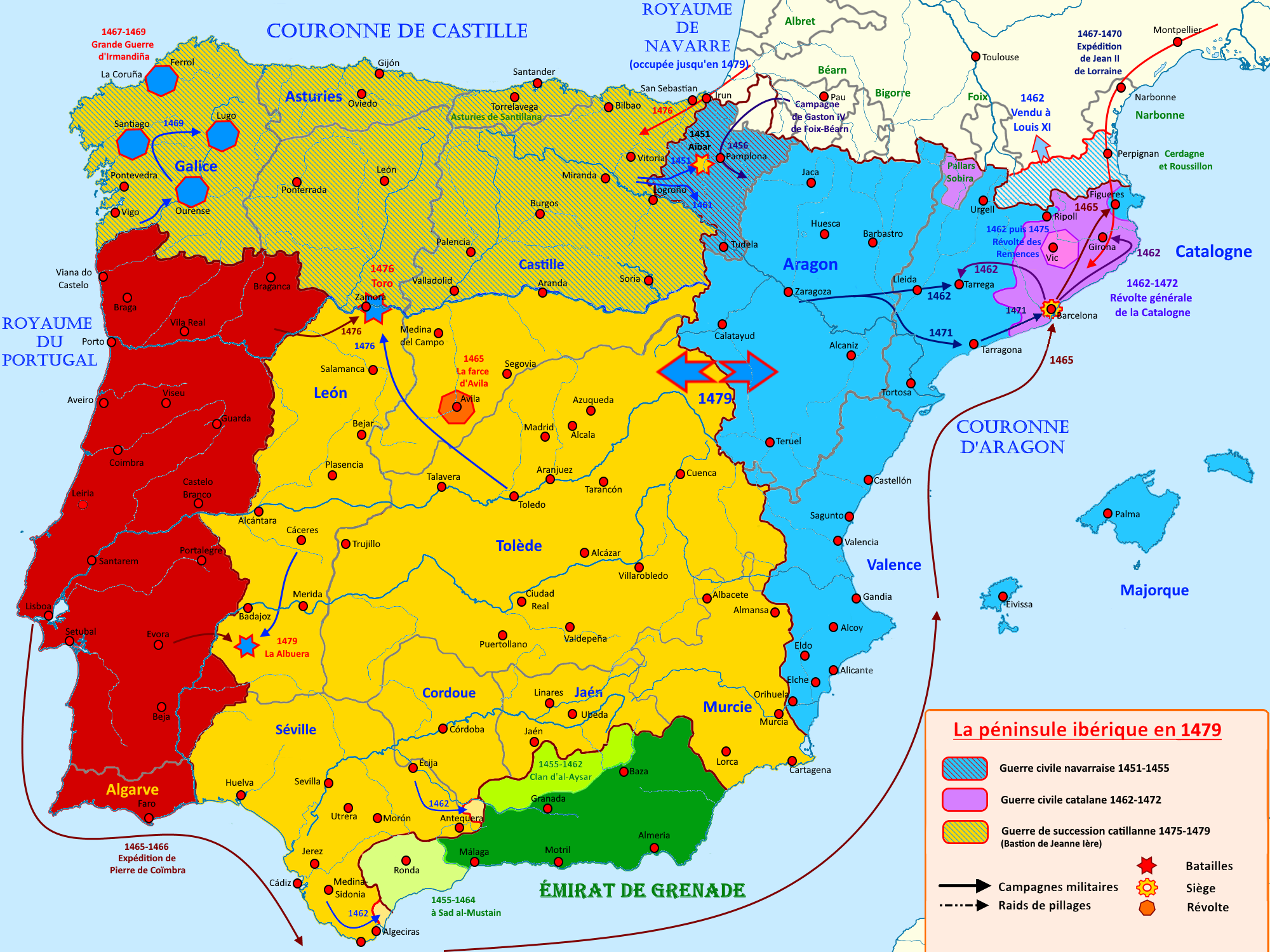
La guerre de succession castillane de 1476.

La fin du règne d'Alphonse V est marquée par le conflit avec la Castille. Le vieux rêve d'union ibérique l'amène à réclamer la couronne de Castille poussé par le parti nobiliaire castillan. Il épouse Jeanne de Castille (dite la Beltraneja), fille d'Henri IV de Castille. À la mort de ce dernier, en 1474, le roi fait valoir les droits de son épouse. Il se heurte aux partisans du couple formé par l'infante Isabelle de Castille et Ferdinand d'Aragon. Au motif de soupçons d'illégitimité de la prétendante, Isabelle, la demi-sœur d'Henri IV, unie à Ferdinand d'Aragon, s'y oppose, déclenchant une guerre de succession. Ces derniers gagnent les faveurs de la noblesse après la bataille de Toro en 1476.
La Castille, qui achève enfin sa reconquête, tente de remettre en cause le monopole du Portugal en encourageant le commerce avec l'Afrique. Le 25 janvier 1479, le traité d’Alcáçovas met fin aux conflits entre les deux couronnes et attribue définitivement les Canaries à la Castille et les archipels de Madère, des Açores et du Cap-Vert, au Portugal. Le Portugal reçoit aussi le droit de conquérir Fez et le commerce exclusif avec la Guinée. Le Traité prévoyait enfin le mariage de son petit-fils avec la fille des rois catholiques ce qui annonçait une possible union ibérique.
De retour au pays et secondé par son fils, Alphonse V décide de relancer les voyages de découverte.

### Nouvel essor

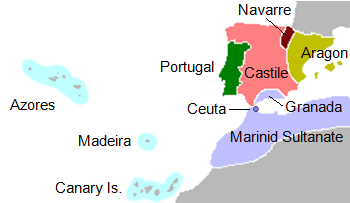
Environnement 1415.

Après ce relatif ralentissement, les découvertes prennent un nouvel essor sous l'impulsion du nouveau maître des expéditions, l'infant Jean. Il organise et planifie les découvertes avec le but, à présent, d'atteindre les Indes. Lisbonne devient le point de départ du commerce européen, commerce dont les profits pour le Portugal vont devenir considérables. En 1474, João Vaz Corte-Real et Alvaro Martins Homem découvrent le Groenland et Terre-Neuve.
Devenu roi, Jean II (1481-1495) centralise le pouvoir et continue de planifier les grandes expéditions avec le souci de les financer et de les sécuriser. Jean II est le roi de la Renaissance par excellence : il met fin à certains privilèges, rappelle la dépendance de la noblesse en l'obligant à lui prêter serment (Cortes de 1481 à Évora) et se débarrasse des traîtres. Il traque les abus seigneuriaux à la demande du Tiers-état. Le pouvoir et le domaine royal s'en trouvent agrandis, au prix de la haine de la grande noblesse. Celle-ci, menée par les ducs de Bragance et encouragée par les Rois catholiques, se révolte contre Jean II. La répression sera violente : Ferdinand II de Bragance le paiera de sa vie en 1483 ; en 1484, ce seront les ducs de Beja et de Viseu que Jean II assassine lui-même pour les mêmes raisons . Le projet d'union ibérique échoue avec la mort de l'Infant.
Le ressentiment envers le roi est d'autant plus vif que celui-ci privilégie désormais la poursuite des découvertes de nouvelles terres et surtout de la route des Indes, au détriment des Croisades jugées trop coûteuses. L'Afrique n'est plus l'enjeu ; il s'agit de la contourner. La mission en est confiée à Diogo Cão, qui, en 1481 emporte le premier padrão (borne de pierre avec les symboles du Portugal plantée dans les terres découvertes). Il remonte le fleuve Zaïre, débarque au Congo, au Gabon, en Angola et en Afrique du Sud enfin en 1486.
Ces coûteuses expéditions sont financées grâce à l'exploitation des terres conquises et par l'établissement de São Jorge da Mina, dans le golfe de Guinée, qui voit converger l'or de la région ; construit en 1482, il vise aussi à interdire aux navires étrangers l'accès aux eaux portugaises. Le traité de Tolède (6 mars 1480) instaure un partage de l'Atlantique avec la Castille, lui abandonnant les découvertes à l'ouest des Canaries et assurant au Portugal le monopole en Afrique. Madère devient un point d'escale. Le vin, la canne à sucre et l'élevage s'y développent grâce à l'arrivée de migrants et d'esclaves. Le blé des Açores sert à ravitailler le pays. Cap-Vert, les îles de São Tomé et de Principe sont colonisées et fournissent bientôt du sucre et du bétail. Le Portugal passe une alliance avec le Congo qui se laisse christianiser. Le commerce avec les Africains rapporte aussi de l’ivoire et des fruits tropicaux.
C'est ensuite Bartolomeu Dias qui est envoyé en 1487. Il double le cap de Bonne-Espérance (qu'il avait nommé « cap des Tempêtes » avant que le roi ne lui donne ce nom prophétique) le 6 janvier 1488, par hasard, emporté par une tempête. Il atteint l'embouchure du fleuve qu'on appelle aujourd'hui Great Fish River situé en Afrique du Sud, mais une mutinerie l'empêche d'aller plus loin.

Les voyages de Pêro da Covilhã (vert/orange), Afonso Paiva (vert/bleu) et de Vasco de Gama (noir).

Dans le but de préparer le voyage vers les Indes, Jean II envoie en 1487 des émissaires par voie de terre. C'est un moyen de recueillir des informations sur les courants dans l’océan Indien, peut-être même de trouver une trace du royaume du prêtre Jean. C'est d'abord Pedro de Montanoio et Pedro de Lisboa qui partent. Ils sont suivis de Pêro da Covilhã et d'Afonso de Paiva qui apportent de précieux renseignements pour le voyage de Vasco de Gama. Ils partent vers Jérusalem, accèdent au golfe Persique, à Aden à l'embouchure de la mer Rouge. Ils se séparent ensuite. Paiva part vers l’Abyssinie à la recherche du prêtre Jean. Covilhã part vers les Indes. Il passe par Calicut, puis Sofala, Madagascar, revient au Caire où il apprend la mort de son compagnon. Il envoie ses informations au roi et part pour Ormuz. Il parvient à la cour du roi chrétien Négus, s'y marie et y finit ses jours. Grâce à lui, on fait construire des navires spéciaux : la caravelle est remplacée par la caraque permettant d'emporter plus d'équipage, d'armes et de ravitaillement. Le but est maintenant de détourner le commerce des épices monopolisé jusqu'alors par les Vénitiens. Le retard pris pour l'organisation du voyage de Gama laisse penser que des questions financières et des doutes sur les capacités du pays retinrent le pouvoir
Ce retard fut mis à profit par les Rois catholiques ; après la prise de Grenade et la fin de la reconquête (1492), ils eurent les mains libres pour entreprendre des expéditions maritimes. Christophe Colomb embarque en leur nom pour atteindre les Indes par l'ouest. Jean II, à qui il s'adresse en 1484, refuse de financer ce voyage, privilégiant la route découverte par Vasco de Gama et estimant, à juste titre, que Colomb se trompe.
Par ailleurs, l'inquisition affirmant que Dieu a pris fait et cause pour les royaumes de Castille et d'Aragon depuis cette victoire, exige de chasser du pays tous les non-croyants : sous l'influence du Grand Inquisiteur Tomás de Torquemada, les Juifs sont expulsés et une partie essaie de se réfugier au Portugal où ils bénéficiaient déjà de la protection de la Couronne. Jean II comprend tout le parti financier et scientifique qu'il peut tirer de leur arrivée. Il s'agit de financer les grandes expéditions mais aussi de profiter des connaissances de grands savants (Abraham Zacuto, astronome et mathématicien entrera au service du roi et contribuera aux grandes découvertes). La Couronne accepte d'en accueillir une partie de manière provisoire tout en taxant leur entrée. On estime le nombre de ces nouveaux arrivants entre 60 000 et 120 000. Leur réussite économique et sociale, ainsi que les protections accordées susciteront de nombreuses jalousies dans la population.
En 1493, Christophe Colomb revient d'Amérique et c'est à Lisbonne qu'il débarque en premier. Il annonce au roi que les terres découvertes lui appartiennent en vertu du traité d’Alcáçovas. Jean II les revendique donc auprès du pape Alexandre VI. Une bulle pontificale propose donc d'établir une division des terres à découvrir, entre le Portugal et l'Espagne, qui passerait par le méridien des Canaries. Jean II exige un autre accord: le 7 juin 1494, Espagnols et Portugais, sans l'intermédiaire du pape, se partagent le nouveau monde en signant le traité de Tordesillas qui fixe la limite sur le méridien du Cap-Vert. Ce nouvel accord permet au Brésil qui n'a pas encore été découvert d'être portugais tout en abandonnant à l'Espagne les nouvelles terres d'Amérique. Cette négociation laisse penser que le Portugal connaissait déjà l'existence de ces terres.
Le pays voit se développer un art gothique national dans la construction de nombreux édifices religieux. Cette ferveur artistique se retrouve en peinture avec Nuno Gonçalves, dans la sculpture, la littérature : une identité nationale semble s'y dessiner.

### Apogée

Mare clausum ibérique.

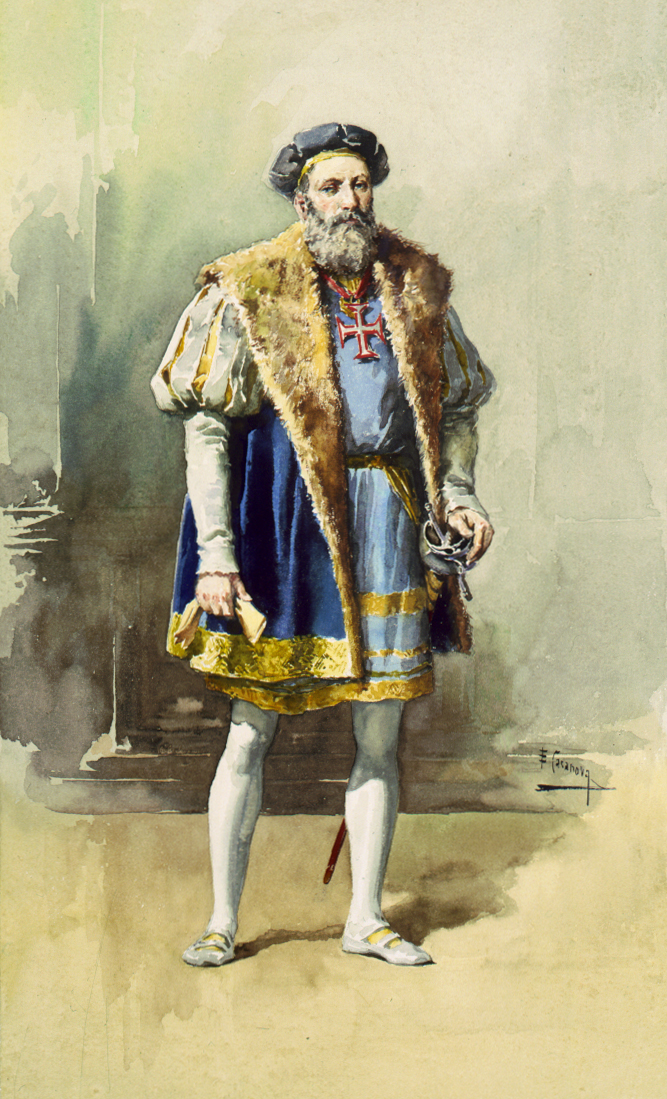
Vasco de Gama.

Empires espagnol et portugais en 1790.

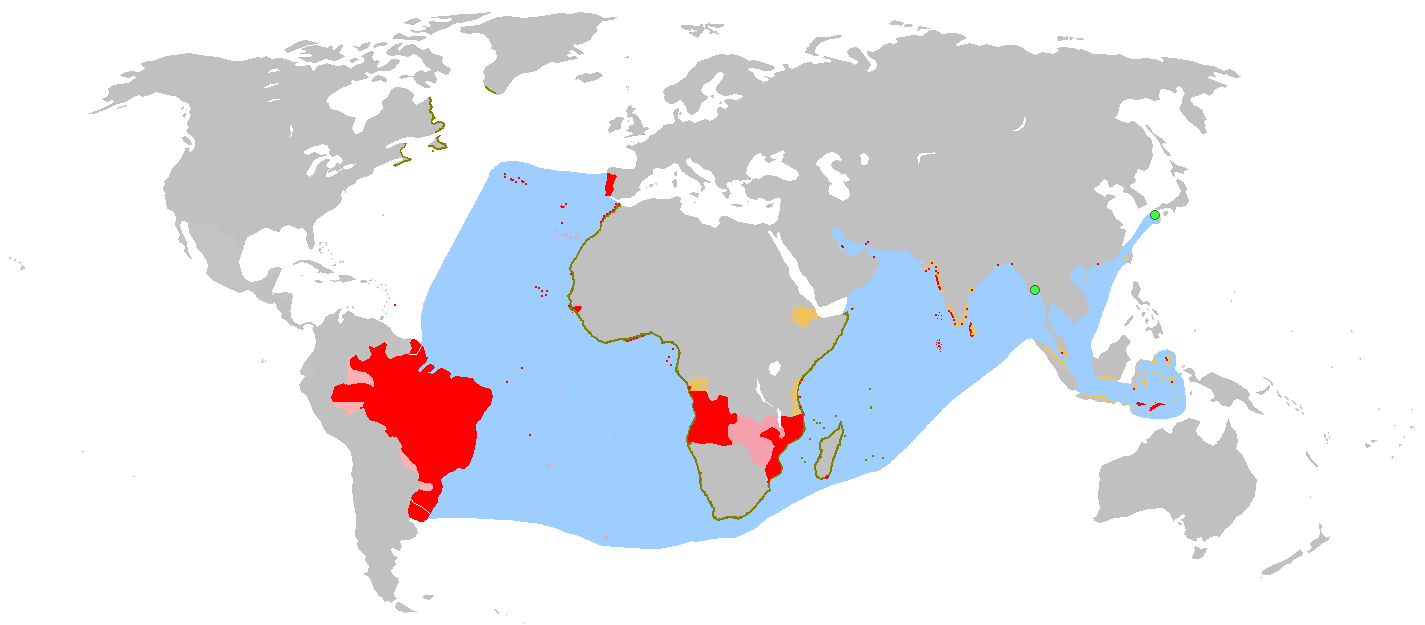
L'Empire portugais.

Le nouveau roi Manuel Ier (1495-1521) tire profit de la politique intelligente de Jean II, qui, très impopulaire auprès de la noblesse, meurt en 1495, probablement empoisonné.
Cette même année, malgré les nombreuses voix mettant en doute les capacités du pays, Manuel Ier décide de poursuivre la découverte de la route des Indes.
Cette fois, le voyage a été longuement et minutieusement préparé : un nouveau navire, la nef, est inauguré pour naviguer en haute mer. Il n'est plus question de longer les côtes africaines. Cela laisse penser que les Portugais aient cherché une route plus sûre depuis la dernière grande expédition. Il n'est plus question non plus, comme cela se faisait jusqu'alors, de ne sélectionner des capitaines sur leur seule expérience ; ce sont des nobles qui seront maintenant nommés à la tête des expéditions maritimes. C'est ce qui détermine le choix de Vasco de Gama. Celui-ci atteint Calicut le 20 mai 1498, inaugurant ainsi la route des Indes et ouvrant la voie au commerce très fructueux des épices, contrôlé jusque là par les Vénitiens. Cette première expédition n'en reste pas moins décevante : elle sera parsemée de malentendus et de violences. La réputation des Portugais semble les avoir devancés. L'attitude de Vasco de Gama ne semble pas faciliter les choses. Il est mal accueilli par le Samorim de Calicut. Le troc que les portugais pratiquaient jusque là n'a pas de succès en Asie. Commercialement, on ne peut encore parler de succès.
En 1499, une deuxième expédition, commandée par Pedro Álvares Cabral, est envoyée, avec l'objectif de s'imposer, par la force si nécessaire : treize nefs quittent Lisbonne. Le 22 avril 1500, l'une d'elles aborde sur un nouveau territoire, le futur Brésil, sans que l'on sache si cela est prémédité ou non ; Cabral en prend possession et poursuit sa route après avoir envoyé un messager à Lisbonne. Arrivé à Calicut, il reçoit meilleur accueil ; un comptoir est installé mais très vite les Portugais doivent affronter la concurrence des Vénitiens, des Turcs et des Égyptiens. Les expéditions portugaises ne se dérouleront plus désormais de manière pacifique.
Les Portugais vont parvenir malgré tout à tirer parti des divisions entre musulmans et hindous de la région, pour s'implanter dans le Pacifique. Cabral ouvre ainsi une première factorerie dans la cité rivale de Calicut. Dès son retour, une nouvelle expédition, purement commerciale, est envoyée en Asie, dont une menée par Vasco de Gama. Cette fois, le succès commercial est au rendez-vous mais la réputation de cruauté des Portugais est faite. Le but de Manuel Ier est d'avoir le monopole sur les épices tout en s'en prenant aux intérêts musulmans.
Pour contrôler ce vaste domaine et maintenir l'ordre dans l’océan Indien, le Portugal décide d'y installer une administration et créer un poste de vice-roi des Indes : Francisco de Almeida et Afonso de Albuquerque seront les deux premiers nommés.
Afonso de Albuquerque prend possession de Socotra en 1506, d'Ormuz en 1507 puis de Goa en 1510. En 1511, c'est Malacca qui est prise. Les Portugais abordent bientôt à Diu, Cannanore, Sofala, Quiloa, Colombo, mais aussi au Mozambique et à Mélinde. En 1512, ils parviennent aux Moluques.
L'installation de comptoirs passe souvent par l'usage de la force ; les conflits sont permanents. Si le commerce des épices nuit aux musulmans, les Portugais doivent aussi faire face aux représailles des Vénitiens qui, jusque là, détenaient l'exclusivité du commerce avec l'Asie à travers la mer Rouge. Aux comptoirs s'ajoute parfois une forteresse pour les protéger. Les Portugais se livrent à de nombreux massacres et attisent l'hostilité des indigènes.
Devenu vice-roi des Indes, Albuquerque entreprend une politique plus conciliante avec les populations locales.
Ils installent de solides forts aux points stratégiques : Malacca, Siam, Goa (qui devient la capitale de cet empire), les Moluques, Timor, l'archipel de Socotra, Ormuz, Colombo. Cette organisation permet de consolider cet empire naissant. Tout l'océan Indien est bientôt sous contrôle même si l'échec de la prise d'Aden les empêche de contrôler totalement les routes commerciales. Afonso de Albuquerque tente d'obtenir l'appui des populations locales afin d'éviter les guerres trop coûteuses. Il encourage même les mariages mixtes. Cette progressive pacification de la région va permettre au commerce de prospérer (seule Calicut demeurera hostile aux Portugais jusqu'en 1598).
Côté Atlantique, le Brésil ne semble pas offrir, au début, les mêmes perspectives. Un premier voyage officiel, auquel participe Amerigo Vespucci, est organisé en 1501. Ce qui apparait vite comme un continent, voit se développer le simple commerce du pau-brasil, un bois de teinture et de construction très recherché. C'est la concurrence espagnole et française qui va changer les choses. En effet, les Espagnols revendiquant rapidement ces terres au nom du traité de Tordesillas obligent les Portugais à s'y implanter davantage.
C'est dans cette perspective qu'il faut comprendre le voyage de Magellan, pour le compte de l'Espagne. En effet, ce marin portugais expérimenté assure à Charles Quint que les Moluques se trouveraient dans la partie espagnole du monde fixée par le Traité de Tordesillas. Il lui propose de les atteindre sans passer par les eaux portugaises et d'offrir aux Espagnols un accès aux épices. Cela oblige à découvrir une route vers les Indes passant par l'ouest. Ce voyage l'amène à découvrir le détroit qui portera son nom, à rejoindre les Philippines, avant de mourir sur l'île de Cebu. L'un de ses navires parviendra néanmoins à rejoindre l'Espagne en contournant l'Afrique, réalisant ainsi le premier tour du monde en 1522. Cette prétention espagnole aux Moluques provoque une crise diplomatique avec le Portugal en 1522,.
Les Français tentent également d'occuper des territoires du Brésil sous l'impulsion de François Ier. Celui-ci revendique la priorité de l'occupation des terres sur leur découverte. Cette course incite les Portugais, à partir de 1530, à occuper rapidement les terres du Brésil, en envoyant des colons, en créant des capitaineries et en plaçant à leur tête des serviteurs, pour les récompenser ; le but est de repousser définitivement les concurrents. Les Indiens du Brésil puis de nombreux Africains sont réduits en esclavage pour assurer la culture du sucre au Brésil. En 1600, la colonie devient le premier producteur mondial de sucre et le principal fournisseur de ressources du Portugal. Au XVIIe siècle, les Bandeirantes découvrent au sud de la colonie, des mines d’or et de diamants qui seront exploitées grâce à une même main d’œuvre servile.
Les découvertes se poursuivent par ailleurs : en 1495, Pêro de Barcelos et João Fernandes Lavrador explorent les côtes du Canada et du Groenland (donnant son nom au Labrador). En 1500, Gaspar Corte-Real arrive à Terre-Neuve. En 1513, les Portugais tentent de pousser plus à l'est en Asie, sans trop de succès : Jorge Álvares arrive néanmoins en Chine et Tomé Pires à Pékin. En 1543, les portugais atteignent le Japon. En 1557, ils s'installent à Macao. Manuel Ier a soin d'explorer aussi l'intérieur de l'Afrique. L'idée de croisade contre les infidèles n'est pas totalement oubliée : Manuel Ier tenta encore de nouer des relations avec le prêtre Jean pour contrer les Turcs.
Le premier Européen à reconnaître les côtes de l'Australie est l’explorateur portugais Cristóvão de Mendonça en 1522. Les cartes marines et portulans du XVIe siècle de l'École de cartographie de Dieppe représentent l'Australie sous le nom de La Grande Jave. Les navigateurs portugais collaborent avec les cartographes de la célèbre École de Dieppe. Nicolas Vallard, Jean Rotz, Pierre Desceliers, Nicolas Desliens et d'autres cartographes français représentent ainsi les contours exacts de l'Australie dès le milieu du XVIe siècle grâce aux informations fournies par les navigateurs portugais.
C'est un véritable empire qui naît reposant sur les comptoirs (feitorias). L'organisation méticuleuse de cet empire permet longtemps au Portugal de suppléer à sa faiblesse démographique. La Casa da India à Lisbonne contrôle et vérifie les marchandises importées d'Orient, assurant le monopole de la Couronne. S'ils ne parviennent pas à détourner complètement le commerce arabe et vénitien, les Portugais délivrent des licences de commerce aux navires étrangers. Les richesses venues des colonies (épices, or, pierres…) affluent pendant les siècles suivants. Jamais le pouvoir royal n'a été aussi grand. Manuel Ier réforme d'ailleurs l'administration avec un nouveau code législatif afin de renforcer encore ce pouvoir (les ordonnances manuélines de 1521). Mais il sait aussi ménager la noblesse (contrairement à son prédécesseur) qui, grâce aux nouvelles colonies, finit par y trouver son compte. Comme son prédécesseur, Manuel Ier tenta d'assurer l'union du Portugal et de l'Espagne par le jeu des mariages.
En 1555, le pays est compté comme le plus riche d'Europe. C'est une période de croissance démographique. Le Portugal compte alors à peu près 1,5 million d'habitants. Au début du XVIIe siècle, Lisbonne est la 4e ville d'Europe en nombre d'habitants. Le pays est devenu une grande puissance navale et commerciale : près de 300 navires étaient en activité en 1550. Le commerce des Indes atteint les 70 000 quintaux de marchandises par an au milieu du siècle, tandis que la production sucrière brésilienne dépasse les 500 000 arrobas à la fin du XVIe siècle. Tout un peuple vit alors impliqué dans le colonialisme. Beaucoup partent vers les colonies, encouragés par la politique d'occupation des terres d'Afonso de Albuquerque. Celui-ci encourage aussi le mariage avec les indigènes. L'évangélisation qui reste un des objectifs de ces voyages, pousse à l'installation de nombreuses missions à travers les endroits les plus reculés de l'Empire ; des missions qui participent au développement scientifique et à l'implantation d'hôpitaux. En 1498 sont créées les Miséricordias, institution prêtant assistance aux plus démunis et amenée à se répandre dans tout l'Empire et à jouer un rôle important. D'un autre côté, le développement de l'esclavage fait du travail une valeur dénigrée au Portugal.
Il s'agit également d'une période de développement culturel au Portugal, avec le début des grandes constructions, influencées par la Renaissance, avec l'installation définitive de l'université à Coimbra. Le style manuélin, gothique propre au pays, se propage sous l'influence de grands architectes (Mateus Fernandes, Diogo de Arruda, Francisco de Arruda et les Français Diogo Boitaca ou Nicolau de Chanterene).
La littérature connaît aussi une époque faste avec les œuvres de João de Barros, Damião de Góis ou Gil Vicente. Le souci de fixer et d'imposer la langue portugaise se fait jour avec la publication de la "Grammatica da lingoagem portuguesa" de Fernao de Oliveira en 1536. Le souci de faire connaître la grandeur du Portugal passe aussi par la littérature, comme dans l'épopée de Luís de Camões: Les Lusiades. " Le triptyque de Nuno Gonçalves s'impose aujourd'hui comme le portrait de ce moment unique dans l'histoire du pays. Les Portugais inventent une science basée sur l'expérience, à la base de la pensée humaniste. Le rôle des jésuites (dominé par la figure de saint François Xavier) sur ce point se révèle très important. Cette société missionnaire parcourt le pays pour former les jeunes chrétiens. Leur pensée imprègne toute la société portugaise. Ils ont aussi pour mission d'évangéliser les Indes et le Brésil. Ils parviennent à pénétrer au Japon, en Chine et au Tibet. Ils sont à l'origine de la fondation de Nagasaki, São Paulo et Rio de Janeiro. Ils font souvent preuve d'un grand respect des traditions et des lois locales. Ils apprennent les langues locales, en rédigent les premières grammaires et catéchismes. Ils vont jusqu'à s'opposer à l'Inquisition et aux colons sur la question de l'esclavage des Indiens. Cela leur vaudra d'être expulsés du Brésil en 1760. Les autres ordres sont également présents : les franciscains à Goa et Cochim, les dominicains à Goa, Malacca et Timor, les Augustins à Macao. L'évangélisation des peuples reste une priorité pour la couronne.

### Les germes de la décadence
Au milieu du XVIe siècle, ce commerce qui a fait la fortune du pays finit par en révéler les faiblesses et accélérer sa décadence. Le handicap démographique, momentanément compensé par une incroyable organisation, se révèle trop important. Le pays manque d'administrateurs comme de soldats, de marins ou de marchands. Les vice-roi qui se succèdent, choisis parmi la noblesse, n'auront pas toujours les qualités nécessaires à ce poste. Les pertes humaines sont nombreuses.
Le Portugal se révèle trop faible pour assurer la demande grandissante de marchandises en Europe. La couronne doit accepter de privatiser une partie de ce commerce. Aux Indes, il est si prospère que soldats et marins abandonnent le service du roi pour tenter l'aventure personnelle. Attirées par la perspective de s'enrichir rapidement, toutes les composantes de la société portugaise partent tenter leur chance. Cette recherche du profit par tous les moyens accroit la prise de risque des armateurs privés. On estime à 2400 départs par an vers les Indes durant le XVIe siècle, soit environ 240 000 au total, pour un pays qui ne compte à peine plus de 1 400 000 habitants. Cela prive le pays de bras dans l'agriculture et l'artisanat, renforçant encore la dépendance envers l'étranger pour son approvisionnement. Le Brésil doit faire appel à des immigrés venus de partout.
Le pays est également trop faible pour protéger les routes commerciales et ses places si dispersées. De nombreux comptoirs ne peuvent être défendus convenablement. Il doit faire face à la reprise du commerce passant par la mer Rouge, qui n'aura jamais vraiment été contrôlé. Les Vénitiens parviennent à récupérer le commerce des épices, faisant ainsi baisser les prix. Très vite, les Portugais doivent aussi faire face à une vive concurrence française et surtout hollandaise. De 1550 à 1575, les Français parviennent un moment à occuper Rio de Janeiro. Les Hollandais vont encore plus loin en occupant tout le Nordeste brésilien et l’Angola (centre d’extraction des esclaves), de 1630 à 1654. Grâce à la colonie du Cap, les bateaux hollandais ont également une escale vers les Indes, l’Insulinde et ses précieuses épices.
La concurrence se faisant plus forte, le prix des produits importés baisse, alors que les coûts de fonctionnement du commerce augmentent ainsi que celui des produits de première nécessité ; les revenus ne suivent plus, pénalisant les classes inférieures et la bourgeoisie. Les Portugais sont chassés de la côte somalienne en 1586. Les forteresses de Goa et Malacca tombent en 1571.
Pour défendre ses possessions et ses frontières, la couronne tenta de renforcer l'armée. Une loi de 1549 permit de recruter les hommes entre 20 et 65 ans, sans prendre en compte le titre ou les moyens financiers. Ces dispositions mobilisèrent des hommes mais privèrent la noblesse de l'un de ses privilèges. Le fossé se creusa avec le peuple et la bourgeoisie d'un côté et une élite privilégiée de l'autre. Ceux qui avaient le plus largement bénéficié des découvertes sont aussi ceux qui refuseront d'aller les défendre, hormis celles d'Afrique.
Le coût de cette organisation se révèle un gouffre financier. Les gouverneurs peinent à trouver l'argent pour défendre les comptoirs mais aussi pour acheter les marchandises et les entreposer entre chaque voyage.
Si le pays continue à bénéficier des richesses coloniales, celles-ci sont partiellement dépensées dans des constructions de prestige mais non investies dans le modernisation des structures économiques du Portugal. Le pays achète ses biens à l'étranger. Les profits diminuant, les dépenses ne cessent d'augmenter. Les minerais (or, diamant) trouvés au Brésil au XVIIe siècle n'enrichissent pas le Portugal mais au contraire ralentissent son économie, comme cela a été le cas de l’Espagne avec les mines d’argent de Potosí. Les deux pays ibériques n'ont cessé d’importer des produits manufacturés d’Angleterre en échange des minerais. Au bout de deux cents ans, les manufactures portugaises et espagnoles sont presque ruinées tandis que les Anglais ont de l’or, de l’argent, des diamants et une industrie. Le Portugal accentue sa confortable dépendance envers les colonies, l'acquisition facile de richesses ayant tendance à décourager les initiatives et à décupler l'attrait d'une vie facile. Par ailleurs, le pays se fragilise avec la ruée vers l’or brésilien qui attire tant d’immigrés (surtout originaires des régions rurales de Douro et Minho) qu’on doit freiner les départs vers la colonie. L'émigration change d'aspect ; elle est maintenant liée au manque de ressources alimentaires. Beaucoup d'enfants font partie de ces émigrants.
Le Portugal est bientôt le seul pays d'Europe à maintenir l'esclavage, surtout dans les territoires d'Outre-mer. À Lisbonne, les esclaves représenteraient 10% de la population à cette époque. Ce commerce, très fructueux, augmenta encore avec le début de l'exploitation du sucre au Brésil. Peu de voix s'élevaient alors contre cette pratique. Il y eut parfois des révoltes mais aussi des cas d'affranchissements et de participation militaire, notamment dans les cas de métissage qui se développèrent.

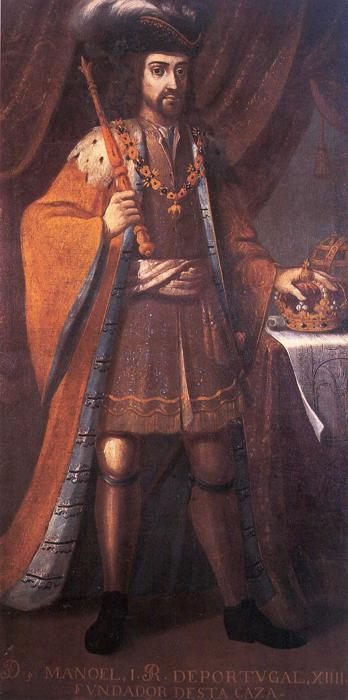
Manuel Ier.

En outre, en 1496, alors que Manuel Ier envisage d'épouser la fille des rois d'Espagne, ceux-ci conditionnent le mariage à l'expulsion des juifs portugais. Bien que cette mesure aille dans le sens de ses sujets, exaspérés par la protection et les supposés avantages dont bénéficierait cette communauté, le roi ne put se résoudre à se séparer de cette partie de la population, très active dans la vie sociale et économique (que ce soit dans l'administration fiscale, l'artisanat, la médecine, l'astrologie, la cartographie…) et contribuant largement à la prospérité du pays. Il se décida à recourir aux conversions forcées (1497) sous peine d'expulsion : baptêmes forcés, enlèvement des enfants de moins de 14 ans afin de leur faire suivre une éducation catholique, fermeture des ports, confiscation des biens. Officiellement, à la suite de cette mesure, on ne parla plus de juifs au Portugal mais de nouveaux-chrétiens (conversos ou Marranes), à qui on octroya une période d'adaptation pour s'assimiler.
Cela n'arrêta pas les suspicions envers cette communauté. La crise venant, elle fut jugée responsable de tous les maux du pays. Un pogrom éclata même à Lisbonne en 1506. La monarchie finit par obtenir l'implantation de l'Inquisition. Celle-ci rendit la vie difficile à ces nouveaux chrétiens ne bénéficiant plus de la protection royale envers les juifs. La menace amena une pratique occulte du judaïsme alors que certains se réfugièrent en France ou en Hollande. Le pays perdit de nombreux intellectuels ainsi qu'une part de cette population, très impliquée dans les succès économiques du pays. L’Inquisition exagéra en permanence la menace que représentaient les juifs et les hérétiques, justifiant ainsi sa propre existence. Elle exacerba la haine populaire contre eux. Créée pour lutter contre la Réforme et les courants hérétiques, elle ne fut nulle part plus virulente qu'en Espagne, alors même que le pays était peu touché par le protestantisme. En vérité, elle ne fut introduite par le roi Jean III (1520-1557), en 1531, que dans l'objectif de renforcer son autorité et de s'emparer des biens des prétendus hérétiques ; c'est pourquoi, il insista pour obtenir la même indépendance que l'inquisition espagnole vis-à-vis du pape. Son action fut pourtant catastrophique dans le domaine culturel et scientifique (censure, autodafés…). Le pays tomba dans le fanatisme religieux. De nombreux indigènes furent aussi convertis de force.
On reprocha aussi au roi l'influence grandissante de son épouse, Catherine de Castille, sœur de Charles Quint, supposément inféodée à la maison de Habsbourg, qui cherchait à renforcer encore les liens entre les deux couronnes, par le mariage de ses enfants. Une partie de la cour tenta d'empêcher ce qui s'annonçait : la tutelle de L'Espagne sur la France et le Portugal. Ce rapprochement s'explique aussi par le retour en force de l'idée de reprendre la lutte de la chrétienté unie contre l'Islam.
Face à la crise financière, Jean III fut amené à abandonner une à une les places du Maroc (entre 1541 et 1550). Cet abandon très controversé ne fit qu'assombrir encore l'humeur du pays. Plus qu'une crise financière, c'est une véritable crise morale qui menaça le pays : les années glorieuses étaient passées et l'action avait laissé place à la paresse et à la simple recherche de jouissance.

### Le désastre d'Alcácer-Kibir

Sébastien Ier.

À la mort de Jean III, le pays se trouve de nouveau face aux sempiternels problèmes de succession, motivés par l'ambition d'une partie de la noblesse espagnole et portugaise de réunir les deux pays. Jean III et Charles Quint ont chacun épousé une sœur de l'autre. La fille de Jean III a épousé le futur roi d'Espagne, Philippe II. Le seul héritier mâle, unique rempart à cette union ibérique que rejette le peuple, est l'infant Sébastien, petit-fils de Jean III, alors trop jeune pour monter sur le trône. Sébastien incarne vite l'espoir de renouveau de tout un peuple (cela lui vaudra le surnom de "O Desejado"-le Désiré). Il grandit avec la conscience de cet espoir.
En attendant, Catherine, la veuve de Jean III, assure la régence de 1557 à 1562. Le peuple ne lui pardonne pas d'avoir abandonné trop vite la place africaine de Mazagan. Jugée trop proche de la Castille, elle est remplacée par le cardinal Henri, dernier fils vivant de Manuel Ier. Pour la première fois, un ecclésiastique est au pouvoir au Portugal. Sa régence renforce le pouvoir de l'Inquisition et de l'Église.
Le régent confie l'éducation de Sébastien au jésuite Luis Gonçalves da Camara, un homme peu tolérant, passéiste et fanatique. Le futur roi est élevé dans le culte de l'esprit chevaleresque et des croisades contre l'Islam. Il est entouré par une ferveur populaire qui lui vaut le surnom de O desejado (Le Désiré), tant sa naissance était désirée par le peuple, pour empêcher l'union des deux couronnes et surmonter la crise que connaît le pays. Sébastien rêve d'action et de combattre la corruption des mœurs que connaît son peuple, séduit par une vie facile. Il veut redonner au pays l'esprit de sa période glorieuse. Il est porteur de la volonté de régénération et de croisade qui anime le pays. Son règne va être marqué par cette obsession.
Le souci de protéger les places portugaises de la convoitise française se traduit par des négociations de mariage entre Sébastien et la princesse Marguerite de Valois. Elles échouent néanmoins.
Très habile dans les exercices physiques et passionné par la chasse et la guerre, Sébastien n'a que 14 ans quand il monte sur le trône sous le nom de Sébastien Ier de Portugal (1568), avec l'idée, soutenue par son entourage et les Cortes, de reconquérir les terres marocaines. La réaction du peuple et de la noblesse pour empêcher la chute de Mazagan en 1562, est révélatrice de l'atmosphère qui anime le pays. Si le retour au Maroc se veut une réponse à la crise commerciale avec les Indes, il répond aussi à des préoccupations stratégiques et économiques. C'est enfin, le geste d'un monarque qui cherche à marcher dans les pas de ses illustres prédécesseurs et à remettre le pays sur la voie du succès, en reprenant le combat de la chrétienté contre les infidèles. La réalité d'un pays qui parvient difficilement à conserver ses possessions et qui en paye le prix semble échapper au jeune roi et à ses conseillers, tant est grande la ferveur patriotique. On se prépare à la guerre malgré les réticences des anciens régents et de Philippe II.
En 1569, Sébastien promulgue une loi lui permettant de recruter tous les hommes valides pour son armée. Il confie même aux concelhos (municipalités) l'organisation militaire de leur territoire, privilège jusque-là réservés aux nobles. Les habitants de l'Algarve sont tenus d'être armés. En 1570, une loi interdit les aliments trop luxueux et limite les repas copieux. Afin de financer ses projets, il ouvre le commerce des épices à la concurrence.
En 1574, une première expédition de reconnaissances est organisée en Afrique, avec l'idée de provoquer une réaction marocaine. En 1578, il décide de reprendre Assilah. Alors que les caisses du royaume sont vides, il organise une expédition de grande envergure. L'appel à l'aide d'un chef marocain opposé aux Turcs offre un prétexte pour s'embarquer. Les pressions de son entourage pour l'en empêcher n'y font rien. Prenant la tête de son armée, suivi de la fine fleur de l'aristocratie portugaise, 16 000 hommes inorganisés et inexpérimentés, il part sans laisser de successeurs au pays. Le 4 août 1578, a lieu la bataille d'Alcácer-Quibir (dite aussi bataille des Trois Rois) qui tourne au carnage avec des milliers de morts et de nombreux prisonniers. Une centaine de rescapés rentrent à Lisbonne. Le roi est mort mais son corps n'est pas retrouvé. C'est un désastre militaire, économique et politique : la défaite marque la fin de la dynastie d'Aviz et d'une époque glorieuse, dont l'orgueil est toujours entretenu, chez les Portugais, par le chant des Lusiades du le poète Luís de Camões, disparu également à cette époque. Quatre siècles d'une indépendance chèrement acquise sont remis en cause. Cet épisode marque aussi la fin des croisades.

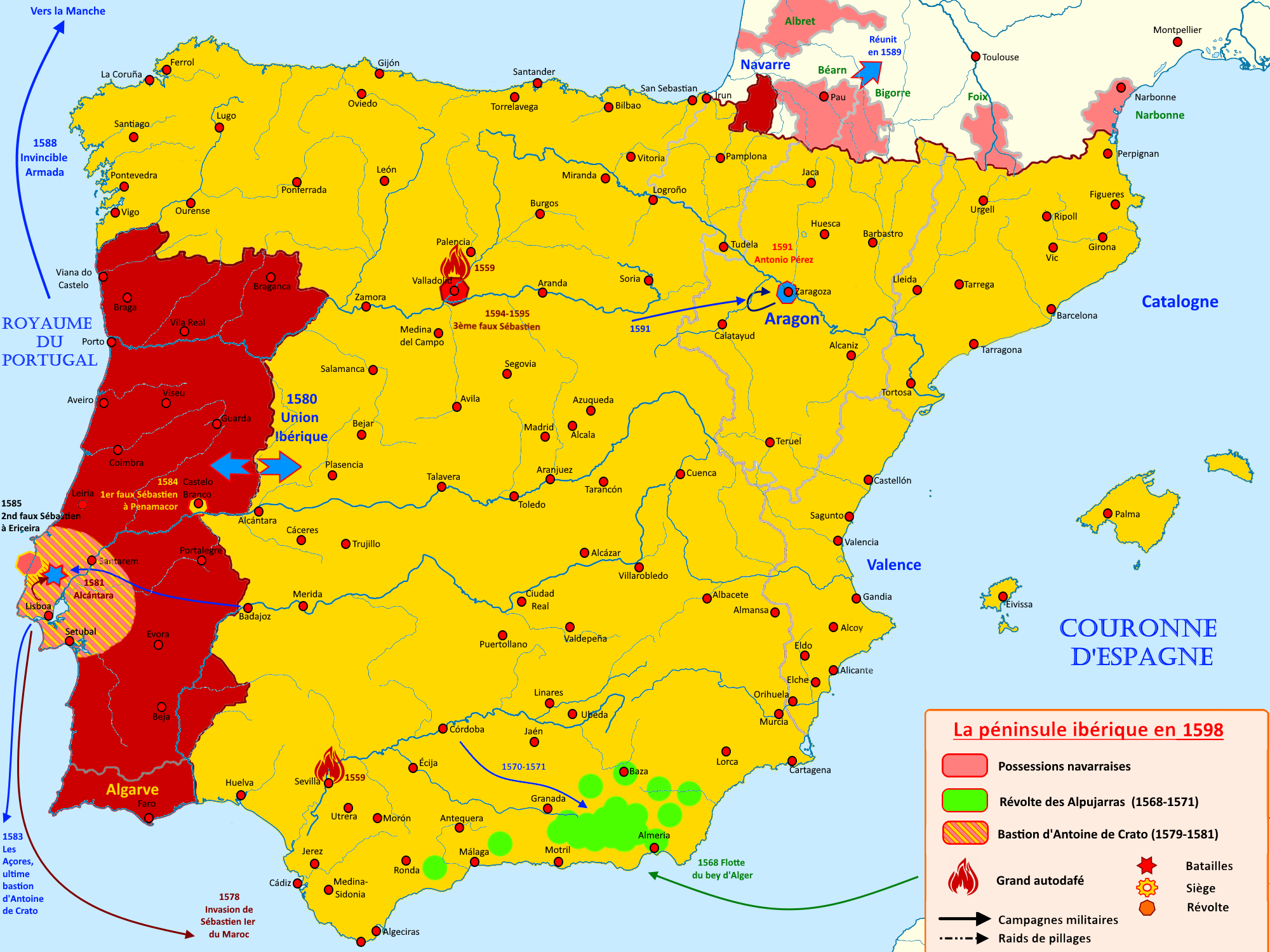
La guerre de succession de 1580.

## L'union de l'Espagne et du Portugal

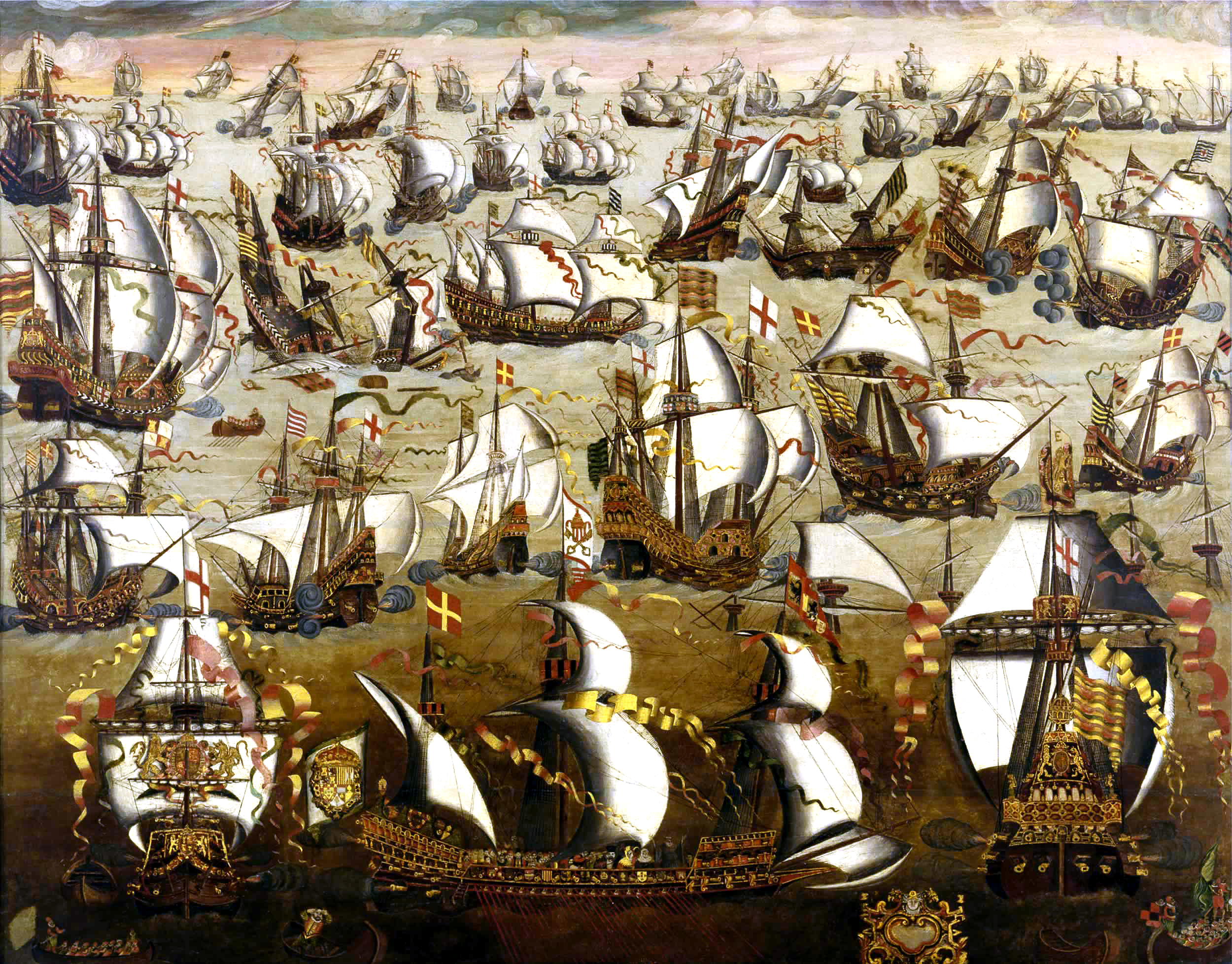
L'Invincible Armada.

Cette défaite inaugure une période sombre pour le pays : une Couronne endettée, une succession incertaine, une noblesse décimée, des milliers de morts et des prisonniers dont il faut payer la rançon. À la crise politique, militaire, économique et financière s'ajoute ainsi une crise morale. C'est dans cette atmosphère que vont surgir et prospérer de nombreuses prophéties évoquant le retour du jeune roi : le sébastianisme. Pas moins de quatre imposteurs cherchent à se faire passer pour le roi au cours de cette période.
Le vieux cardinal Henri, dernier fils de Manuel Ier, monte sur le trône le 28 août 1578. Il est chargé de se trouver un successeur. Parmi les nombreux prétendants, Philippe II d'Espagne apparaît comme le mieux à même d'assurer la conservation de l'Empire portugais en renouvelant ses infrastructures maritimes et surtout en soldant la dette portugaise. Cette solution qui comble les nostalgiques d'une unité politique de la péninsule a les faveurs de la noblesse et du clergé
. Le peuple, lui, favorise un Portugais, dom Antoine, petit-fils de Manuel Ier, prieur de Crato. La grande bourgeoisie penche du côté espagnol pour des raisons économiques. Elle entend profiter des marchés offerts par l'Espagne et ses colonies. Les Cortes de 1579 n'arrivent pas à trancher.
Henri Ier meurt en 1580 sans les départager, laissant la décision dans les mains de cinq gouverneurs. Le prieur de Crato prend tout le monde de vitesse en se faisant acclamer roi à Lisbonne, le 19 juin 1580. Il doit très vite céder devant la démonstration de force des troupes de Philippe II, officiellement désigné par les gouverneurs, lors de la bataille d'Alcántara (25 août 1580). Celle-ci marque la fin de la dynastie d'Aviz et le début de celle des Habsbourg.
À l'occasion de la tenue des Cortes à Tomar (1581), le roi Philippe de Habsbourg, intronisé sous le nom de Philippe Ier de Portugal, accorde son pardon aux soutiens du prieur de Crato et s'engage à respecter l'ensemble des lois et coutumes portugaises. C'est ainsi que Les Cortes continuèrent à se tenir au Portugal, que la législation, les armées, la monnaie et la langue nationales sont maintenues. L'exploitation de l'Empire et l'administration du pays restent du domaine exclusif des Portugais. Ils conservent ainsi l'exclusivité du commerce avec les Indes et la Guinée. Ces mesures (Statut de Tomar) qui garantissaient au royaume une pleine souveraineté et une certaine sauvegarde de l'Empire, rassurent la population.
Dirigé à présent par les Habsbourg, le Portugal est désormais associé in persona regis à la Monarchie catholique espagnole, la cour portugaise est transférée de facto à Madrid, mais le royaume gouverné par un vice-roi conserve son indépendance juridique, ainsi qu'une grande autonomie politique. L'Union ibérique permet au royaume de retrouver une certaine stabilité économique, avec le paiement momentané de l'immense dette publique portugaise, mais elle provoque aussi une perte progressive de positions au profit de la Hollande et de la France, traditionnellement opposés aux Habsbourg.
En 1588, le conflit entre l'Espagne et l'Angleterre aboutit à l'épisode de l'Invincible Armada, à l'occasion duquel le Portugal perd 12 navires.
Les premiers accrocs entre Portugais et Castillans surgissent à la fin du règne de Philippe Ier et se poursuivent avec son successeur, Philippe II de Portugal, qui se désintéresse du pays et de l'administration en général. Il délègue ses pouvoirs au vice-roi qui cherche à centraliser le pouvoir et à remettre en cause l'autonomie du Portugal. Le nouveau roi se rend impopulaire en augmentant les impôts, en affichant une certaine tolérance envers les nouveaux chrétiens et en signant une trêve avec la Hollande qui en profite pour conforter sa place dans les colonies portugaises. Un nouveau code législatif est introduit : les Ordonnances philippines (1603). Philippe IV bafoue les accords sur l'autonomie du pays et alourdit encore la pression fiscale. Toutes les fonctions importantes du royaume tombent en des mains espagnoles. Des troubles éclatent. Face à la concurrence des Anglais et des Hollandais, les places portugaises tombent une à une : Ormuz en 1622, Bahia en 1624, Arguin en 1633, São Jorge da Mina en 1637. Dès lors, le Portugal délaisse la route des Indes se tourne essentiellement vers le Brésil déjà menacé par les Hollandais et les Français. L'Espagne devient la cause de tous les maux du pays. Des révoltes éclatent. L'unité nationale en sort renforcée. Les opposants soutiennent le duc Jean de Bragance.

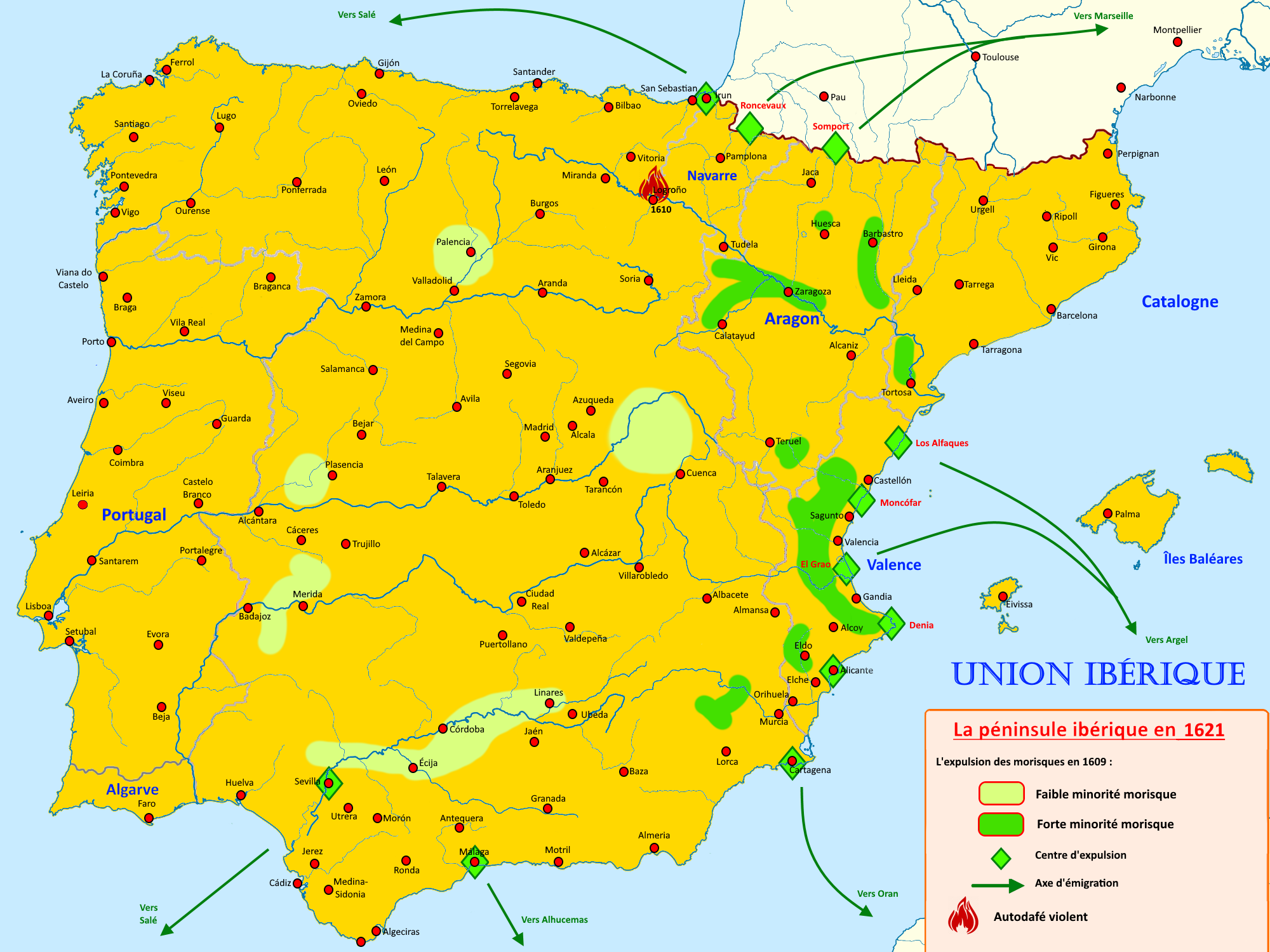
L'Union ibérique de 1580 à 1640.

## La dynastie de Bragance

### La Restauration

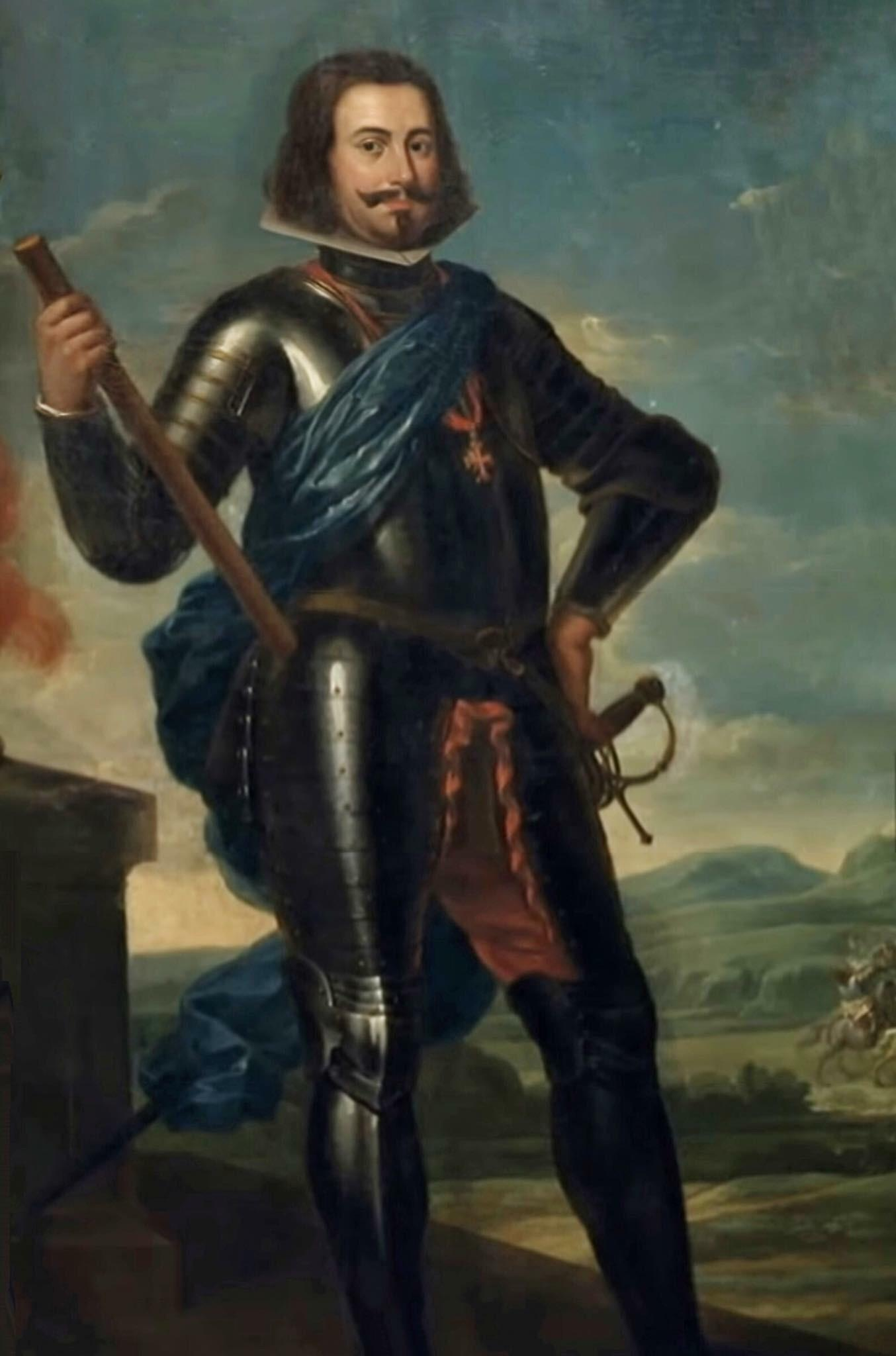
Jean IV de Portugal.

Dans les années 1630, tout concourt à une révolte du Portugal contre la tutelle espagnole, et en particulier la France qui encourage l'ouverture d'un deuxième front dans sa guerre contre l'Espagne. La noblesse portugaise délaissée par Madrid et voulant éviter une révolution populaire comme celle de 1383 complote à partir de 1637. Les Açores et Madère leur servent de bastion. Le conflit avec les Pays-Bas et la guerre de Trente Ans menacent les places commerciales portugaises et les intérêts de la bourgeoisie. Même le clergé se plaint de la tolérance du roi envers les nouveaux chrétiens. Les richesses du Brésil offrent les moyens de cette indépendance. Le prétexte à la Restauration est donnée par une révolte en Catalogne contre laquelle les troupes portugaises sont sollicitées. Le comte d'Olivares convoque le duc de Bragance à Madrid pour le nommer à la tête de ces troupes. Il espère apaiser les mécontents et priver le mouvement de son chef. Le 1er décembre 1640, un groupe de jeunes nobles s'empare du palais gouvernemental à Lisbonne. Ils sollicitent le duc Jean de Bragance. Le prince, qui appartient à la famille la plus puissante du royaume, apparaît comme le seul capable de rassembler le peuple sur son nom. Parent des anciens rois portugais, il descend en ligne indirecte de l'ancienne dynastie d'Aviz. Il accepte de prendre la tête de la rébellion. Le 15 décembre, il est proclamé roi, le premier de la Maison de Bragance, au détriment des Habsbourg d'Espagne. Le Portugal redevient une puissance souveraine dirigée par une dynastie nationale.
Une longue bataille diplomatique commence pour faire reconnaître ce renversement dynastique, parfois au prix de concessions commerciales faites aux alliés du Portugal. Des missions diplomatiques sont envoyées dans toute l'Europe, notamment au Royaume-Uni et en France, ennemis traditionnels de Madrid. Le Portugal use de tous les moyens pour s'attirer les faveurs de ses partenaires. Dès les années 1640, la famille du puissant intendant des finances français Nicolas Fouquet achète ou fait par exemple bâtir plusieurs navires, dont des bâtiments de guerre utilisés pour la course, sous commission du Portugal. L'Espagne est d'abord trop occupée avec la Guerre de Trente ans et la révolte de la Catalogne pour s'opposer au coup d’État à Lisbonne. En 1644, un premier affrontement armé se solde par une victoire des Portugais à Montijo. Cela ouvre une période de répit pour le pays, qui peut consolider ses forces armées et ses positions outre-mer. Le temps joue en sa faveur et la lutte ne reprend qu'en 1657. Pendant cette période, on assiste à un déclin de la bourgeoisie au profit de la noblesse. Le Portugal tente de reprendre la main sur son Empire.

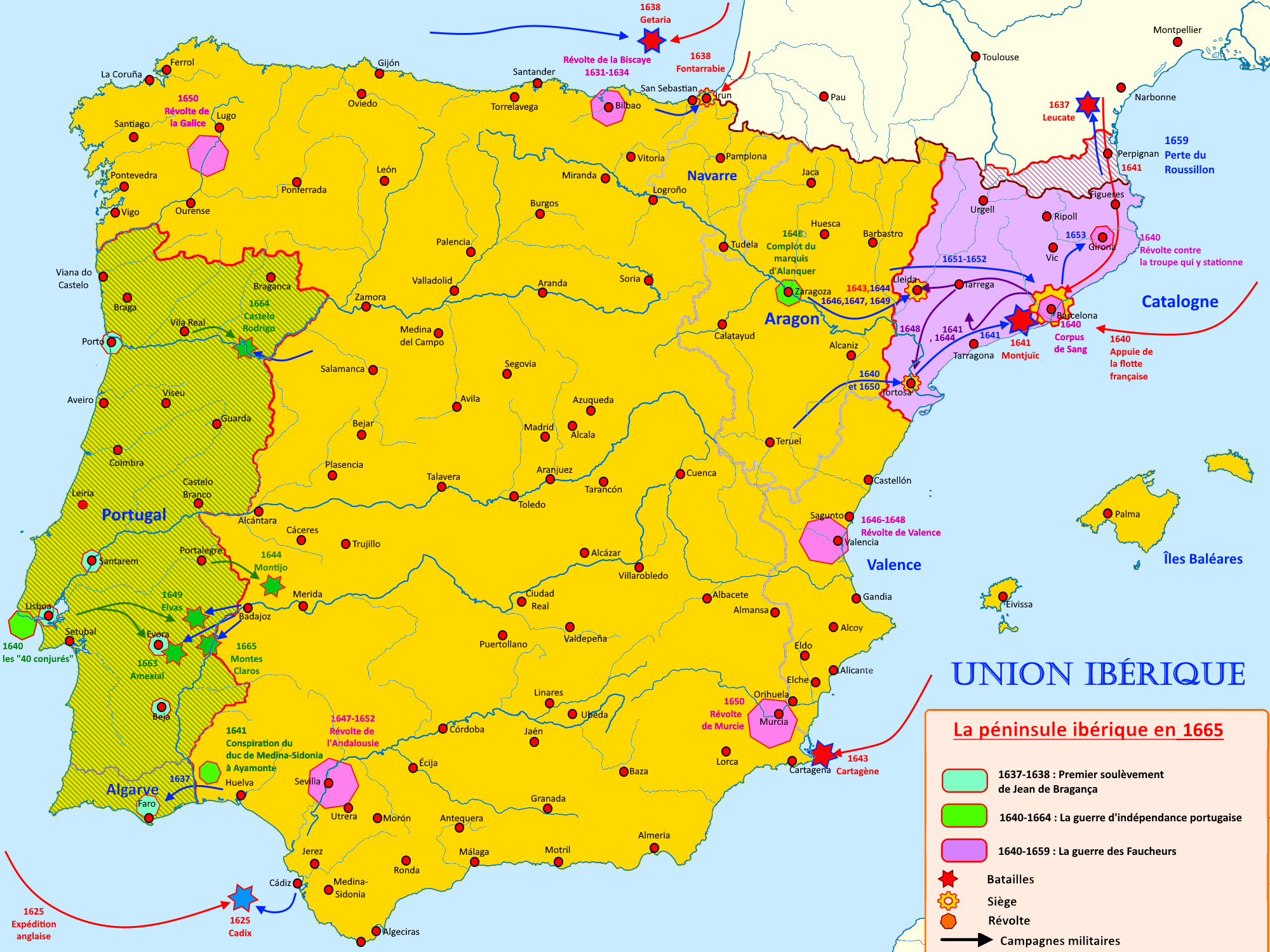
La guerre de la Restauration.

### Les régences
À la mort de Jean IV, en 1656, la régence est confiée à sa veuve, Luísa de Gusmão, son fils, Alphonse, étant encore mineur. Cette régence se poursuit bien après la majorité du jeune roi qui se révèle incapable de gouverner. C'est encore la noblesse qui tire parti de cette situation. Philippe IV en profite dès 1657 pour tenter une nouvelle offensive : Olivence est prise avant que les troupes portugaises lancées par la régente réussissent à la repousser. En 1659, les Portugais repoussent leurs ennemis à Elvas. En 1661, l'armée portugaise réorganisée par Frédéric-Armand de Schomberg, envoyé par Mazarin, reprend la lutte contre l’Espagne. L'opposition envers la reine-mère augmente. En 1662, une révolte de palais, menée par de jeunes aristocrates, dont Luis de Vasconcelos e Sousa et Antonio de Sousa de Macedo, installe au pouvoir le jeune roi Alphonse VI. La bataille décisive débute en 1663 avec la prise d’Évora par une puissante armée espagnole. L'organisation et la motivation portugaise font subir de lourdes pertes aux troupes espagnoles par la suite avant de prendre définitivement le dessus lors de la bataille de Montes Claros le 17 juin 1665.
En 1666, Luis de Vasconcelos e Sousa, Premier ministre d'Alphonse VI, organise le mariage de ce dernier avec Marie Françoise de Savoie-Nemours afin d'assurer la succession et surtout de garder le contrôle du pouvoir. Le roi se révèle impuissant. La reine devient alors la maîtresse de son frère Pierre. Une cabale des deux amants leur permet de faire proclamer la déchéance du roi et de faire renvoyer son premier ministre en 1667. Le mariage est annulé, Pierre épouse Marie Françoise de Savoie-Nemours et devient régent jusqu'en 1683, date de la mort d'Alphonse VI. Le Portugal et l'Espagne signent le traité de Lisbonne en 1668, dans lequel sont reconnues les frontières portugaises, à l'exception de Ceuta. Le conflit a surtout servi les intérêts des puissances qui convoitent l’Empire portugais. Celui-ci se désagrège peu à peu : en 1663, les Portugais perdent Cochin ; en 1665, l'Inde portugaise se résume à Goa, Daman, Macao et Timor. Le reste est sacrifié au profit du Brésil d'où sont expulsés les Hollandais en 1654.

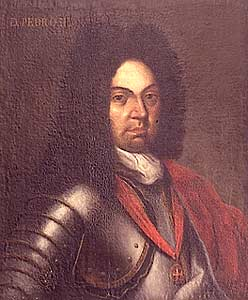
Pierre II.

Le traité de Whitehall du 23 juin 1661 entre le Portugal et l'Angleterre entraîne des conséquences désastreuses et durables sur l'économie portugaise : il prévoit le mariage de Catherine de Bragance, fille de Jean IV avec Charles II d'Angleterre en échange d'une autorisation pour l'Angleterre de commercer avec les possessions portugaises en Afrique et en Amérique. Tanger et Bombay deviennent anglaises. En retour, l'Angleterre s'engage à défendre le Portugal et ses colonies. En réalité, le pays se soumet aux intérêts britanniques. Pierre II devient officiellement roi en 1683. Veuf dès l'année suivante, il épouse Marie-Sophie de Neubourg. La Cour se rapproche de celle d'Autriche sans aller jusqu'à participer à la guerre de la Ligue d'Augsbourg. Ce règne inaugure une période de paix et de stabilité politique, qui permet des réformes profondes. Le gouvernement est confié au duc de Cadaval Nuno Álvares Pereira de Melo, secondé par le comte d'Ericeira Francisco Xavier de Meneses et le marquis de Fronteira Fernando Mascarenhas. La noblesse est fortement représentée mais le régime évolue vers l’absolutisme : les Cortes se réunissent en 1697 pour la dernière fois avant la révolution. Le pays s'efforce de restaurer sa prospérité et son prestige ; il équilibre sa balance commerciale et lutte avec succès contre la contrebande. Entre 1670 et 1680, avec l’aide de la France, la Couronne tente de développer les manufactures. Mais la découverte d'or au Brésil en 1692 fait échouer ce projet. L’importation de produits manufacturés est de nouveau privilégiée, accentuant ainsi la dépendance, le retard industriel et le déficit commercial. C'est en définitive l’Angleterre qui profite de cet or.
En 1700, Pierre II revendique la Couronne d'Espagne et s'engage dans la guerre de Succession d'Espagne du côté français avant de devoir reculer devant la menace anglaise. Un nouveau traité anglo-portugais, le traité de Methuen, est signé le 27 décembre 1703. Ce traité de coopération militaire, diplomatique et économique concède aux Anglais le privilège de fonder au Portugal des maisons de négoce de vin en échange de la baisse des taxes à l'importation sur le vin de Porto et sur le textile anglais. S'il permet le développement du vin de Porto et l'afflux de richesses au pays, il accroît en réalité la dépendance portugaise envers l’Angleterre et enrichit surtout les négociants étrangers qui affluent au Portugal. En 1704, en vertu de ce traité, le Portugal s’engage contre la France dans la guerre de Succession d’Espagne. Sur le plan culturel, le développement des académies et de la littérature facilite la progression des idées nouvelles.

### Jean V et les richesses du Brésil

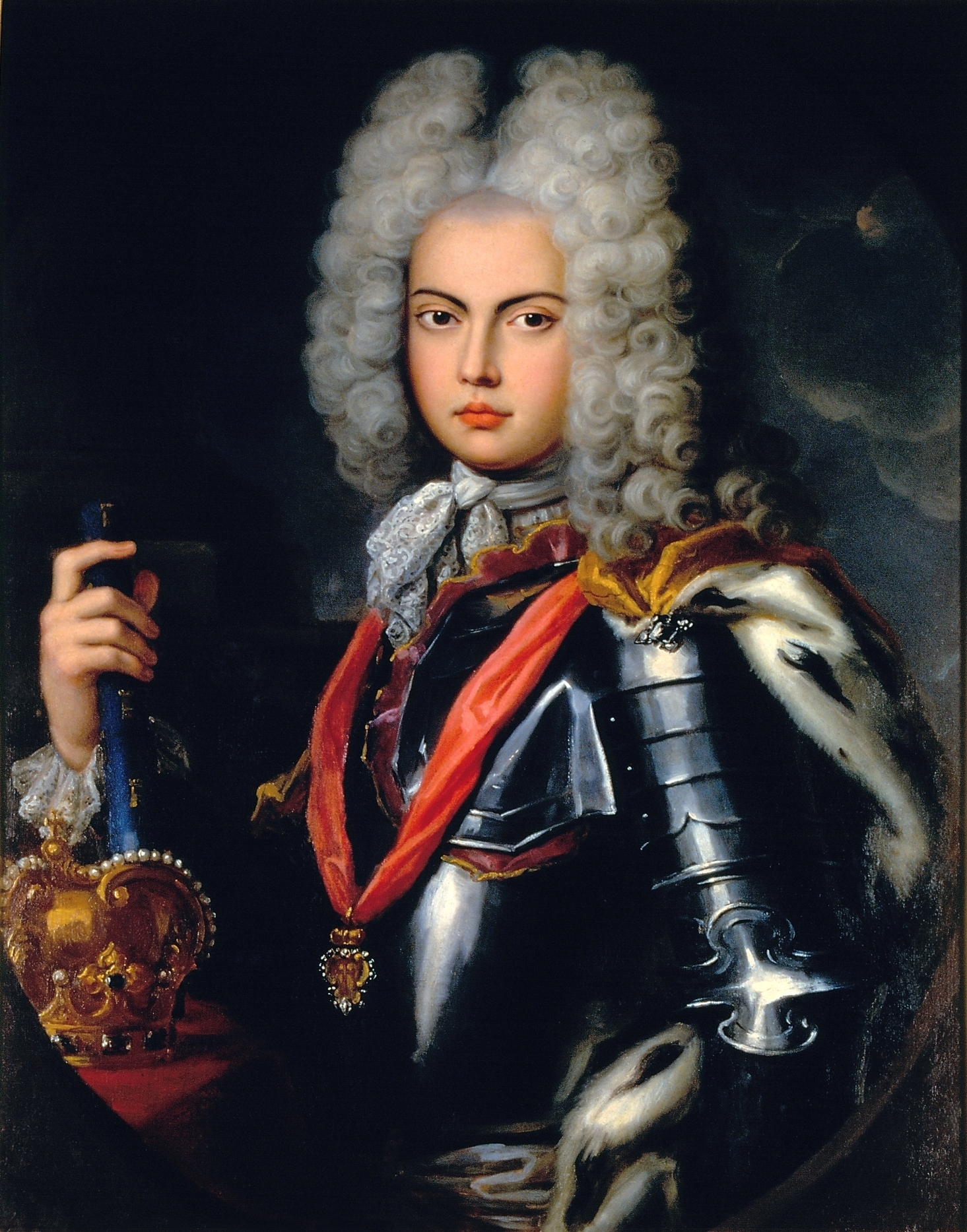
Jean V.

Ce règne (1706-1750) correspond à la période la plus fastueuse de l'histoire du pays grâce aux arrivées d'or (jusqu'à 1 200 kg/an) et de diamants du Brésil, qui donnent à Jean V les moyens d'imposer un régime absolutiste justifié par sa conviction de sa mission divine. La noblesse en profite ; le pouvoir des ministres augmente au détriment du rôle des conseils. Les tentatives pour développer les manufactures et l'économie nationales échouent. L'aristocratie freine toute modernisation. Le pays s'appuie exclusivement sur les richesses du Brésil important les produits agricoles et accroissant ainsi sa dépendance et les déficits. Tout est donc fait pour conserver le Brésil au moment où l'Asie lui échappe. La colonie représente alors une échappatoire pour une population en pleine augmentation mais à qui l'industrie et l'agriculture nationales n'offrent pas de débouchés. En 1713, le traité d'Utrecht met fin aux menaces françaises et hollandaises sur le Brésil.
La cour portugaise vit dans un luxe sans mesure, les fastes et le gaspillage. Chaque événement est commémoré par des fêtes. Cela se traduit aussi par une architecture extravagante, avec le développement des azulejos et de la talha dourada (sculpture de bois dorée) : le palais de Mafra, l’église de Saint-Roch à Lisbonne, la bibliothèque Joanina de Coimbra, la tour des Clercs de Porto, l’aqueduc des Eaux Libres de Lisbonne, le palais royal de Queluz de Sintra, l'église de la Miséricorde, le sanctuaire de Bom Jésus do Monte à Braga. La culture et les sciences se développent avec les Académies. Le premier grand journal portugais paraît (A gazeta de Lisboa). La vie mondaine se développe, une vie de dépravation et de débauche qui se concentre autour des couvents. Il est à la mode d'avoir une maîtresse chez les religieuses étant donné que toutes les familles y envoient leurs filles. Cela donne lieu aux fameuses Lettres portugaises. Le roi entretient lui aussi une liaison avec la mère Paula Teresa da Silva, dont il a trois enfants (surnommés « les enfants de Palhavã »). Jean V cherche à soumettre l'Inquisition mais sans succès. Celle-ci continue de poursuivre les nouveaux chrétiens ce qui accentue la fuite des capitaux. Petit à petit, l'or se fait rare. L'absolutisme est contesté, le régime s'affaiblit.

### Le Portugal de Pombal

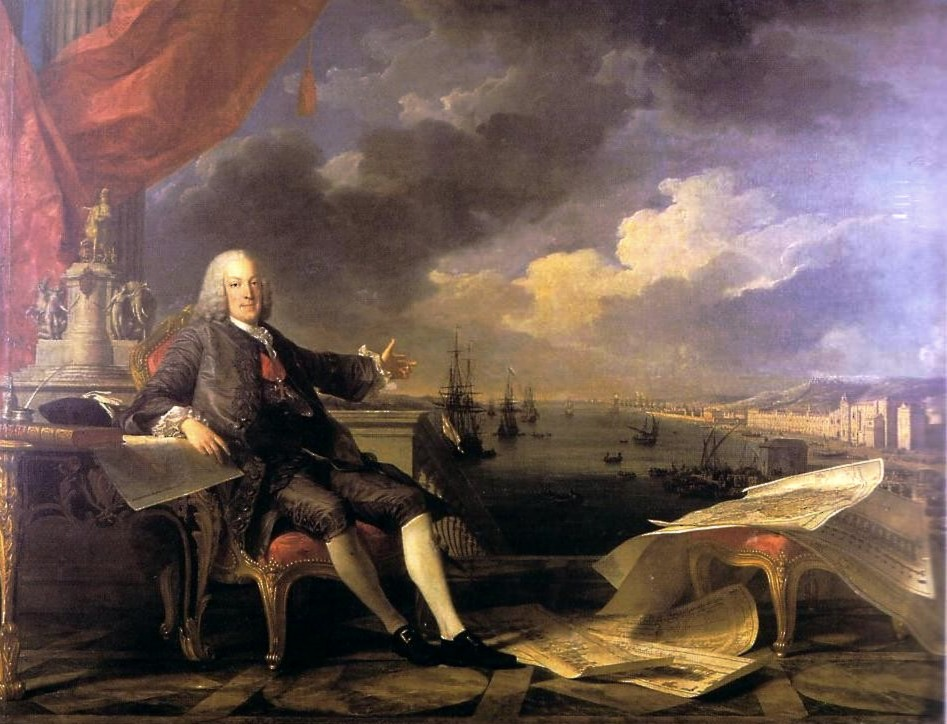
Le marquis de Pombal.

Le règne de son successeur, Joseph Ier (1750-1777) est dominé par la personnalité de son Premier ministre Sebastião José de Carvalho e Melo, plus connu sous le titre de marquis de Pombal. Ce roi préfère, lui aussi, s'adonner aux plaisirs de la chasse et du théâtre et il délègue son pouvoir. Délaissant la grande noblesse toute puissante, il choisit un représentant de la petite noblesse provinciale pour redresser l'économie. Prenant le contrepied de son père, il défend le retour de l'autorité et de la discipline. Mais l'importance particulière de Pombal est à relier à un événement majeur de l'histoire du pays : le tremblement de terre de Lisbonne de 1755. Cette catastrophe lui permet de contourner l'opposition des grandes familles et des Jésuites et d'exercer un pouvoir absolu. Le 1er novembre 1755, un tremblement de terre de magnitude 8.75, suivi d'un raz-de-marée et d'incendies ravage Lisbonne. On compte 15 000 morts sur les 250 000 habitants que compte la capitale ; 85 % des maisons sont inhabitables, cinq églises ainsi que le palais sont détruits avec ses archives, sa bibliothèque et ses œuvres d'art. La famille royale fuit Lisbonne dans la panique.
Pombal prend dès lors les choses en main : les cadavres sont jetés à la mer, des mesures sont prises contre les pillards, il fait approvisionner la ville et oblige l'Église à célébrer le culte afin de garder la population sur place. Très vite, des ingénieurs sont chargés de reconstruire la ville. Pombal fait raser la ville basse et ses rues sinueuses (a Baixa), la partie la plus touchée. Inspiré par l'esprit des Lumières, les plans privilégient la simplicité, la cohérence et la fonctionnalité (les activités sont ainsi regroupées par quartiers) dans un style néoclassique. L'azulejo, privilégié car il ne propage pas le feu et protège de l'humidité, connaît un grand développement. L'art portugais en est profondément influencé, d'autant plus que l'établissement des plans est confié à des architectes portugais : Manuel da Maia, Eugènio dos Santos, Machado de Castro et Carlos Mardel. Ce désastre est aussi à l'origine de la persécution des Jésuites qui ajoutent à l'exaltation populaire, par le biais de faux prophètes, en évoquant une punition divine contre l'impiété des hommes. Ils deviennent par ailleurs gênants au Brésil où ils prennent la tête d'un mouvement contestant de plus en plus l'autorité de Lisbonne. Le 7 septembre 1759, accusés de comploter avec une partie de la noblesse, un décret provoque leur expulsion du Portugal et du Brésil.
La noblesse réunie autour de la famille Tavora déteste ce ministre puissant qui cherche à la soumettre. Aussi tente-t-elle de le renverser et de porter sur le trône la sœur du roi. Les meneurs sont emprisonnés, d'autres bannis. Pombal ne néglige pas l'Église et l'Inquisition qu'il cherche à soumettre à la Couronne. Il met fin à la vieille distinction entre nouveaux et anciens chrétiens et mène une politique de tolérance. L'esclavage est interdit en 1761. Il se crée ainsi de nombreux ennemis. Très critiqué pour sa cruauté et sa rigidité, considéré comme un despote éclairé, Pombal cherche surtout à renforcer le pouvoir de l'État. Il introduit au Portugal la doctrine du « roi de droit divin ». Il lutte contre tout ce qui s'oppose à la centralisation du pouvoir en développant le rôle des fonctionnaires et en créant une police moderne. La bourgeoisie en ressort renforcée. Dans le domaine économique, il encourage le développement des manufactures et instaurer des monopoles (notamment celui de la compagnie des vins de Porto). Il mène une politique protectionniste qui lui permet de rétablir la balance commerciale. Pourtant le pays voit l'or commencer à se faire rare, le sucre et le blé entrer en crise. Il tente de faire de l'Angola un second Brésil. Pombal est par ailleurs l'instigateur de réformes dans de multiples domaines : il adapte l'enseignement aux besoins de la vie moderne, forme des cadres indispensables à l'administration, remplace l'enseignement des Jésuites par un enseignement moderne, adapte les programmes, réforme et développe l'université. La censure reste présente (elle est même contrôlée par l'État dès 1768 et la création de la Real mesa censoria) mais les idées nouvelles venues de France et d'Angleterre se propagent. En contrepartie, la coupure avec l'Espagne se renforce, aggravée par la guerre de Sept Ans qui voit le nord-est du pays être envahi par les troupes espagnoles (1762) avant qu'elles ne soient repoussées avec l'aide des Anglais (1763). Le pays passe, grâce à ses réformes, de la féodalité à un état moderne.

### MarieIreet laViradeira

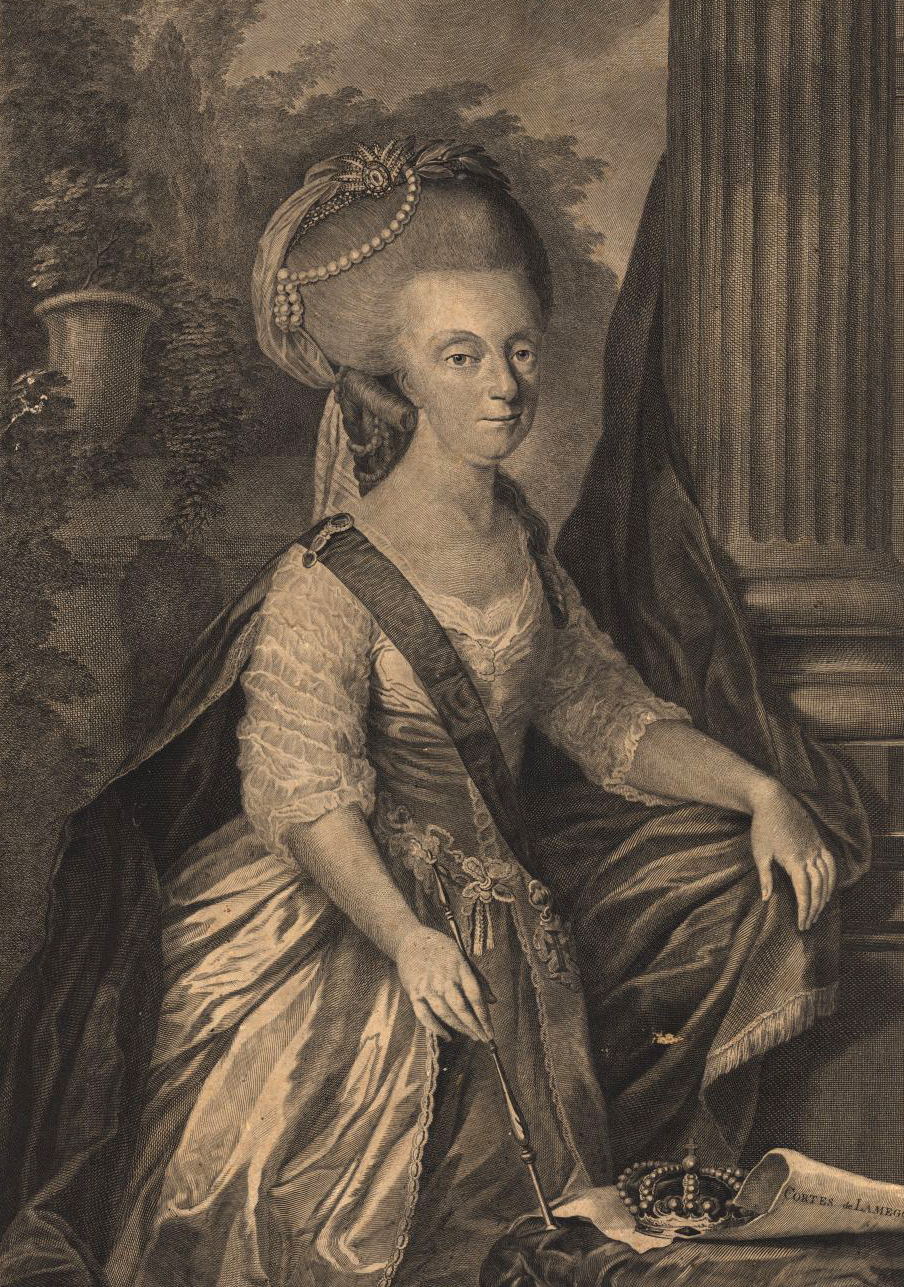
Marie Ire de Portugal.

Le pouvoir de Pombal ne survit pas à la mort de Joseph Ier : il tombe en disgrâce en 1777, après le couronnement de la fille de ce dernier, Marie Ire (1777-1786). Cette réaction prend le nom de Viradeira : on libère les prisonniers politiques (issus de l'Église et de la noblesse) et l'on met fin aux monopoles. La politique absolutiste est néanmoins poursuivie jusqu'en 1820. Empreinte d'une grande piété qui tourne parfois à la superstition, Marie Ire perd la raison après la mort de son mari (1786) et de deux de ses fils. La Révolution française achève de la plonger dans la démence en 1791. Dès lors, c'est son fils, le futur Jean VI, qui assure la régence jusqu'à son intronisation en 1816. Mais le gouvernement est aux mains du vicomte de Vila Nova de Cerveira et le reste jusqu'en 1800, assurant ainsi une certaine stabilité politique.
Profitant des problèmes que connaissent ses voisins européens (Révolutions française et américaine, guerres napoléoniennes…), tout en restant neutre, le pays connaît alors une période de prospérité grâce au commerce du sucre, du tabac et du coton. La justice seigneuriale est abolie. Les titres de noblesse perdent de leur importance. L'administration est uniformisée sur le territoire. C'est la bourgeoisie qui prend son essor. Les idées des Lumières pénètrent largement au Portugal avec la création de l'Académie des Sciences et le développement de la presse. Pourtant, la censure menée par l'intendant de la police Pina Manique traque violemment les idées libérales. En 1778, les frontières définitives du Brésil sont fixées par le traité de San Ildefonso.

### Les invasions napoléoniennes
Le pays ne peut rester définitivement neutre et, en 1793, il n'a d'autre choix que de rejoindre la coalition anti-française au côté de l'Angleterre et de l'Espagne. Après la victoire française face aux Espagnols (1795), Napoléon décide de faire payer son choix au Portugal. En 1801, il encourage l'Espagne à envahir le pays : c'est la Guerre des Oranges. Vaincu, le Portugal signe le traité de Badajoz (1801) faisant d'Olivence une ville espagnole. Après la bataille de Trafalgar, le Portugal est en outre sommé de fermer ses ports aux navires anglais. Deux choix s'offrent à lui : obéir et perdre son allié au risque de le voir s'emparer de ses colonies ou se voir envahi par la France ; perdre ses colonies ou perdre son indépendance. Jean VI essaye de gagner du temps mais un ultimatum est lancé en 1807. Un plan prévoit même le partage du pays (le traité de Fontainebleau).

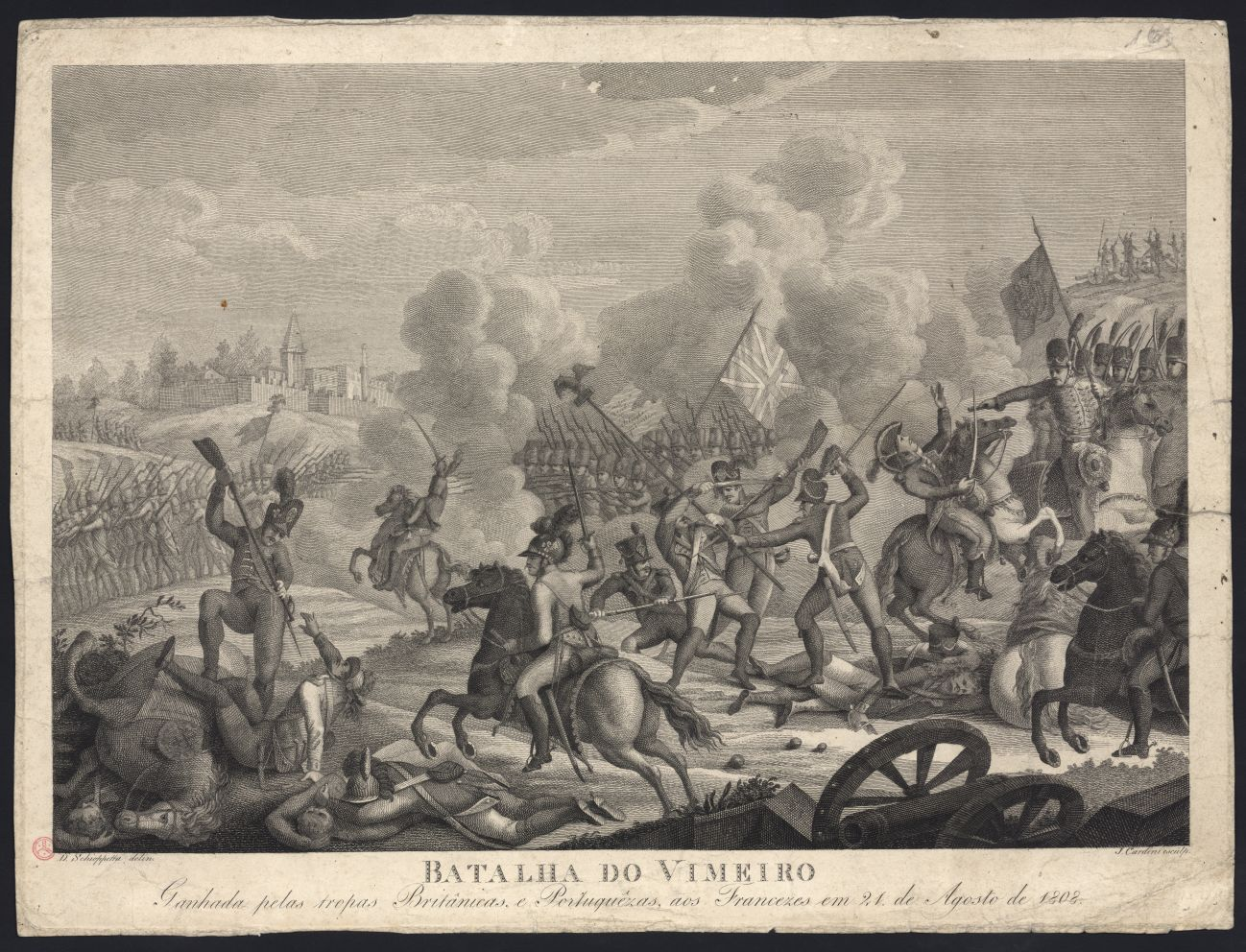
La bataille de Vimeiro.

Le 20 novembre 1807, les troupes françaises commandées par le général Junot traversent la frontière portugaise sans rencontrer de résistance et arrivent à Lisbonne le 30 novembre. Cet épisode est décisif, puisque, la veille, la famille royale quitte le pays pour le Brésil ouvrant ainsi la voie à sa future indépendance : en effet, Rio de Janeiro devient la capitale de l'Empire (entre 1808 et 1822), le Portugal est ramené au statut de colonie. Le Brésil profite de cette situation pour se moderniser et se doter d'une structure politique et administrative. En 1810, il perd même son statut de colonie. C'est encore lui qui permet au Portugal de rester indépendant. Une certaine résistance s'organise face à cette occupation. Dès juillet 1808, elle permet le débarquement des troupes anglaises de Wellington suivies des batailles de Roliça et Vimeiro qui obligent les Français à quitter le pays. Le pays passe cette fois sous tutelle anglaise puisque le général Beresford chargé d'organiser la défense se voit confier les pleins pouvoirs.
En 1809, une seconde invasion française menée par le maréchal Soult prend le nord du pays mais est aussitôt repoussée par la coalition anglo-portugaise. Enfin, en 1810, une troisième invasion menée par Masséna et Ney à la tête d'une puissante armée est arrêtée lors de la bataille de Buçaco avant de devoir rebrousser chemin, poursuivies par les troupes de Wellington. En octobre, elles quittent le Portugal avant d'être définitivement expulsées d'Espagne en 1814. Malgré la victoire, ces guerres laissent le pays ruiné et dévasté. C'est la fin du Portugal comme puissance européenne et maritime. Le roi Jean VI envisage même de rester au Brésil.

### La révolution libérale de 1820

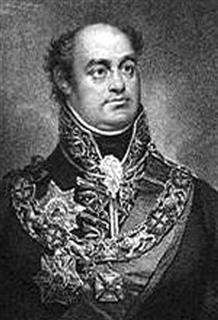
William Carr Beresford.

Au début du XIXe siècle, le Portugal vit une crise profonde, conséquence des invasions napoléoniennes : les batailles et les pillages français ont ruiné le pays et provoqué le départ de la famille royale pour le Brésil, prélude à son indépendance. Ainsi, l'ouverture des ports du Brésil au commerce mondial (1808) entraîne le transfert d'une partie de l'activité économique et provoque la ruine de nombreux commerçants portugais. Enfin, la domination anglaise sur le Portugal s'est accentuée. Vivant jusque-là dans l'illusion de la grandeur passée, beaucoup envisagent une reprise en main et des changements en profondeur, d'où le succès de l'idéologie libérale parmi la bourgeoisie. Dans les milieux populaires, par contre, elle reste toujours associée aux invasions étrangères. Néanmoins, tous s'accordent pour exiger le retour du roi et mettre fin à la tutelle anglaise.
Des conspirations sont déjouées dont celle menée par Gomes Freire de Andrade, membre du groupe maçonnique Regeneração, qui devient un martyr de la cause libérale. Un autre groupe, le Sinédrio, fondé en 1818, rassemble les mécontents de l'armée ainsi que des négociants de Porto. Le 24 août 1820, à Porto, l'armée, avec le soutien de la bourgeoisie marchande, profite de l'absence de Beresford, se soulève et crée La Junte provisoire du gouvernement suprême du royaume avec Antonio da Silveira Pinto da Fonseca à sa tête. Son objectif immédiat est d'assurer l'intérim du pouvoir, de convoquer les Cortes pour doter le pays d'une constitution libérale mettant fin à l'absolutisme et restaurer l'exclusivité du commerce avec le Brésil.
Devant la résistance de la capitale, un deuxième soulèvement militaire a lieu à Lisbonne le 15 septembre et met en place un gouvernement provisoire. Le 28, la junte du nord s'unit à celle de Lisbonne. Cette révolte ne rencontre pas d'opposition. La régence anglaise est expulsée du pays. Le 22 novembre 1820 ont lieu les élections de l'assemblée constituante. Très vite, les dissensions surgissent : les militaires veulent restaurer le régime alors que la bourgeoisie veut un véritable changement. Cette dernière l'emporte. Les députés élus représentent tous les territoires contrôlés par le Portugal (Brésil, Madère, Açores, dépendances africaines et asiatiques). Le gouvernement est formé par le comte Manuel António de Sampaio Melo. Cette période (août 1820-avril 1823), connue sous le nom de Vintisme, se caractérise par le radicalisme des solutions libérales et la domination des Cortes constituantes.

### Le Vintisme et la crise brésilienne

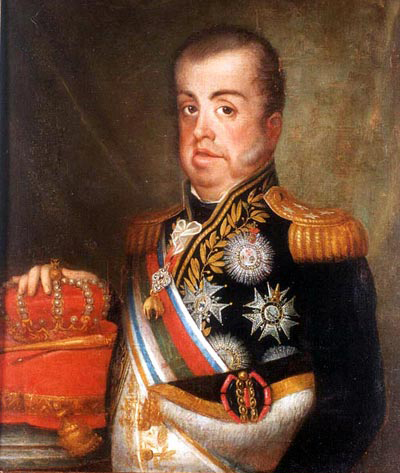
Jean VI de Portugal.

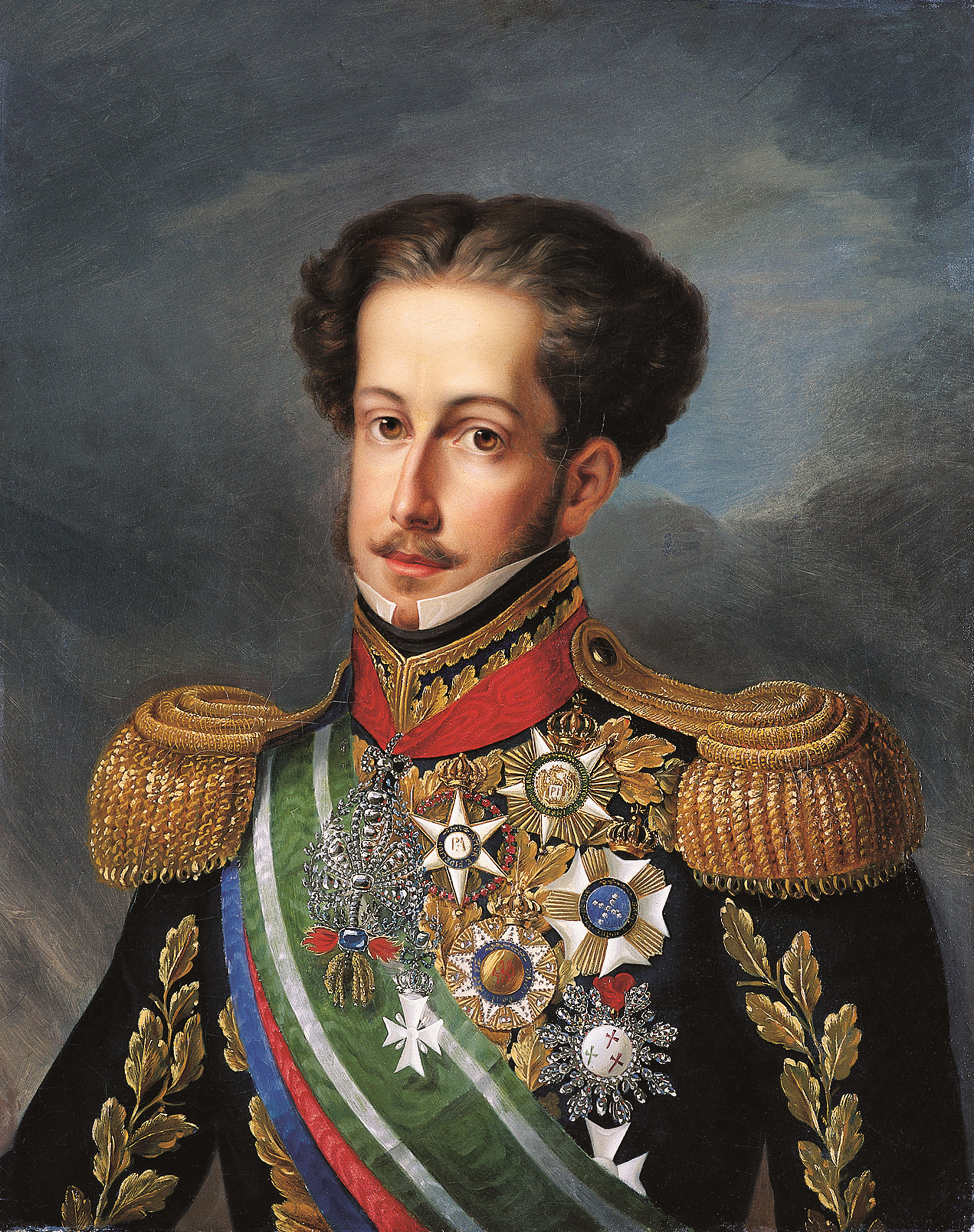
Pierre Ier du Brésil.

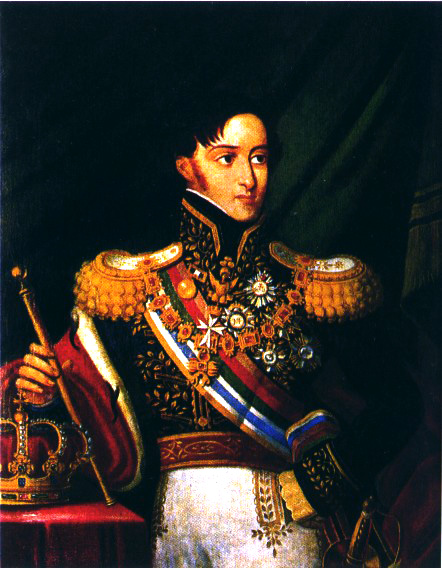
Michel Ier de Portugal.

Le point sur lequel on s'accorde est le statut de colonie du Brésil. Pour cela, le roi Jean VI doit revenir au Portugal, ce qu'exigent immédiatement les Cortes. Celui-ci obtempère mais nomme son fils, le prince Pierre, régent du Brésil. Cette décision déplaît aux Cortes, qui estiment que les souverains doivent résider au Portugal continental. Elles ordonnent au régent de quitter le Brésil et de poursuivre son éducation en Europe. Toutes ces exigences créent le mécontentement des soixante-cinq députés brésiliens qui quittent le pays pour le Brésil. L'armée tente un moment d'infléchir le choix de la constitution dans un épisode sans lendemain, connu sous le nom de Martinhada le 11 novembre 1821, jour de la saint Martin. Le 23 septembre 1822, les Cortes approuvent une constitution particulièrement progressiste. Inspirée de la Constitution française de 1791, elle consacre la division tripartite des pouvoirs (législatif, exécutif et judiciaire), et limite le rôle du roi à une simple fonction symbolique, donnant le pouvoir à un gouvernement et un parlement monocaméral élu au suffrage direct, qui mettent fin aux privilèges et à l'Inquisition et instaurent la liberté de la presse. Modelée par les libéraux et la bourgeoisie, cette constitution est trop progressiste et anticléricale pour avoir le soutien populaire.
Les Cortes craignent un moment que Jean VI ne regroupe autour de lui les conservateurs cherchant à faire échouer la révolution. Celui-ci signe pourtant la Constitution le 1er octobre 1822. En fait, ce sont la reine et leur fils Michel qui fédèrent la réaction anti-libérale. Le 7 septembre 1822, le prince Pierre reçoit un nouveau message des Cortes le sommant de rentrer au Portugal et de se soumettre à eux et au roi. Avec les encouragements de José Bonifacio et de son épouse Marie-Léopoldine d'Autriche, il déchire la lettre comminatoire en public en s'exclamant : « L'indépendance ou la mort ! ». Cet acte, connu comme le cri d'Ipiranga, marque la date de l'indépendance du Brésil. Ce coup porté au pays, qui s'ajoute à des réformes jugées trop innovantes, achève de rendre impopulaire le gouvernement libéral. En mai 1823, l'opposition anti-libérale profite de cette situation délétère pour prendre les armes à Vila Franca de Xira et proclamer la restauration de l'absolutisme. Le prince Michel rejoint la Vilafrancada. Le roi essaye de trouver un compromis entre les Cortes libérales et les absolutistes. Un nouveau gouvernement est formé, Michel est nommé commandant en chef de l'armée. Mais les dissensions persistent.
En avril 1824, les partisans de Michel fomentent une nouvelle révolte, l'Abrilada, sous prétexte de menaces d'assassinat de la famille royale. Jean VI, avec l'aide des Anglais, oblige Michel à se soumettre. Celui-ci quitte le pays. Cette fois, le gouvernement est aux mains des partisans d'un absolutisme modéré. Les libéraux s'exilent. À la mort de Jean VI en 1826, l'héritier légitime, Pierre, est devenu empereur du Brésil : attendu au Portugal, il abdique de sa couronne portugaise en faveur de sa fille, Marie, alors âgée de 7 ans, à la condition qu'elle épouse Michel, son oncle, qui deviendrait alors régent. En attendant, l'infante Isabel Maria de Bragança, fille de Jean VI, assurerait la régence (1826-28). Juste avant, Pierre IV promulgue une nouvelle constitution : la Charte constitutionnelle, copiée sur celle du Brésil qui se veut un compromis entre les absolutistes et les libéraux. Ces mesures très soudaines sont critiquées mais Marie finit par prêter serment à la Charte et par épouser Michel en 1828.

### Retour de l'absolutisme

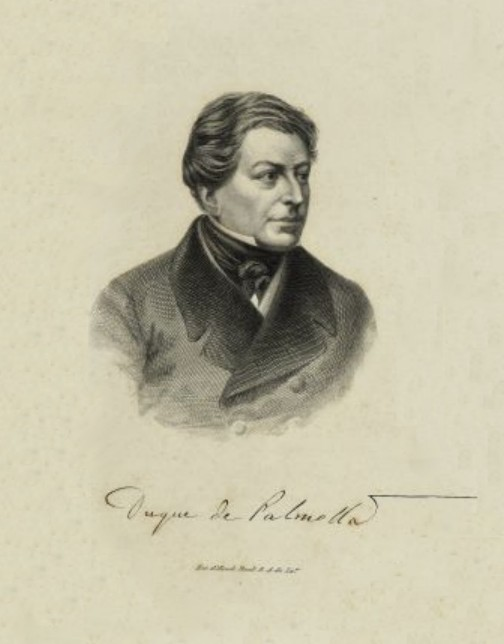
Le duc de Palmela.

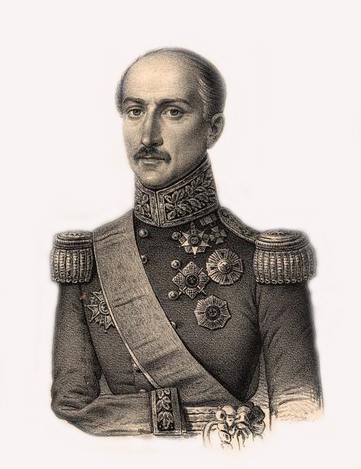
Sà da Bandeira.

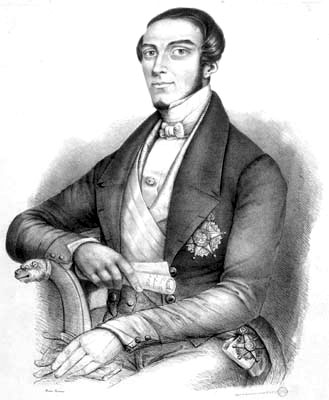
Costa Cabral.

Les esprits ne s'apaisent pas. Si les libéraux crient victoire et pour beaucoup rentrent d'exil, les absolutistes se sentent lésés. Ils ne reconnaissent que Michel, très populaire dans le pays. Celui-ci est agité par une quasi guerre civile lorsque Michel prête serment à la constitution. Autour de lui, on le pousse à se proclamer roi. Ce qu'il finit par faire en juillet 1828. Marie II fuit en Angleterre. Michel rejette aussitôt la constitution et dissout l'assemblée. Cet acte a pour conséquence d'obliger chacun à choisir entre deux camps, entre absolutisme et libéralisme. Les libéraux se soulèvent mais la répression est violente. Une partie d'entre eux part en exil avec la reine. C'est une véritable guerre civile qui débute. Michel Ier gouverne de façon très autoritaire. Son gouvernement se révèle néanmoins aussi incompétent que les précédents. La situation économique est désastreuse.
Dès 1829, les libéraux contre-attaquent : ils s'unissent et débarquent aux Açores dirigés par le duc de Palmela, Pedro de Sousa Holstein. De là, ils préparent leur offensive et remportent une première bataille à Vila da Praia. Par ailleurs, Pierre Ier, inquiet de la situation au Portugal, contraint d'abdiquer en faveur de son fils, Pierre II (le 7 avril 1831), débarque aux Açores, avec le soutien des Français et des Anglais, afin de prendre la tête des libéraux et de rétablir sa fille sur le trône. Il se proclame régent du royaume et forme un gouvernement. Le 8 juillet 1832, ils débarquent près de Porto (« débarquement de Mindelo ») avec 7 500 hommes et 60 navires menés par le marquis de Vila-Flor, António Severim de Noronha. Les absolutistes contre-attaquent. Le roi et ses troupes se retrouvent assiégés dans la ville de Porto. La ville résiste héroïquement pendant plus d'un an. Cette guerre est inégale et meurtrière. Elle ne fait qu'accroître la crise et la dépendance envers l'étranger. La majorité du pays reste attachée à la monarchie, le parti libéral rassemblant surtout les milieux intellectuels.
La résistance de Porto joue pourtant un rôle fondamental dans l'adhésion de la population à la cause libérale. En juin 1833, une expédition, commandée par António Severim de Noronha, débarque dans le sud pour prendre les troupes absolutistes à revers. Ne rencontrant pas de résistance, elle prend Lisbonne le 24 juillet 1833 et forme un nouveau gouvernement. Michel se réfugie à Santarém dans le but d'assiéger Lisbonne. Ses tentatives échouent. Les batailles de Almoster et d'Asseiceira donnent la victoire aux troupes libérales en 1834. Les généraux de Michel voyant leur cause perdue mettent fin à la guerre civile le 26 mai 1834 avec la signature des accords d'Evora-Monte qui proclament une amnistie générale. Michel s'exile en Italie. Le mariage est annulé et Marie II rétablie sur le trône.

### Chartisme contre septembrisme
Pierre Ier meurt en septembre 1834. Marie II monte sur le trône avec le duc de Palmela comme premier ministre. C'est un gouvernement conservateur qui inaugure cette monarchie constitutionnelle. D'ailleurs, jusqu'en 1850, la scène politique est dominée par des barons, des vicomtes et des parvenus de la grande bourgeoisie. Si les absolutistes ont perdu la partie, les libéraux restent attachés à la monarchie. Ils sont pourtant divisés : d'un côté les chartistes au pouvoir, adeptes de la Charte de 1826 et d'une certaine autorité (les riches terriens, les commerçants…), de l'autre les septembristes, adeptes de la constitution de 1822 et d'une souveraineté nationale (les classes moyennes, les artisans, l'armée…). La situation ne s'améliore pas pour autant : l'agriculture portugaise entre dans une crise qui se prolonge jusqu'en 1850. De nombreux paysans quittent leur terre rachetée à bas prix par des citadins sans que ces derniers les exploitent. L'expulsion des ordres religieux et la nationalisation de leurs biens en 1834 ne sont pas faits pour calmer les esprits. Le 8 septembre 1836, une nouvelle révolution éclate menée en réaction par l'armée et les classes moyennes : la révolution septembriste. Le gouvernement démissionne. Le nouveau régime dominé par la figure de Manuel da Silva Passos proclame le retour de la constitution de 1822 et abolit la Charte. La reine convoque une assemblée constituante.
Malgré de nombreuses réformes et une forte diminution du déficit budgétaire, le gouvernement autoritaire devient impopulaire et l'instabilité politique continue. Les gouvernements se succèdent. La reine tente même un coup de force, jugeant le gouvernement trop libéral : l'événement, connu sous le nom de Belenzada, échoue (3 novembre 1836). Il est suivi par une autre révolte du même genre qui échoue également : la révolte des Maréchaux (12 juillet 1837). En 1838, une nouvelle constitution de compromis est imposée aux Cortes par Sà da Bandeira sous la pression des septembristes (révolte de l'Arsenal, 9 mars 1838). Elle prône la séparation des pouvoirs, le bicamérisme et un droit de véto pour le roi. Mais c'est Costa Cabral qui s'impose petit à petit comme l'homme providentiel. Le 27 janvier 1842, après un coup d'État pacifique, celui-ci proclame le retour de la Charte. Il n'y aura plus de gouvernement septembriste. Cabral dirige le gouvernement d'une main de fer avec le duc de Terceira. Cette période est marquée par de violentes répressions contre l'opposition et de nombreuses réformes accompagnées de grands travaux publics. On assiste au retour de l'ordre et du progrès économique.
L'opposition progressiste divisée peine à se faire entendre jusqu'à ce qu'une loi de 1846 déclenche une nouvelle guerre civile. Cette loi vise à interdire les enterrements dans les églises comme cela se faisait. En mars 1846, un premier soulèvement populaire mené par des femmes de Fontarcada, dans le nord du pays (Póvoa de Lanhoso), donne son nom à ce mouvement : la Révolte de Maria da Fonte. Il faut dire que les campagnes vivent déjà mal la modernisation à marche forcée du monde rural, ajoutée aux récentes réformes fiscales et au recrutement militaire. La révolte se propage rapidement au nord puis à tout le pays, appuyée par l'opposition. Les troupes de Cabral se heurtent à des guérillas qui l'obligent bientôt à démissionner (17 mai 1846). Le duc de Palmela forme un nouveau gouvernement de coalition. Ce choix ne plaît pas à la reine qui tente de rétablir Costa Cabral par la force : c'est l’Emboscada du 6 octobre 1846. Elle provoque aussitôt un nouveau soulèvement d'octobre 1846 à juin 1847 : la Patuleia rassemble aussi bien à droite (les absolutistes, les partisans de Michel…) qu'à gauche, les septembristes et les partisans d'une république. La monarchie menacée demande l'intervention de l'Angleterre, de la France et de l'Espagne. Cette fois, les rebelles déposent les armes lors de la convention de Gramido en juin 1847. Costa Cabral et Saldanha en sortent renforcés.

### Régénération

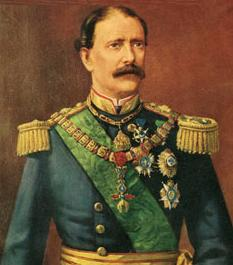
Fontes Pereira de Melo.

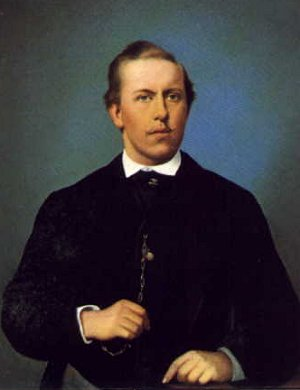
Louis Ier.

Le 1er mai 1851, Costa Cabral est renversé par une révolte militaire et remplacé par Saldanha. Cette période de la monarchie constitutionnelle prend le nom de Régénération et voit le retour au premier plan de la bourgeoisie. Ce terme à la mode depuis 1817 désigne d'abord une loge maçonnique dont les membres influencent largement le mouvement libéral depuis son origine. Il est depuis dans tous les discours libéraux, et notamment ceux des intellectuels issus de l'université de Coimbra. Il exprime une volonté de redonner au pays tout son prestige et sa puissance en rattrapant le temps perdu. Les forces s'équilibrent enfin notamment grâce à un acte additionnel à la Charte (1852) qui permet de réconcilier chartistes et septembristes et surtout de contourner les débats parlementaires sans fin. L'ordre revient. On peut dire que la monarchie entre dans une période plus calme et institutionnalisée.
Sur le plan économique, le pays tente de s'adapter à l'indépendance du Brésil, en développant l'agriculture, l'industrie et le commerce. La stabilité politique permet des progrès à ce niveau. La politique de grands travaux initiée par Fontes Pereira de Melo, figure emblématique de cette longue période (on parle même de Fontismo), permet de développer les infrastructures du pays et de désenclaver certaines régions du pays : cela se traduit par le développement des voies ferrées, des ports et du télégraphe. L'école et l'administration sont réformées. Un nouveau code civil vient remplacer les Ordonnances philippines en 1867. La reine meurt en 1853, remplacée momentanément par son mari Ferdinand II avant que Pierre V soit en âge de régner. Ce dernier meurt du typhus en 1861 et son frère Louis Ier lui succède.

### Le rotativisme
Ces réformes modifient profondément le pays. Si l'État développe les infrastructures, il refuse d'intervenir dans l'économie : le nouveau code civil mettant fin à la propriété communale, les terres sont vendues et privatisées. Les surfaces cultivables augmentent, en parallèle avec la productivité. Dans ce système, les moyens et grands propriétaires sont privilégiés, au détriment des petits paysans qui consommaient ce qu'ils produisaient et profitaient jusque-là gratuitement de terres pour leur bêtes. Si les salaires augmentent, de nouvelles dépenses apparaissent. À présent, c'est la commercialisation de la production qui est privilégiée. L'essor de la classe moyenne s'accompagne de celui de Lisbonne et Porto. Les constructions publiques laissent la place aux investissements privés. Le tourisme se développe. Mais, si la consommation augmente, elle se fait au profit des produits étrangers : ce commerce, à la base de la richesse, limite d'autant l'industrialisation du pays et la production nationale ; celle-ci ne trouve de débouchés qu'en province et dans les colonies, augmentant d'autant la dépendance du pays. De nouvelles habitudes, de nouveaux mots apparaissent. Par ailleurs, le fossé se creuse avec les plus démunis en même temps que leur ressentiment envers les plus riches. Pour les idées aussi, le pays s'ouvre à l'étranger. À Coimbra, de jeunes étudiants, que l'on regroupera sous le terme de Génération de 70, commencent à faire parler d'eux en remettant en cause l'ordre bourgeois, les institutions, le système politique ainsi que le poids de l'Église. Ces jeunes intellectuels cherchent à ouvrir le pays aux courants de pensées européens. Commençant par prendre des positions polémiques concernant la littérature nationale jugée rétrograde (la Question Coimbrã), ils organisent en 1871, à Lisbonne, une série de conférences qui resteront dans les mémoires comme les conférences du Casino : cherchant à rénover la vie politique et intellectuelle du pays, ils y débattent des problèmes du pays et des solutions inspirées par les idées nouvelles (le républicanisme, le socialisme, le communisme…).
Ces changements et les crises qui en découlent provoquent une vague de migration, vers les villes d'abord, qui ne peuvent l'absorber entièrement ; elle se tourne alors vers le Brésil qui manque de main-d'œuvre depuis l'abolition de l'esclavage en 1888. Jamais le Brésil ne rapporte autant d'argent au Portugal. Mais encore une fois cette richesse est trompeuse : le pays consomme beaucoup, produit peu et les émigrés paient la différence. Les réformes fiscales et le nouveau découpage administratif provoquent des agitations à Porto et Lisbonne qui finissent par renverser le gouvernement le 1er janvier 1868 : la Janeirinha. Le nouveau gouvernement de droite réformiste revient sur les réformes problématiques. Cela amène à la création d'un nouveau parti : le Parti réformiste. Ce nouvel échiquier politique inaugure une nouvelle période, qui dure pratiquement jusqu'à la proclamation de la République, qui se caractérise par l'alternance des deux grands partis politiques au pouvoir : le Parti Régénérateur (plutôt conservateur, mené par Saldanha et Fontes Pereira de Melo et qui domine la vie politique) et le Parti Historique (de Sà da Bandeira). Cette alternance est appelée le « rotativisme », terme d'inspiration britannique. L'essor des idées venues de France et d'Angleterre est à l'origine de nouveaux partis : le Parti républicain en 1876, pour qui la renaissance nationale passe obligatoirement par la fin de la monarchie ; le Parti socialiste, en 1873, qui défend, lui, une collaboration avec le régime en échange de mesures sociales. Pour les contestataires, chaque occasion est bonne pour glorifier les figures du passé. C'est le cas en 1880, avec la commémoration de la mort de Camões, organisée par les républicains. Ces derniers se présentent comme les seuls capables de rendre leur dignité aux Portugais. Cette fête populaire leur amène un grand prestige. En 1882, la commémoration de la mort du marquis de Pombal est prétexte à l'exacerbation du sentiment anticlérical et se transforme en manifestation anti-royaliste. À partir de 1876, l'alternance s'effectue entre le Parti régénérateur et le Parti progressiste qui se disputent les voix des classes populaires avec le Parti républicain et le Parti socialiste.

### L'ultimatum anglais et ses conséquences
À la mort de Louis Ier, en 1889, son fils Charles Ier monte sur le trône. La contestation contre la monarchie s'amplifie avec ce roi impopulaire et s'affiche au moindre prétexte. Depuis la perte du Brésil, le Portugal s'est tourné vers l'Afrique, où il est implanté depuis le XVe siècle (au Maroc, en Guinée, au Ghana, en Angola), et lance des expéditions à travers le continent (notamment celles de Roberto Ivens et d'Hermenegildo Capelo). La refonte de son système colonial traditionnel, fondé sur l'utilisation massive de l'esclavage, a été initiée sous Pombal, avec l'abolition de l'esclavage sur le territoire métropolitain le 12 février 1761 et la création de plusieurs monopoles d’État. Elle se poursuit tout au long du XIXe siècle, avec l'interdiction du commerce d'esclaves en 1836, puis l'interdiction totale de l'esclavage sur son territoire et dans ses colonies le 23 février 1869 (bien que Macao reste un important point de départ pour les Coolies chinois jusqu'à la fin du XIXe siècle). Il s'agit pour les Portugais de structurer un nouvel empire africain, moderne, reconnu par les autres puissances, et adapté aux circonstances géopolitiques, économiques et sociales de l'époque.

La « carte rose ».

Cependant, le Portugal, qui réorganise et étend ses possessions, doit faire face à la vague expansionniste des autres pays européens en Afrique. Le 11 janvier 1890, un ultimatum anglais exige sous un motif fallacieux que le Portugal retire ses troupes postées entre le Mozambique et l'Angola. Le Portugal ne cache en effet pas son objectif de réunir les deux colonies en annexant les territoires situés entre les deux. Ce projet est resté connu sous le nom de carte rose (mapa cor-de-rosa). Or, ce projet s'oppose aux plans anglais qui eux cherchent à réunir Le Cap et Le Caire. Le gouvernement est obligé de céder (traité anglo-portugais de 1891), provoquant une vague d'indignation contre l'Angleterre et contre la monarchie. Des émeutes éclatent face à cette humiliation nationale. Une première révolte républicaine échoue début 1891. C'est à cette occasion qu'est composé l'hymne national portugais. On appelle au boycott des produits anglais. Une souscription publique est même organisée pour doter le pays d'un croiseur. Le Parti républicain capitalise sur ce mécontentement qui enfle et finira par renverser la monarchie. Le mécontentement a également une conséquence sur la conscience collective portugaise : elle marque ici son attachement à la nation et à son empire colonial, attachement dont on observe les conséquences tout au long du XXe siècle.

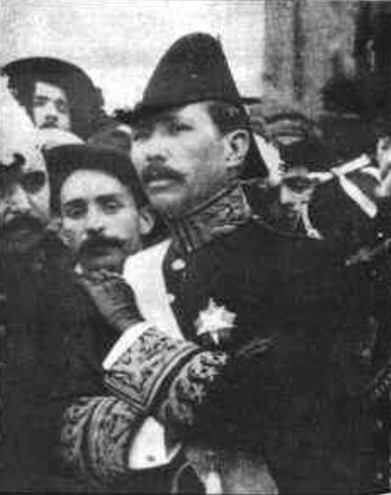
João Franco.

La méfiance et le pessimisme aggravent la crise économique qui débute. L'instabilité politique domine avant que les gouvernements de José Dias Ferreira et de Ribeiro, alternant jusqu'en 1906, ne rétablissent le calme et le rotativisme. Mais la frustration de la bourgeoisie vient remplir les rangs du Parti républicain. Les deux partis qui se succèdent au pouvoir, Régénérateurs et Progressistes, sont discrédités. Les dissensions apparaissent en leur sein-même. En 1901, une loi vient autoriser les congrégations ayant un but éducatif. Cela va permettre le retour des ordres religieux qui avaient été expulsés du pays en 1834. Cette décision joue un grand rôle dans l'évolution politique du pays au XXe siècle. En 1903, est créé le Parti nationaliste d'inspiration catholique. En 1901, João Franco quitte le Parti régénérateur et forme son propre parti : le Parti régénérateur libéral, adepte de la monarchie, de l'interventionnisme et d'un socialisme d'Etat. En 1906, la crise atteint son apogée : les obstructions sont systématiques, les réunions des Cortes sont agitées, aucune réforme n'avance. C'est alors que le parti de João Franco s'unit au Parti Progressiste pour dénoncer la corruption de ce système et mettre fin au rotativisme.
Le 19 mars 1906, il forme un gouvernement de coalition avec le Parti progressiste. Mais, dès le 10 mai 1907, soutenu par Charles Ier, il organise un coup d'État. La coalition est annulée, les Cortes dissoutes et une dictature est instaurée avec l'objectif de renforcer le pouvoir royal. Mais les mesures arbitraires, la violence de la répression unissent toute l'opposition contre lui. Divers scandales finissent par discréditer totalement le régime. Le 28 janvier 1908, une tentative d'attentat contre João Franco pousse le roi à décréter l'interdiction de l'opposition franquiste. Un climat de terreur règne. Aucune mesure spéciale n'est prise pour le retour du roi à Lisbonne. Le 1er février, celui-ci est assassiné par Manuel Buíça et Alfredo Costa. Rendu coupable de la situation, João Franco est poussé vers l'exil. Manuel II succède à son père à l'âge de 19 ans et nomme un gouvernement de coalition présidé par Francisco Joaquim Ferreira do Amaral. Celui-ci tente de ramener le calme mais le discrédit du régime est total. Il est clair que la résolution de tous les maux passe par la fin de la monarchie. Six gouvernements se succèdent en deux ans. Si les républicains savent profiter de la situation, ils restent minoritaires dans le pays. En juin 1910, les régénérateurs prennent le pouvoir et dissolvent le parlement.

## LaIreRépublique

### Le coup de force
Les constitutions libérales ne parviennent pas à s'imposer : le peuple dépolitisé ne voit dans cette période qu'agitation et débats parlementaires stériles, débats qui ne concernent qu'une partie de la bourgeoisie se mettant d'accord pour se partager le pouvoir. Le pays vit une crise économique et morale. Les républicains, porteurs de l'espoir de régénérer le pays, de lui redonner sa fierté perdue et d'en finir avec ces batailles, s'engagent dans la préparation d'une action de force dès 1909. Le 3 octobre 1910, les garnisons de Lisbonne sont en alerte. C'est l'assassinat de Miguel Bombarda, républicain influent, qui est l'élément déclencheur. Les chefs militaires républicains tentent de s'emparer du palais et des garnisons. Les choses ne se déroulent pas comme prévu et les insurgés pensent un moment avoir perdu la partie alors que les différents groupes se trouvent isolés. Ce n'est que le 5, devant le soutien populaire à la rébellion, que les troupes du roi déposent les armes. La république est proclamée par José Relvas et Eusébio Leão, au balcon de la mairie de Lisbonne. Un gouvernement provisoire est nommé jusqu'au vote d'une nouvelle constitution. La famille royale s'enfuit. Teófilo Braga est nommé président du gouvernement provisoire. Cet événement ouvre un précédent : dès lors, il est légitime pour une minorité de renverser un État de droit. Le peuple ne joue aucun rôle actif dans ces choix. Les hommes du mouvement sont tous issus de l'élite des grandes villes et sont membres de la franc-maçonnerie, qui a joué un grand rôle dans cette victoire.

### Les réformes

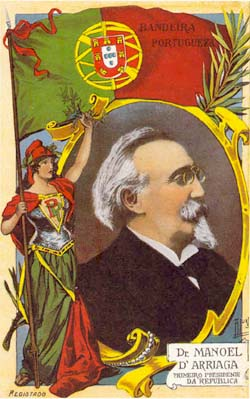
Manuel José de Arriaga.

Même si la république ne réussit pas à ramener le calme et à sortir le pays de la crise, elle est à l'origine de profondes réformes. Les premières visent à rétablir l'ordre et à marquer la rupture avec le passé par des actes symboliques forts. Dès les premiers mois est accordée une amnistie générale pour les crimes contre la sécurité de l'État. Un nouveau drapeau et un nouvel hymne national sont créés. L'armée est réorganisée et la Garde nationale républicaine (GNR) est créée. La république tente de réorganiser l'État, instaurant une certaine décentralisation et une certaine autonomie pour les colonies. Le registre civil est systématisé. La réforme fiscale permet de soulager les plus pauvres. Les tentatives pour résoudre le déficit budgétaire hérité de la monarchie commencent même à porter leurs fruits avant que la guerre remette tout en cause. En 1911, le pays se dote d'une nouvelle monnaie (l'escudo) valable sur tous les territoires portugais, à l'exception de l'Inde. La politique agricole cherche à augmenter la surface cultivable mais le Portugal connaît tout de même la famine durant la guerre.
L'enseignement est réformé : la formation des enseignants est améliorée, la scolarité est rendue obligatoire de 7 à 10 ans. L'orthographe est simplifiée. L'assistance publique et la protection de l'enfance se développent. Les universités de Lisbonne et de Porto sont créées. Les ouvriers, encore peu nombreux, s'organisent et demandent de meilleures conditions de vie : le droit de grève est reconnu, une loi sur les accidents du travail est votée, le jour de repos hebdomadaire est instauré. En 1912, le pays connaît pourtant sa première grève générale. Mais la politique de laïcisation qu'elle conduit lui met à dos l'Église et une population restée majoritairement catholique. En 1910, les congrégations éducatives religieuses sont à nouveau expulsées, l'enseignement religieux interdit, les biens de l'Église nationalisés au profit de l'assistance publique, le mariage civil instauré et le divorce légalisé. En 1911, la séparation de l'Église et de l'État est proclamée. Enfin, le 21 août 1911, la nouvelle constitution est adoptée. Manuel de Arriaga devient président et nomme João Chagas chef du gouvernement. Ces changements se reflètent dans la vie culturelle particulièrement riche de l'époque (Fernando Pessoa, la revue Orpheu, Almada Negreiros, Mário de Sá-Carneiro…). Le cinéma connaît un grand succès dès ses débuts.

### Les divisions

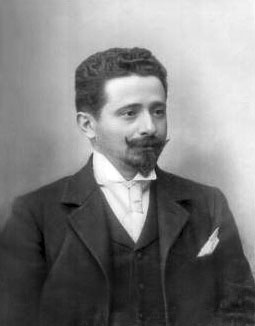
Afonso Costa.

Les divisions surgissent d'abord entre les vainqueurs eux-mêmes ; unis pour renverser la monarchie, ils se découvrent divisés sur la politique à suivre. Dès 1911, le Parti républicain se scinde en trois : le Parti démocratique d'Afonso Costa prônant des mesures radicales rapides, le Parti évolutionniste d'António José de Almeida et le Parti unioniste de Brito Camacho plutôt conciliant et modéré. Naissent alors de nouveaux débats stériles ; les controverses renversent les gouvernements et plongent le pays dans l'anarchie, condamnant le régime. Pas moins de huit présidents et une cinquantaine de gouvernements se succèdent en 16 ans. Cette agitation contraste avec l'apathie des masses populaires. Les espoirs mis dans la république s'évaporent. Les conflits sociaux se succèdent : alors que les partisans les plus radicaux du régime lui reprochent un manque de préoccupations sociales et syndicales, l'anticléricalisme du régime est devenu un défaut qui fait le succès des milieux conservateurs.
Il faut dire que de nombreux mouvements catholiques sont nés depuis le début du siècle en réaction aux politiques anticléricales (l'Intégralisme lusitanien, le Centre académique de la Démocratie chrétienne – CADC – dont fait partie un nommé Salazar, le Centre catholique portugais…). Leur action est d'autant plus efficace qu'elle rencontre le soutien des couches populaires. Beaucoup de ces groupes rejettent la démocratie, la république, le parlementarisme et le libéralisme, au profit d'un régime fort. Ils profitent de la guerre et de la colonisation de l'Afrique qui permet un retour des congrégations, l'urgence étant de faire face à la concurrence des missions protestantes étrangères. Enfin, les apparitions mariales de Fátima en 1917 sont à mettre au compte de ce combat contre la laïcisation du pays. Certains de ces groupes se joignent aux partis monarchistes (le Parti Légitimiste) pour réclamer le retour du roi sur le trône. Les partisans de Manuel II d'abord puis des descendants de Michel Ier lancent des expéditions depuis l'Espagne (en 1912 puis en 1915).

### La guerre et ses conséquences

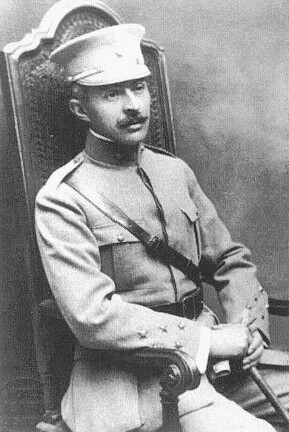
Sidónio Pais.

Devant les difficultés, le 1er janvier 1915, le président Manuel de Arriaga nomme un militaire, le général Pimenta de Castro, chef de gouvernement. Face à l'agitation, celui-ci reporte les élections et interrompt les travaux de l'assemblée. L'opposition est d'abord séduite mais les démocrates et les francs-maçons vont s'opposer violemment jusqu'à mettre fin à cette dictature de fait, cinq mois plus tard, lors du coup d'État du 14 mai 1915. Si la République entre en guerre malgré son pacifisme, c'est entre autres pour protéger le reste de son empire colonial. Il s'agit aussi de se démarquer de l'Espagne alliée des Allemands. Il faut dire que les monarchistes et les cléricaux sont davantage attirés par ces derniers pays que par une France laïque ou une Grande-Bretagne anglicane qui lorgne sur les colonies portugaises. Ce sera pourtant à la demande de ce dernier pays que le Portugal s'empare des 36 navires allemands mouillant dans ses eaux, amenant Berlin à lui déclarer la guerre en mars 1916. Un gouvernement d'union sacrée est nommé, mais l'effort de guerre aggrave la crise économique et le désordre pour porter au pouvoir un dictateur : le 5 décembre 1917, un coup d'État place Sidónio Pais à la tête du pays. Il instaure une Nouvelle République : l'assemblée est dissoute, le pouvoir du président renforcé (il doit même être élu au suffrage universel), les liens avec le Vatican renoués, les opposants poursuivis et la presse censurée. C'est le triomphe des germanophiles, opposés à l'intervention portugaise, et de la droite monarchiste et catholique, adeptes d'un régime fort.
C'est dans cette ambiance que le Corps Expéditionnaire Portugais (CEP), composé de 45 000 hommes, préparé par José Norton de Matos est envoyé en France. D'autres troupes sont envoyées en Angola et au Mozambique. Le CEP, commandé par Gomes da Costa, est gravement défait lors de la bataille de la Lys le 9 avril 1918. Sidónio Pais refuse d'envoyer des renforts dans les Flandres. Le Portugal a tout de même gagné sa place au côté des Alliés durant les négociations des traités de paix, ce qui lui permet d'obtenir des indemnités de l'Allemagne et une reconnaissance de ses possessions africaines. Avec la fin de la guerre, le pays se retrouve au bord de la faillite. La nouvelle du nombre de morts, le rationnement, l'épidémie de grippe espagnole, la répression, aggravent l'agitation sociale et renforcent le pouvoir des monarchistes et des réactionnaires. C'est dans ce climat que Sidónio Pais est assassiné le 14 décembre 1918. La classe ouvrière s'est renforcée avec la création de syndicats et la formation de la Confédération générale du travail en 1919. En 1921, est créé le Parti communiste portugais (PCP). Des groupes anarchistes et nihilistes adeptes de la propagande par le fait agissent à travers tout le pays. L'émigration vers le Brésil apparaît comme une porte de sortie et permet d'équilibrer la balance commerciale. Tout cela ajouté aux divisions politiques fait que, jusqu'en 1926, l'histoire de la république ne sera plus qu'une suite de coups d'État manqués, de mutineries et de crises gouvernementales.
Face à l'agitation, des juntes militaires se forment pour rétablir le calme. La nomination du nouveau gouvernement déclenche une réaction des monarchistes : des juntes militaires se forment au Nord et au Sud. Elles en appellent à un régime fort contre le retour de la « vieille république » née de la constitution de 1911. Le 19 janvier 1919, sous l'influence du groupe Integralismo Lusitano, elles proclament le rétablissement de la monarchie à Porto et à Lisbonne. Le mouvement dirigé par Paiva Couceiro, se répand dans le nord du pays : la « Monarchie du Nord » fonctionne un moment comme un territoire indépendant. Le 22 janvier, les juntes de Lisbonne se soulèvent mais sont encerclées par les troupes républicaines dès le 24. Celles-ci entrent dans Porto le 13 février et rétablissent la République dans tout le pays. Le nouveau gouvernement tente d'imposer le calme en renforçant les pouvoirs de la police (GNR). Cela ne fait que créer un nouveau facteur de déstabilisation du régime : les ministères tombent les uns après les autres. Le chef de la GNR est bientôt condamné pour corruption. On menace de désarmer cette police devenue trop puissante.
Alors que les conservateurs remportent les élections, dans la nuit du 19 octobre 1921, a lieu la noite sangrenta (la « nuit sanglante ») : la révolte est menée par le colonel Manuel Maria Coelho, Camilo de Oliveira et Cortês dos Santos, officiers de la GNR et du capitaine de frégate Procópio de Freitas. Plusieurs personnalités républicaines sont assassinées dont António Granjo, chef du gouvernement, Machado Santos et José Carlos da Maia. Règlement de comptes ou volonté d'aggraver le désordre, le fait est que le gouvernement démissionne. Les rebelles sont discrédités et la GNR désarmée. Le 27 novembre 1921, le Parti démocrate et le Parti libéral s'entendent sur un programme d'assainissement des finances et de retour à l'ordre public. Bien que les désaccords et les tentatives de coup d'État se poursuivent, les événements ont mis en évidence le besoin d'un régime fort inspiré du modèle italien. Le groupe Integralismo Lusitano inspiré des thèses de Charles Maurras voit son influence augmenter. Opposé à lui, le groupe Seara Nova tente de son côté de proposer des réformes pour le pays. Pourtant, tous deux s'accordent là-dessus. Même les milieux ouvriers finissent par se lasser des appels à la grève. L'armée et ses officiers auréolés du prestige de la guerre sont amenés de plus en plus souvent à intervenir dans la vie politique du pays et semblent les plus à même d'instaurer ce régime fort. En avril 1925, des militaires tentent déjà de prendre le pouvoir inspirés par la dictature militaire de Primo de Rivera en Espagne.

## La dictature

### La dictature militaire

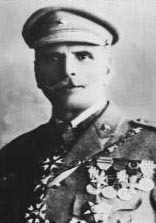
Le général Gomes da Costa.

Le 28 mai 1926, un coup d'État militaire dirigé par le général Gomes da Costa met fin à la République. Ce geste est d'abord un mouvement de révolte contre la corruption et la dégradation de la vie politique, maux associés au parlementarisme. Il n'est pourtant pas étranger aux idéologies fascistes venues d'Italie, d'Espagne et des associations catholiques (Intégralisme lusitanien, le CADC de Salazar…). Ainsi, le régime hésite longtemps sur la voie à suivre : les monarchistes espèrent un moment le retour du roi avant que celui-ci ne meure en 1932. La République survit donc sous une forme autoritaire. Mais elle va lentement évoluer. Le pouvoir reste d'abord aux mains des militaires : il est confié à Mendes Cabeçadas bientôt renversé par Gomes da Costa (17 juin), lui-même renversé par le général monarchiste João José Sinel de Cordes (9 juillet). Il nomme Óscar Carmona à la présidence.
Jusqu'en 1928, les dirigeants tentent de rétablir les finances sans y parvenir suscitant de nouveaux mécontentements et des mouvements sociaux, qui à leur tour renforcent l'autoritarisme et la répression. Le Portugal doit même se résoudre à demander l'aide de la Société des Nations. Cette éventualité est vécue comme une humiliation. Des révoltes éclatent ; l'échec de celle menée par les républicains en février 1927 les pousse à l'exil. Le climat s'apaise momentanément. Le 27 avril 1928, un nouveau gouvernement d'ouverture est nommé par Carmona, avec, pour la première fois, un certain António de Oliveira Salazar au poste de ministre des Finances. Considéré comme l'homme de la situation depuis la publication de son plan pour rétablir l'équilibre budgétaire, il accepte le poste à la condition d'avoir un droit de regard sur toutes les dépenses publiques. Il contrôle ainsi, de fait, toutes les initiatives ministérielles. C'est ainsi que, dès 1929, l'équilibre budgétaire est atteint et sera maintenu jusqu'à la guerre.

### L’Estado Novode Salazar

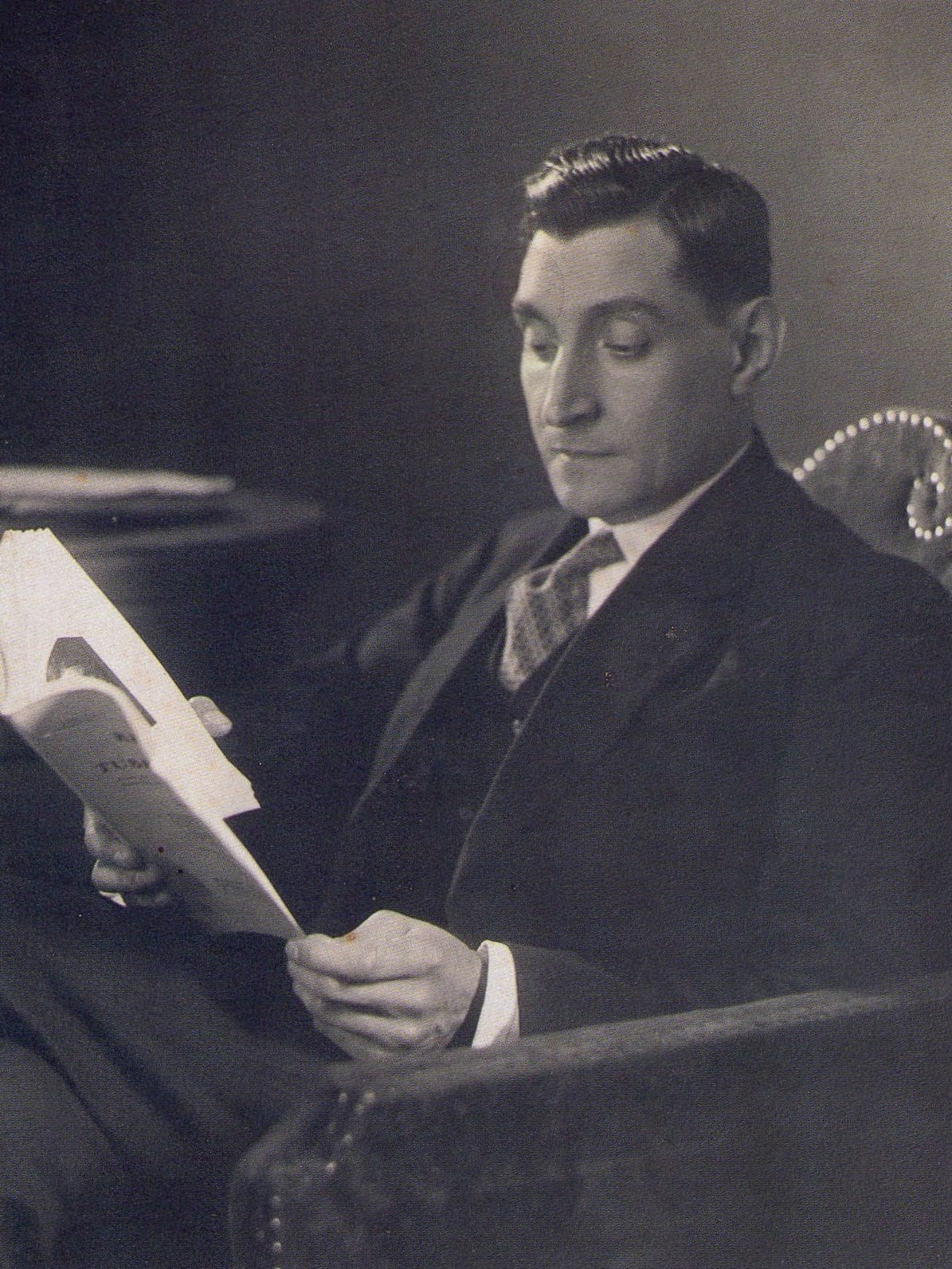
Antonio de Oliveira Salazar.

Salazar impose petit à petit son autorité sur le gouvernement jusqu'à détenir entre ses seules mains la destinée du Portugal pour les quatre décennies suivantes. Ancien professeur d'économie à l'université de Coimbra, issu des milieux catholiques conservateurs, sa pensée politique est un compromis entre les divers courants de droite : rejet du communisme, du libéralisme politique et économique, foi dans un État fort et autoritaire. Il est profondément conservateur, nationaliste, un nationalisme qui engendre une méfiance envers toute influence étrangère et alimente une nostalgie pour le milieu rural, considéré comme idéal. Il a le soutien des milieux financiers, des grands patrons, de l'Église, de l'Armée et des monarchistes. Il crée son propre parti en 1930 : l'Union nationale. Puis, en 1932, lors de discours qui ne concernent plus seulement la finance, il pose les principes du régime politique qu'il veut instaurer : antiparlementarisme, parti unique et système régulateur de l'économie (le conditionnalisme économique). La même année, il est nommé président du Conseil tout en conservant le portefeuille des Finances.
En 1933, la nouvelle constitution portugaise, l’Estado Novo, entre en vigueur. De teneur présidentielle, elle admet l'existence d'une Assemblée nationale et d'une Chambre Corporative composée par des éléments liés à des corps de métiers. Dans la pratique, le président est une figure inconsistante, l'Assemblée nationale est occupée par des partisans du régime et le pouvoir est concentré entre les mains de Salazar. Les syndicats et les anciens partis politiques disparaissent, à l'exception du Parti communiste portugais (fondé en 1921), qui passe dans la clandestinité et dont les dirigeants sont durement persécutés par la police politique (appelée d'abord la PVDE, puis la PIDE). La censure, rétablie en 1926, est renforcée et les grèves interdites. En 1936, sont créés la « Légion portugaise » et la « Jeunesse Portugaise », dont le but est d'encadrer la population et d'inculquer aux jeunes du pays les idées du régime. Salazar apporte son soutien à Franco avec l'intervention des Viriatos aux côtés des troupes franquistes. En 1940, un concordat signé avec l'Église lui restitue ses biens et renoue les liens avec le Vatican. Jusqu'en 1937, divers mouvements essaient de renverser le régime sans y parvenir : Salazar échappe à un attentat le 4 juillet 1937. Son pouvoir augmente et il finit par gouverner seul, se considérant comme le « guide de la nation ».
Pendant la Seconde Guerre mondiale, le Portugal reste neutre : tout en se rapprochant de l'Allemagne et de l'Espagne (avec la signature du traité d'amitié et de non-agression ou Pacte Ibérique de 1939) afin de mieux échapper à la tutelle anglaise, il vend des matières premières qui servent à la construction du matériel de guerre et assurent une certaine prospérité au pays. En 1943, il cède aux Alliés une base militaire aux Açores. Le régime vit son apogée : les 800 ans du pays et les 300 ans de la restauration donnent lieu à des célébrations grandioses visant à glorifier le passé. La fin de la guerre laisse penser que le pays va suivre le mouvement de libération qui souffle sur l'Europe. Mais ce n'est que sous la pression que le régime s'assouplit légèrement : lors des élections de 1945, les groupes politiques sont autorisés même s'ils restent peu audibles. La censure se fait moins forte. Le pays connaît une grande effervescence politique qui révèle un mécontentement général. Le parti unique ne doit finalement sa victoire qu'au retrait de l'opposition. Ces élections permettent surtout à la PIDE de repérer les opposants. Dès lors, le régime et la répression se durcissent. Les élections suivantes, sur le même modèle, permettent également de donner le change à l'étranger. Celles de 1949 voient l’opposition s'unir autour de José Norton de Matos. Sa campagne vigoureuse, pendant laquelle il dénonce la répression et la censure, fait trembler le régime sur ses bases. Mais une fois encore, la loi électorale oblige Norton de Matos à se retirer. L'opposition ne retrouvera pas de sitôt une telle union. Surtout que pour les États-Unis, le régime apparaît bientôt comme un rempart au communisme. En 1949, le Portugal entre dans l'OTAN et en 1955 à l'ONU.
Sa politique coloniale suscite bien quelques critiques à l'étranger qui l'amène à changer la constitution, à créer un statut des indigènes. On parle désormais de « provinces ultramarines »,. Dans les années 1920 et 1930, le régime colonial avait instauré un système racial séparant les Africains « assimilés », qui ont reçu les bases d'une éducation leur permettant éventuellement d'occuper une place dans l’administration coloniale, des autres indigènes, privés de droits et soumis au travail forcé, séparatisme qui ne sera aboli qu'en 1962. Au lendemain de la Seconde Guerre mondiale, les colonies sont encore très peu développées : à Sao Tomé-et-Principe aucun lycée n'a encore été ouvert, tandis qu'en Angola et au Mozambique les seules institutions ouvertes en annexes à l'université de Coimbra sont destinées aux fils de colons. Dans les île du Cap-Vert, les sécheresses chroniques dues à la déforestation entraînent des famines régulières, accentuées par l'absence d'aide alimentaire. Entre 1941 et 1948, on compte ainsi près de 50 000 morts, soit le tiers de la population.
À la mort de Carmona, le candidat de Salazar, Francisco Craveiro Lopes, est élu président sans difficulté en 1951. Le régime engage une grande politique de travaux publics, avec des hausses de salaire ; dans le même temps, la répression se durcit à mesure que Salazar s'isole : arrestations arbitraires, tortures… En 1958, le régime vit une nouvelle crise: les critiques surgissent cette fois de la nouvelle génération issue de son camp. Pour les élections, Craveiro Lopes est même écarté au profit d'Américo Tomás et l’opposition s'unit autour d’Humberto Delgado qui semble un moment en mesure de l'emporter. Le fonctionnement du scrutin ne lui laisse aucune chance. Après les élections, il est obligé de se réfugier au Brésil. L'agitation ne cesse pas. Dans les années 1960, le Portugal connaît une forte vague d'émigration. Une émigration qui change de nature : ce ne sont plus des colons partant pour l'Afrique, des aventuriers partant faire fortune au Brésil ou des opposants politiques. Cette fois les destinations principales des Portugais à la recherche de meilleures conditions de vie, sont la France et l'Allemagne de l'Ouest. Le régime essaie de freiner cette émigration, qui fragilise une économie reposant en grande partie sur une main d'œuvre bon marché. D'un autre côté, la source de devises qu'elle représente pour le pays oblige le régime à adopter une position ambigüe.
Les contestations viennent bientôt de milieux proches du pouvoir : en janvier 1961, des exilés politiques, menés par Henrique Galvão et Humberto Delgado, capturent le paquebot Santa Maria. Le 10 novembre 1961, le détournement d'un avion entre Casablanca et Lisbonne, l'opération Vagô, sert à distribuer des pamphlets anti-salazaristes. C'est la première action de ce genre dans le monde. La même année, le ministre de la Défense, Botelho Moniz, tente un coup d'État. L'occasion lui est offerte par le massacre de colons portugais en Angola, le 15 mars 1961. Cet événement va marquer le début des Guerres coloniales portugaises, en Angola, en Guinée et au Mozambique. Tandis que les pressions internationales poussent le pays à entamer une décolonisation, les partisans d'une solution pacifique se voient écartés par Salazar et l'opinion publique portugaise pour qui cette solution est tout simplement impensable. Les guerres coloniales, qui durent de 1961 à la révolution des Œillets, en 1974, coûtent la vie à 14 000 portugais (de plus, au moins 20 000 soldats reviendront handicapés ou mutilés, généralement du fait des mines, et plus de 140 000 resteront traumatisés). Coté africain, le bilan est encore plus considérable : 100 000 morts, majoritairement civils. La guerre s'accompagne de massacres perpétrés contre les civils par l’armée régulière et les commandos et de l'utilisation récurrente de napalm et de mines antipersonnel.
Les mouvements indépendantistes se propagent dans les colonies portugaises : le 19 décembre 1961, les troupes indiennes envahissent les territoires portugais de Goa, Daman et Diu (Opération Vijay). L'affaire est vécue comme une tragédie nationale : l'empire et la grandeur du pays sont menacés. La métropole réagit en portant à deux ans la durée du service militaire dans les territoires outremer. Salazar tente de faire taire les critiques internationales en autorisant les investissements étrangers dans le pays et les colonies et en développant l'enseignement dans les colonies. En même temps, il encourage l'émigration vers les colonies afin d'augmenter la présence portugaise. Les colonies assurent des débouchés à l'industrie portugaise mais accentuent d'autant la dépendance de la métropole. En 1962, un mouvement étudiant parti de Lisbonne secoue fortement le pays. Le recteur de l'université de Coimbra, Marcelo Caetano, acquiert une certaine popularité en dénonçant l'atteinte à l'autonomie des universités. La répression est forte mais les facultés deviennent des foyers d'opposition. Cette fin de règne marquée par la contestation interne et internationale coïncide avec les problèmes de sénilité de Salazar. La division règne dans le parti, la censure et la PIDE contrôlent tout. La répression est très forte. En 1965, Humberto Delgado est assassiné. La responsabilité du régime ne fait aucun doute. En 1968, c'est Mário Soares qui est déporté à São Tomé.

### L'ouverture marceliste

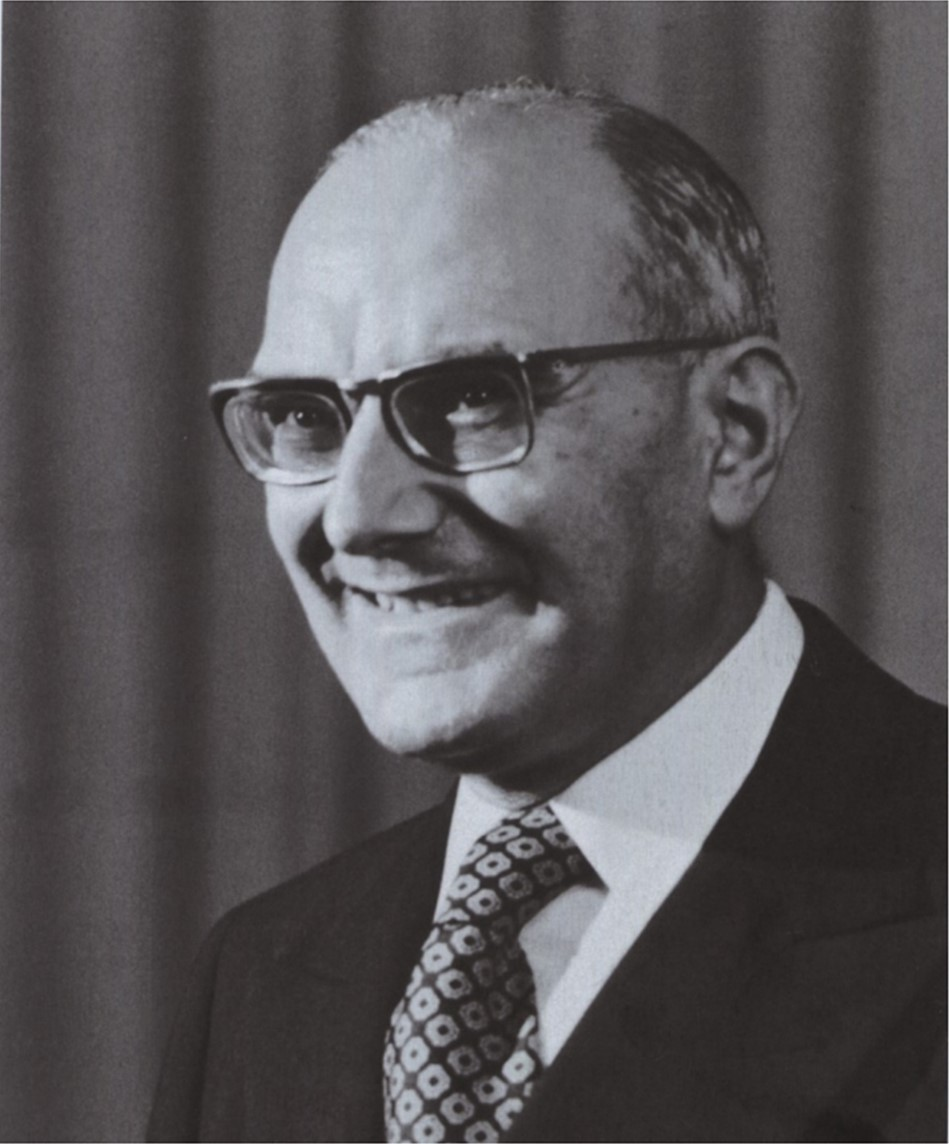
Marcelo Caetano.

En 1968, Salazar est victime d'un accident vasculaire cérébral et écarté du pouvoir. Le président nomme Marcelo Caetano (1906-1980) à la tête du gouvernement (23 septembre 1968). Celui-ci a le soutien des courants réformistes du régime. L'attente est grande et Caetano est conscient du besoin de changement. Mais, surveillé par les milieux conservateurs, malgré quelques concessions à l'opposition, il n'ose pas entamer les réformes de fond : sur le plan des libertés, il supprime les pleins pouvoirs de la PIDE, modère la censure, autorise les réunions de l'opposition ; sur le plan économique, il se tourne vers l'Europe et ouvre le pays aux investissements étrangers. Il s'engage même vers une autonomie des colonies. Mais ces tentatives de moderniser le pays s'accordent mal avec la poursuite de la guerre coloniale. Le régime ne change pas, le gouvernement non plus et les troupes continuent d'être envoyées en Afrique. Cela provoque une nouvelle vague d'émigration. Même si l'opposition est présente lors des élections de 1969, le fonctionnement des élections ne lui laisse aucune chance d'être représentée. L'abstention est très forte. Des dissensions surgissent au sein du parti majoritaire. Dans ce système, la contestation efficace ne peut venir que des proches du régime : ce n'est donc pas un hasard si les militaires qui ont instauré ce régime seront aussi les premiers à véritablement le remettre en cause. Directement impliqués en Afrique, ils se rendent bien compte que l'obstination absurde de ce régime, à contre-courant de l'histoire, pour sauvegarder les restes d'un Empire met en péril des vies humaines et l'économie nationale. Pour eux, la solution à ce conflit est forcément politique.
La contestation vient également des milieux les plus éduqués : les grèves étudiantes entre 1968 et 1970 sont d'une grande ampleur. La situation du pays s'aggrave encore en 1972 et 1973 : le pays est touché par la crise mondiale. Le prestige de l'armée est mis à mal par les guérillas indépendantistes africaines. Certains officiers supérieurs soupçonnent même le régime de vouloir jouer le pourrissement du conflit pour leur faire porter le chapeau de la défaite. Le mal-être de l'armée augmente. Des milieux catholiques surgissent des voix discordantes. Si la répression politique et la censure touchent surtout les milieux intellectuels, la guerre finit par toucher toutes les familles. Le mécontentement augmente. En juillet 1973, deux décrets visant à faciliter l'avancement au sein de l'armée afin de parer au déficit de candidats provoque la colère de certains capitaines. Cette colère donne naissance à un mouvement de contestation, d'abord corporatiste mais qui se politise : le Mouvement des Forces armées (MFA). En 1974, les choses se précipitent avec la sortie d'un livre : le prestigieux gouverneur de Guinée, António de Spínola, grand militaire, jusque-là proche du régime et ne pouvant être soupçonné de lâcheté, remet en question les choix stratégiques en Afrique sans pourtant appeler à la fin du régime. Il démissionne de son poste en septembre 1973. La publication de son livre Portugal e o Futuro (Le Portugal et son avenir) fait grand bruit. Ses prises de positions font tomber un tabou et ouvrent la voie à d'autres. Il est bientôt démis de ses fonctions.
Le MFA se réunit à plusieurs reprises ; les réunions sont houleuses car les officiers se divisent sur la voie à suivre: le coup d'État ou la voie légaliste? Cette dernière reste majoritaire. Costa Gomes et Spínola sont d'ailleurs choisis comme chefs du mouvement. Une commission est chargée d'élaborer un programme politique. Une première tentative de coup d'État à Caldas da Rainha échoue le 16 mars 1974. Il est difficile de savoir qui prend l'initiative de cette action. Ce qui est certain c'est que la voie légale est oubliée. Le vote du programme politique du MFA rassure ceux qui craignaient le retour d'une dictature militaire. Deux jours auparavant, Caetano reçoit les officiers des forces armées afin de s'assurer de leur soutien : l'absence de Spínola et de Costa Gomes atteste de la condamnation du régime. Le retrait des décrets polémiques n'a pas ramené le calme dans les troupes.

## La révolution des Œillets

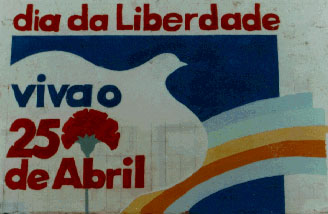
Hommage au 25 avril 1974.

Le 25 avril 1974, au petit matin, le régime salazariste est renversé par un coup d'État militaire. Arrivé à bout, sans soutien, il ne résiste pas longtemps. Tout le monde est surpris par le soutien populaire qui légitime cette action. Marcelo Caetano se rend à la condition de transmettre le pouvoir à un officier. Il remet sa démission à 18 heures au général António de Spínola. Le pouvoir est confié à la Junte de salut national qui doit gouverner jusqu’à la constitution d’un gouvernement provisoire. Les membres sont choisis parmi les différents corps de l’Armée. Ils sont choisis pour leur prestige et n'adhèrent pas forcément au programme du MFA. Les premiers moments d'euphorie générale qui culmine lors de la célébration du 1er mai, voient la libération des prisonniers politiques, le retour triomphal des opposants exilés (Mário Soares du Parti socialiste et Álvaro Cunhal du Parti communiste) et la fin de la censure. Mais le ver est dans le fruit. L'objectif commun des protagonistes — en finir avec ce régime et la guerre — ne suffit plus à préserver leur unité. Les divisions sont profondes en ce qui concerne la voie à suivre. D'un côté, on trouve le MFA (Mouvement des Forces armées), regroupant les jeunes officiers à l'origine du coup d'État, dont Otelo Saraiva de Carvalho ou Salgueiro Maia. Leur programme prône un changement radical, très à gauche, que l'on peut résumer par le triptyque « démocratiser, décoloniser, développer ». De l'autre, un vieux général qui assume la présidence de la république. Il représente la légitimité du mouvement et rassure les milieux conservateurs qui craignent les débordements populaires. Lui, défend un retour à la normale progressif basé sur les anciennes institutions. Il préconise aussi d'unir les colonies africaines dans une fédération portugaise à l'image du Commonwealth. Le conflit est inéluctable.
Cette divergence sur la voie à suivre est à l'origine d'une période de grande agitation politique de deux ans, communément appelée PREC (Processus révolutionnaire en cours) et marquée par une vague d'attentats. Le 25 avril au soir, le général cherche à remettre en cause l'idée d'autodétermination immédiate pour les colonies et le programme économique du MFA. Celui-ci le prend de vitesse en divulguant son programme dans la presse afin d'obtenir le soutien populaire et d'empêcher toute remise en cause de ce plan : celui-ci propose d'instaurer une démocratie dans laquelle les militaires doivent céder la place aux partis politiques. Cela rassure le pays et assure dès lors un soutien populaire au MFA. Dès lors, on craint une réaction de la droite militaire. L’indiscipline règne dans l’Armée et toute la hiérarchie militaire en est bouleversée. Une course s'engage entre le MFA et le général pour imposer ses vues auprès de la population. Le pays connaît une véritable explosion sociale : manifestations, grèves, occupation d'usines. Le 16 mai 1974, un premier gouvernement provisoire est nommé dirigé par Adelino da Palma Carlos. Il comprend des figures des principaux partis politiques comme Mário Soares (Parti socialiste), Álvaro Cunhal (Parti communiste) et Francisco Sá Carneiro (Parti social-démocrate). Les dissensions sont trop fortes pour mettre en place une politique et, considérant n'avoir aucune marge de manœuvre, Palma Carlos démissionne.

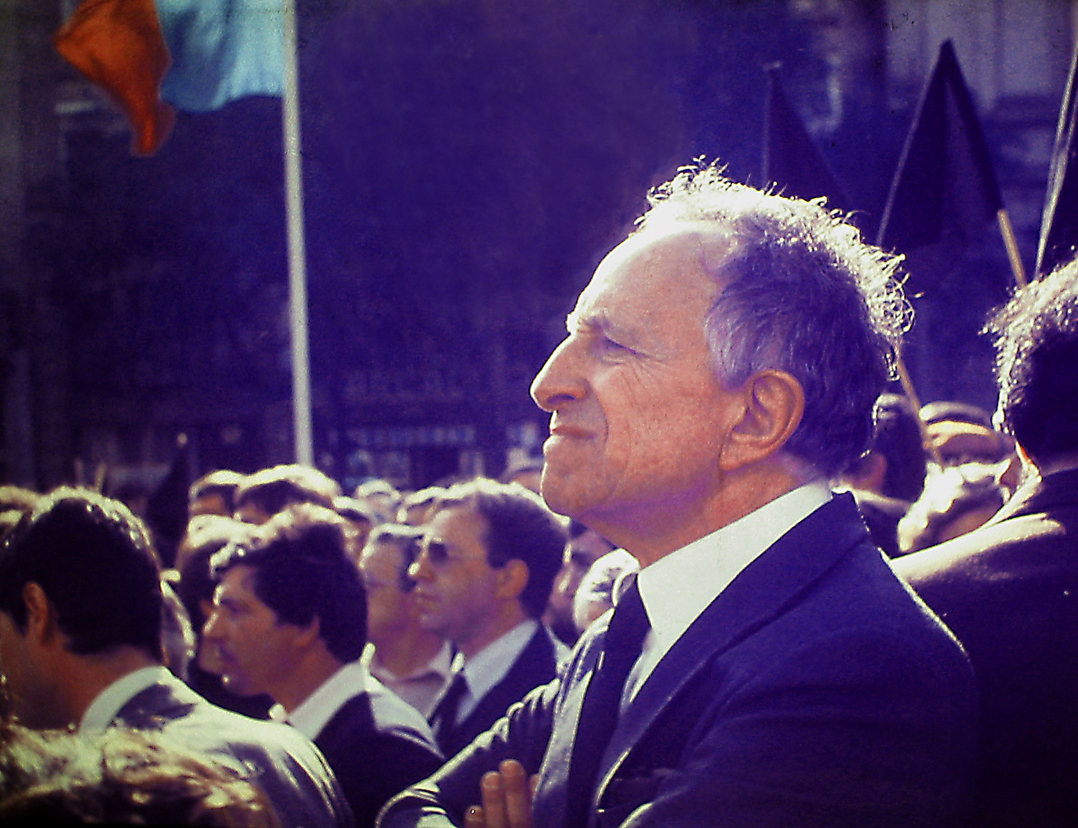
Vasco dos Santos Gonçalves.

Le MFA décide de reprendre les choses en main en nommant un proche au poste de premier ministre : le général Vasco dos Santos Gonçalves. Il met également en place le COPCON (Commandement Opérationnel du Continent), dirigé par Otelo Saraiva de Carvalho et chargé de maintenir l'ordre et de s'assurer de l'application du programme du MFA. Le but est clairement de limiter l'action du Président de la République. Lors d'un discours resté célèbre, le 10 septembre 1974, Spínola en appelle à la majorité silencieuse pour faire face aux extrémistes qui veulent imposer leur voie au pays. Son appel provoque une réaction inverse à celle attendue : la gauche se mobilise contre ce qu'elle considère comme une menace réactionnaire. Spínola démissionne en prédisant le pire pour le pays. Rien ne peut plus arrêter l'émancipation des colonies : le 10 juillet 1974, le vote de la loi constitutionnelle reconnaît le droit à l'autodétermination et l'annulation de l'article I de la constitution déclarant que ces terres sont partie intégrante du Portugal. Le 10 décembre, la Guinée-Bissau déclare son indépendance, suivie du Mozambique (25 juin 1975), du Cap-Vert (5 juillet 1975), de São Tomé et Principe (12 juillet 1975) et de l'Angola et de Cabinda (11 novembre 1975). Même si ces pays tombent dans la sphère d'influence de l'Union soviétique, le Portugal réussit à préserver ses relations avec eux. Les élections pour l'Assemblée Constituante sont prévues pour le 25 avril 1975. L'union sacrée a disparu. C'est alors qu'éclate un coup d'État dans lequel se trouve impliqué Spínola (11 mars 1975). Le COPCON maîtrise rapidement la situation contraignant le général à l'exil. Cet événement provoque une radicalisation de la révolution : le MFA impose une nationalisation des banques et des compagnies d'assurance, puis de la sidérurgie, de l'électricité et des transports.

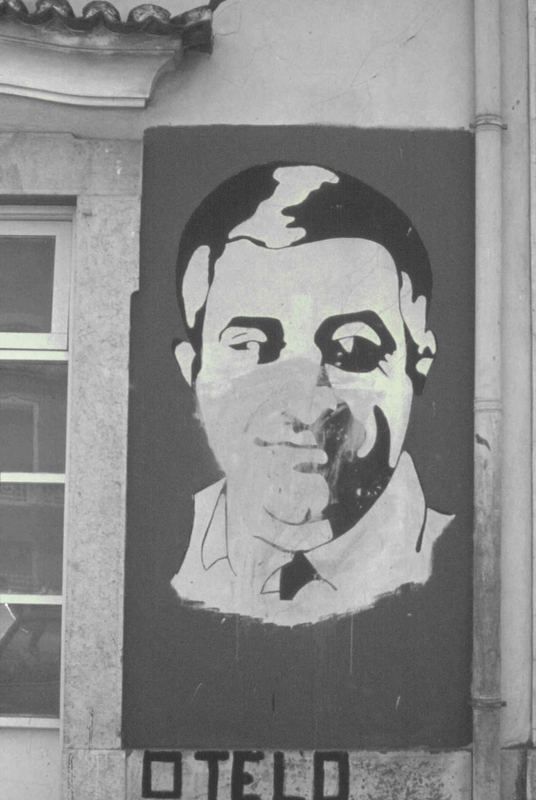
Otelo Saraiva de Carvalho.

On a désormais d'un côté le MFA soutenu par l'extrême gauche et de l'autre les modérés (le PS à gauche et le PSD à droite). Le MFA impose à tous les partis sa domination sur la vie politique durant une période de transition de cinq ans. Les idées révolutionnaires sont diffusées dans la population par les forces armées (COPCON) et l'extrême gauche (LUAR) : cela passe par une campagne d'alphabétisation, des assemblées de quartiers, des occupations d'entreprises et d'exploitations agricoles… Avec une participation très forte, les élections voient pourtant la victoire du PS et le rejet de l'extrême gauche. Néanmoins, le gouvernement reste en place : les nationalisations et la réforme agraire se poursuivent, les salaires sont augmentés… Le non-respect des élections oblige les ministres socialistes, à démissionner, suivis bientôt des ministres socio-démocrates. Le pays est au bord de la guerre civile. Le 26 juillet 1975, dans l'attente de la formation d'un nouveau gouvernement, est mis en place un triumvirat doté de tous les pouvoirs et composé des généraux Francisco da Costa Gomes, Vasco dos Santos Gonçalves et Otelo Saraiva de Carvalho. La division entre radicaux et modérés se reflète à présent au sein même du MFA. Le Parti communiste, isolé, prend ses distances avec le gouvernement. Sans soutien, le chef du gouvernement démissionne le 29 août 1975. Il est remplacé par l'amiral José Pinheiro de Azevedo, qui rassemble des modérés autour de lui. Mais l'agitation se poursuit : grèves, manifestations, mises à sac… L'Armée est complètement désorganisée. Le mois d'octobre est marqué par des attentats : le 7 novembre, un groupe de parachutistes fait exploser l'émetteur de Radio Renascença ; le 13, des ouvriers en grève prennent 250 députés et le Premier ministre en otage. Celui-ci démissionne le 20 novembre. Le 21 novembre 1975, une décision met le feu aux poudres : Otelo de Carvalho, jugé trop marqué à l'extrême gauche, est remplacé au poste de commandement de la région de Lisbonne. Le 25 novembre 1975, des unités de parachutistes tentent un soulèvement qui échoue. Otelo de Carvalho et le reste de l'Armée refusent d'y prendre part. L'état d'urgence est proclamé, qui provoque un véritable choc dans le pays.

## L'installation de la démocratie

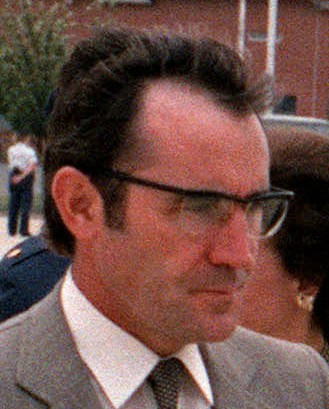
António Ramalho Eanes.

L'insurrection du 25 novembre 1975 annonce la fin du processus révolutionnaire et du rôle du MFA dans la vie politique. C'est la victoire des modérés. Le pays entre dans une phase de normalisation avec l'adoption de la constitution, le 2 avril 1976 (qui se propose d'établir une démocratie socialiste), l'élection de Ramalho Eanes (1935-) à la tête de l'État et la nomination du gouvernement socialiste de Mário Soares. L'Armée est réorganisée et subordonnée au pouvoir civil. Ce nouveau gouvernement doit faire face à une terrible crise économique, accentuée par l'arrivée de 700 000 rapatriés d'Afrique. Soares entreprend une politique d'austérité tout en faisant appel à l'aide internationale. Cette aide s'accompagne de conditions drastiques avec l'objectif de rétablir l'équilibre des comptes publics. Il amorce par ailleurs une politique visant à intégrer au plus vite la CEE. Malgré tous ces efforts la crise mondiale ne permet pas de rétablir les finances et d'améliorer la situation économique. Le projet de réforme agraire qui continue de diviser la gauche et agite les campagnes finit par provoquer une véritable crise politique : le Parti communiste, fortement opposé au projet, ajoute ses voix à la droite pour destituer le gouvernement.
En 1978, la crise politique se prolongeant, le président finit par trouver un compromis en intégrant trois personnalités de droite au gouvernement de Soares. Cette coalition ne tient pas longtemps. En juillet, le président démet le Premier ministre. Trois gouvernements se succèdent à son initiative. Cette instabilité traduit la fragilité des institutions et l'incertitude sur la voie à suivre. On craint une présidentialisation du régime. La situation économique tend néanmoins à se stabiliser. Les élections de 1979 et 1980 voient la victoire d'une coalition de droite menée par Francisco Sá Carneiro et affirment clairement le rejet d'un régime présidentiel : une révision de la constitution est engagée dans ce sens. Celle-ci, adoptée le 12 août 1982, permet de limiter le rôle des militaires et du président de la République dans la vie politique. Elle instaure un régime parlementaire et supprime toute référence au socialisme. Le gouvernement à beau remettre en cause certains acquis de la révolution, il remporte quelques succès dans sa lutte contre le chômage et l'inflation. Pourtant le conflit avec la gauche et le président est inévitable. Des grèves secouent le pays. Aux présidentielles de décembre 1980, Ramalho Eanes est réélu grâce à son image d'homme intègre.
L'instabilité politique se poursuit : à Sá Carneiro, disparu dans un accident d'avion provoqué pour les uns par un manque d'entretien, pour les autres par un attentat terroriste, succède Francisco Pinto Balsemão avant de démissionner une première fois le 11 août 1981. Cette fois, la contestation vient de sa propre coalition. La situation économique est à nouveau difficile. Eanes lui demande de former un autre gouvernement. Le nouveau gouvernement propose un plan d'austérité. Pinto Balsemão démissionne à nouveau le 20 décembre 1982 après un échec relatif aux élections municipales. Les législatives anticipées de 1983 signent le retour de Mário Soares : refusant l'alliance avec les communistes, il devient le chef d'une coalition droite (Parti social-démocrate)-gauche (Parti socialiste). La situation économique et sociale est toujours aussi préoccupante. Mário Soares reprend la politique d'austérité afin d'obtenir la confiance des milieux financiers. De larges secteurs de l'économie sont ouverts aux capitaux privés.
Les succès sont mitigés : le déficit budgétaire se réduit mais le chômage reste important. Les commémorations des dix ans de la révolution se font dans un climat d'amertume et une certaine nostalgie du salazarisme. Durant ces années, le pays est touché par des attentats organisés par le groupe d'extrême-gauche FP-25 (Forces Populaires du 25 avril). En 1984, plusieurs de ses membres sont arrêtés, dont Otelo Saraiva de Carvalho, figure historique de la révolution. Cette arrestation très contestée provoque l'émoi de la population. L'éclatement de la coalition PS-PSD en 1985 est surtout le fait de la droite en pleine réorganisation : le principal opposant à Pinto Balsemão, Aníbal Cavaco Silva, prend sa place à la tête du parti de droite. Il dénonce aussitôt l'alliance avec le PS, provoquant le départ des ministres socio-démocrates et la démission de Mário Soares. Après les législatives d'octobre 1985, la droite, menée par Aníbal Cavaco Silva, revient au pouvoir avec une marge de manœuvre restreinte en l'absence de majorité absolue. Le parti de l'ancien président (PRD) prend la tête de l'opposition à sa politique. En avril 1987, il réussit à renverser le gouvernement par une motion de censure. Des élections anticipées sont alors organisées qui non seulement confirment les résultats précédents mais renforcent le parti au pouvoir.

## L'entrée dans la Communauté économique européenne

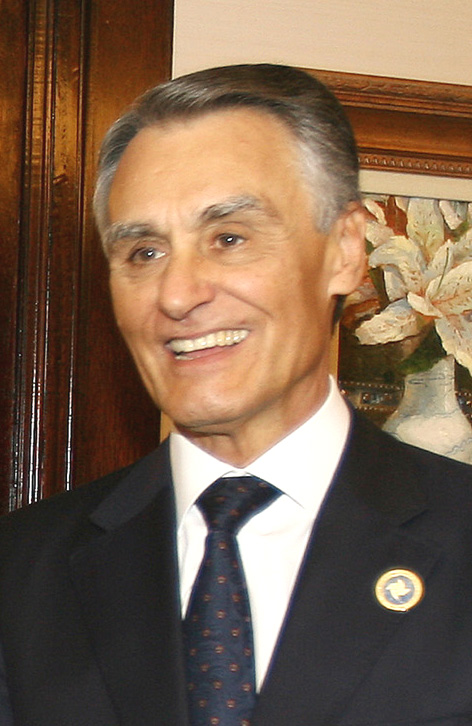
Aníbal Cavaco Silva.

Le 12 juin 1985, le Portugal signe son adhésion officielle aux Communautés européennes. Cette adhésion impose au pays de profonds ajustements pour rattraper son retard économique. Cette nouvelle période est marquée par l'élection, pour la première fois depuis 60 ans, d'un civil à la tête de l'État : Mário Soares est élu le 16 février 1986. La majorité absolue obtenue par le PSD en 1987 permet par ailleurs une stabilisation durable de la vie politique. Le pays connaît une forte croissance. Il bénéficie des fonds structurels européens qui lui permettent de rattraper son retard. Mais l'entrée dans la Communauté européenne impose aussi une politique d'austérité. Le gouvernement d'Aníbal Cavaco Silva mène une politique de libéralisation économique et beaucoup d'entreprises sont privatisées. Cela passe obligatoirement par une nouvelle révision constitutionnelle votée en juillet 1989. Avec la fin de la réforme agraire c'est encore un acquis de la révolution qui disparaît. Les élections de 1991 confirment encore la domination du PSD. Mais les tensions avec le président Mário Soares, réélu lui aussi, se multiplient à partir de cette date. Jusqu'en 1995, elles accompagnent les tensions sociales conséquences de la politique de rigueur.
Après 10 ans de pouvoir, la contestation à l'intérieur du PSD précipite la chute de Cavaco Silva. Le Parti socialiste manque de peu la majorité absolue aux législatives de 1995 : António Guterres devient premier ministre et Jorge Sampaio est élu président de la République. L'entrée dans l'euro impose néanmoins la poursuite de la rigueur économique. Les déçus du socialisme n'empêchent pas Guterres d'être reconduit en 1999. Les dernières années ont changé le pays de manière radicale. Le succès de l'exposition universelle de 1998 à Lisbonne (Expo '98) est un moment important de communion nationale. Malgré la disparition des derniers vestiges de l'Empire, avec la rétrocession de Macao à la Chine en 1999, le pays a su retrouver sa fierté. En 2000, le Portugal réussit à faire partie des pays adoptant la monnaie unique (l'euro). Enfin, en 2004, le pays parvient à organiser le Championnat d'Europe de football. Si Jorge Sampaio est réélu président de la République (14 janvier 2001), les législatives anticipées de 2002 voient la victoire du PSD qui forme une coalition de gouvernement avec le CDS-PP (droite). L'année 2005 voit la victoire aux élections législatives, à la majorité absolue, du Parti Socialiste (PS) portugais alors qu'Aníbal Cavaco Silva devient président de la République en 2006 ouvrant une nouvelle période de cohabitation.

### Crises
En 2009, de nouvelles élections législatives confirment la domination du PS portugais même si celui-ci n'a plus la majorité absolue. En effet, un premier plan d'austérité a mis à mal son autorité. Il faut dire que la situation financière du pays est critique. Le déficit public est passé en un an de 2,7 % à 9,4 % du PIB. Bien que 2010 voit le déficit se réduire, l'effort reste encore trop faible malgré les discours du gouvernement qui affirme le contraire. Par ailleurs l'agitation sociale gagne le pays. En mars 2011, la réalité le rattrape et le premier ministre José Sócrates annonce un nouveau plan d'austérité pour faire face aux conséquences de la crise économique. L'opposition et le Président récusent les mesures préconisées ainsi que la méthode utilisée. José Socrates décide alors d'engager sa responsabilité sur le Pacte de Stabilité et de Croissance nationale auprès du parlement.
Son gouvernement compte en effet sur la responsabilité de l'opposition pour ne pas ajouter une crise politique à la crise économique et sociale du pays. Mais son plan est rejeté par tous les partis politiques (à gauche comme à droite) et Socrates n'a pas d'autres choix que de présenter sa démission (23 mars 2011). Le Président dissout l'assemblée et convoque des élections pour le 5 juin 2011. Avant même d'attendre le résultat des élections le gouvernement fait appel à l'aide européenne. En contrepartie un plan d'austérité drastique (privatisations, baisse des salaires de la fonction publique, plafonnement des aides sociales, augmentations des taxes)… est annoncé qui engage le prochain gouvernement quel qu'il soit. L'opposition remporte les élections législatives.

### Galerie de dirigeants récents
Présidence

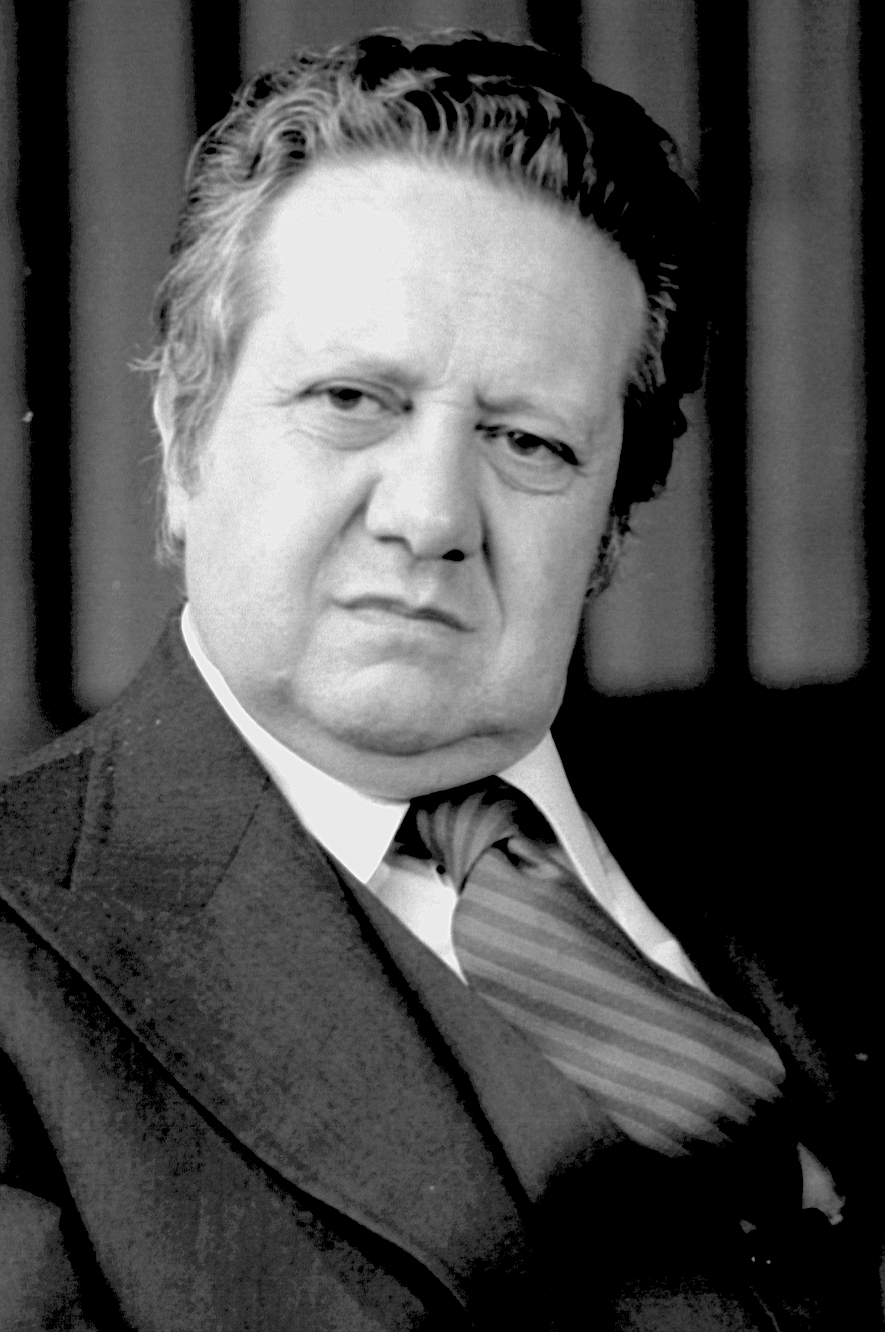
Mário Soares 1986-1996.
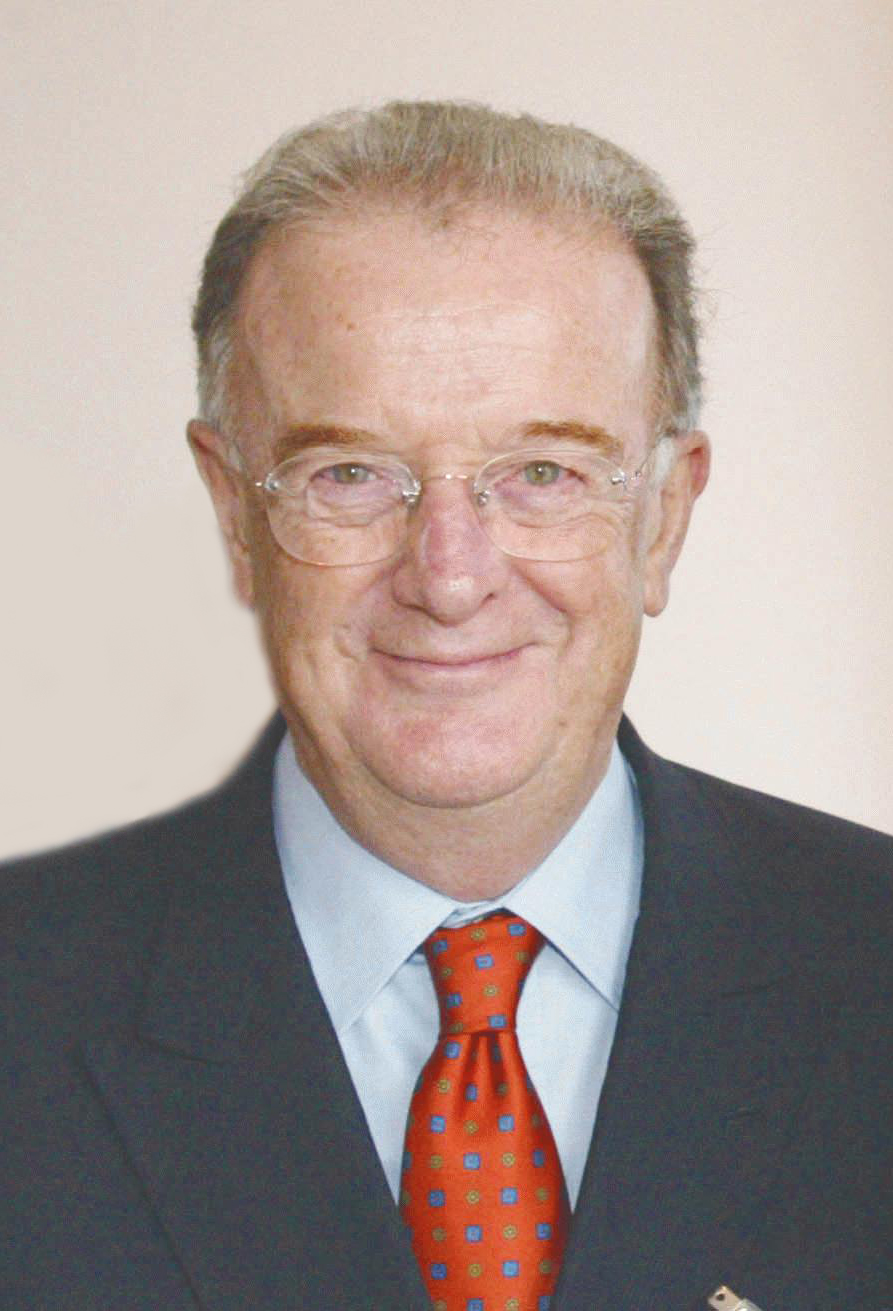
Jorge Sampaio 1996-2006.
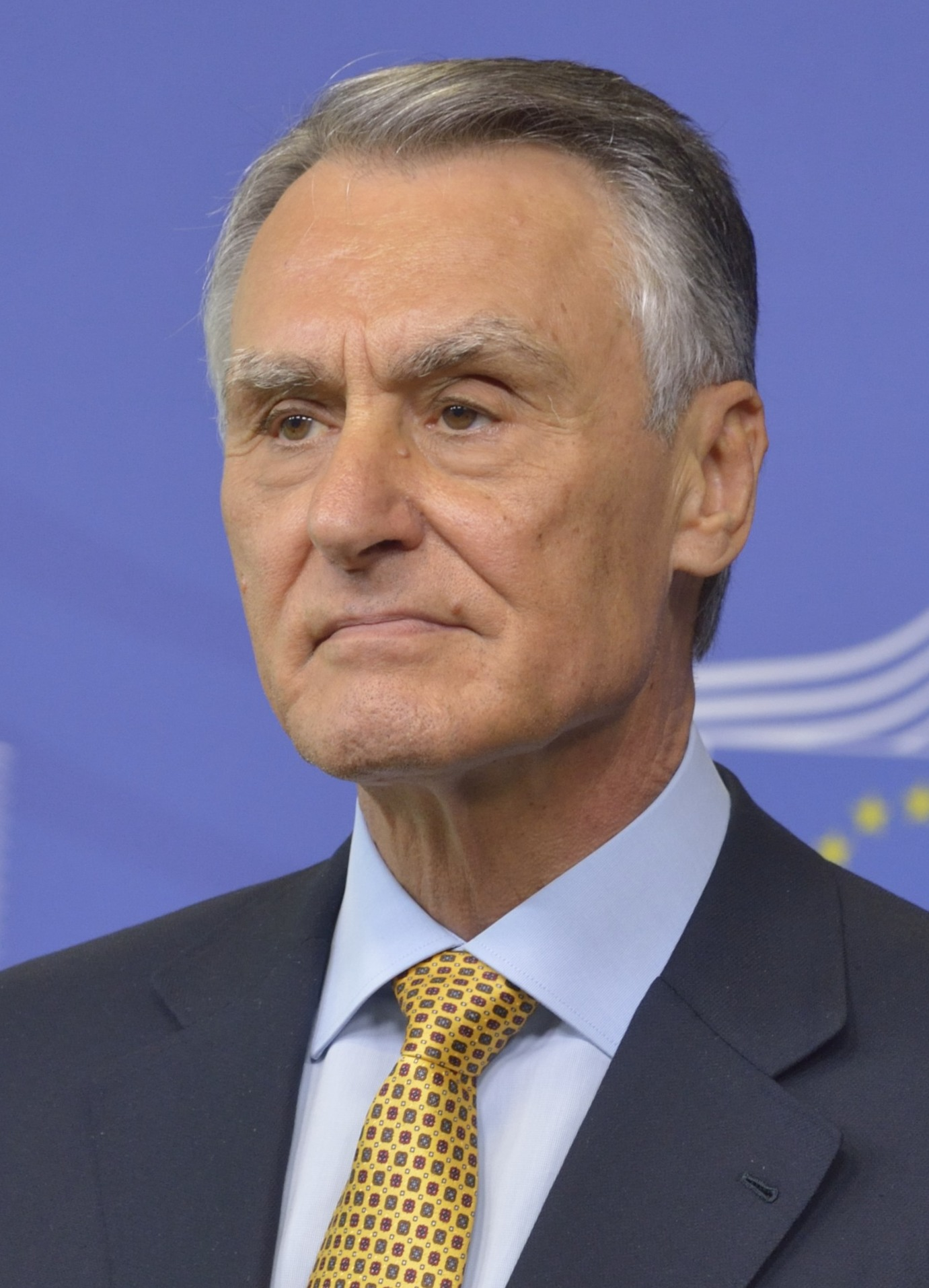
Aníbal Cavaco Silva 2006-2016.
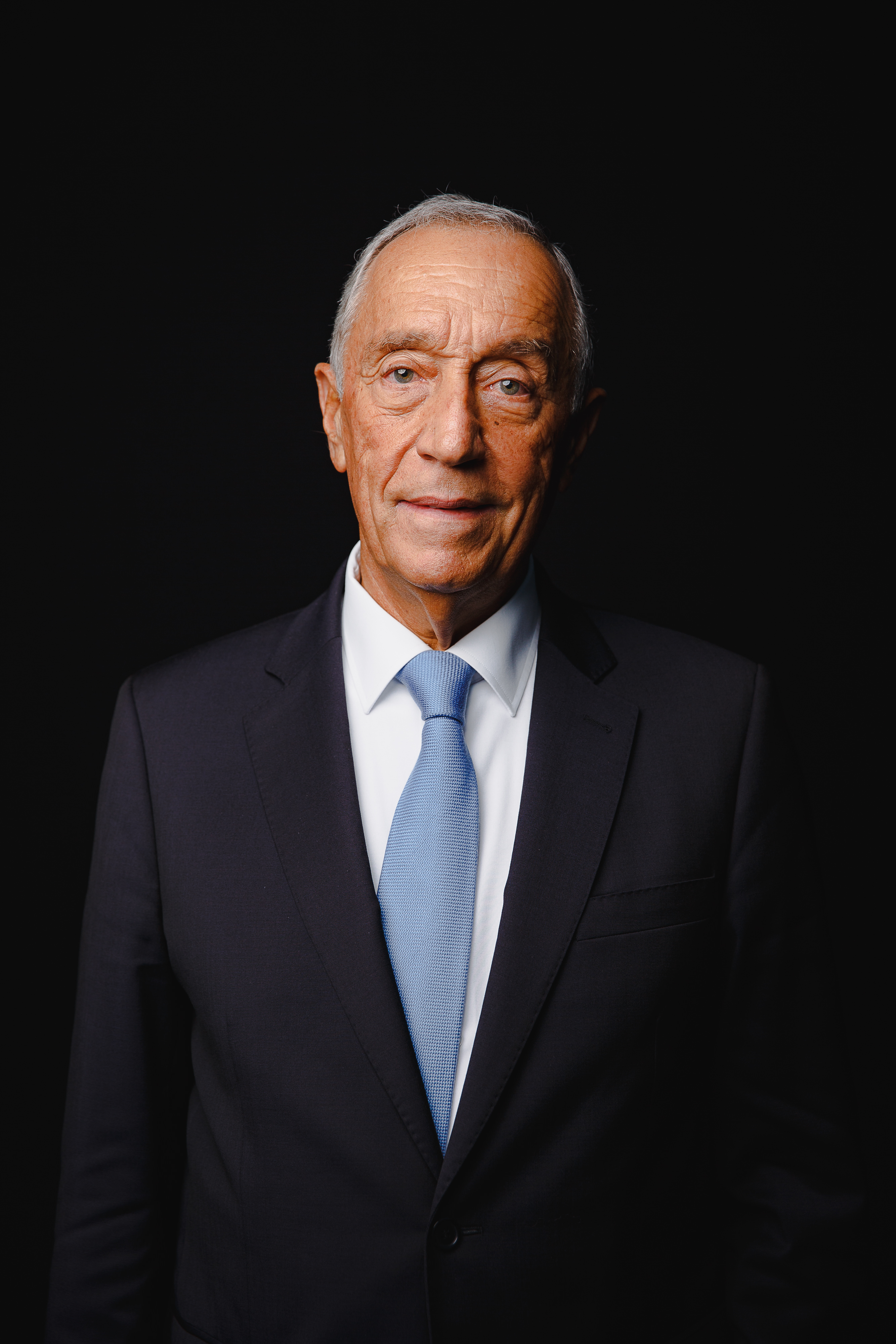
Marcelo Rebelo de Sousa depuis 2016.

Gouvernement

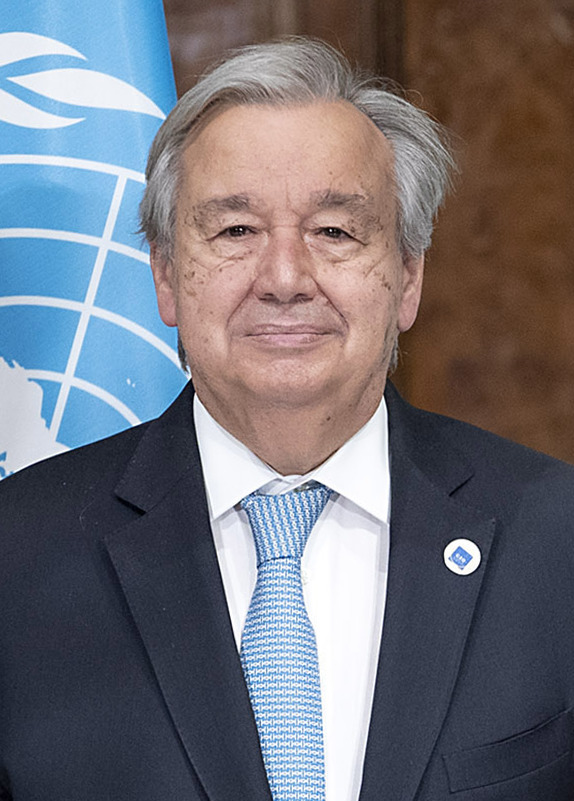
António Guterres 1995-2002.
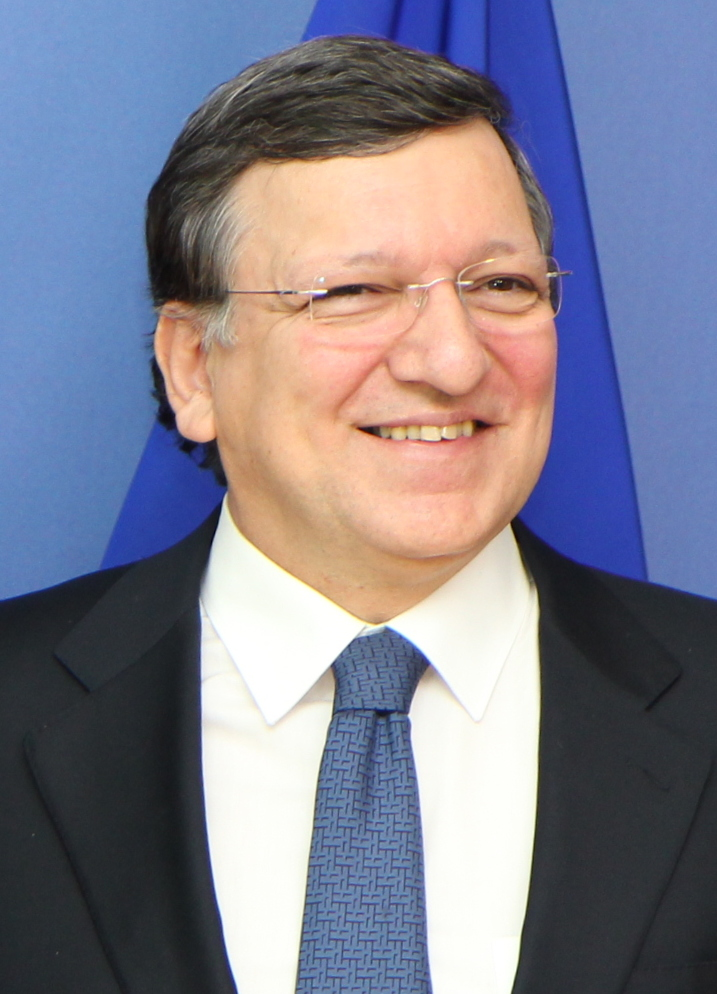
José Manuel Durão Barroso 2002-2004.
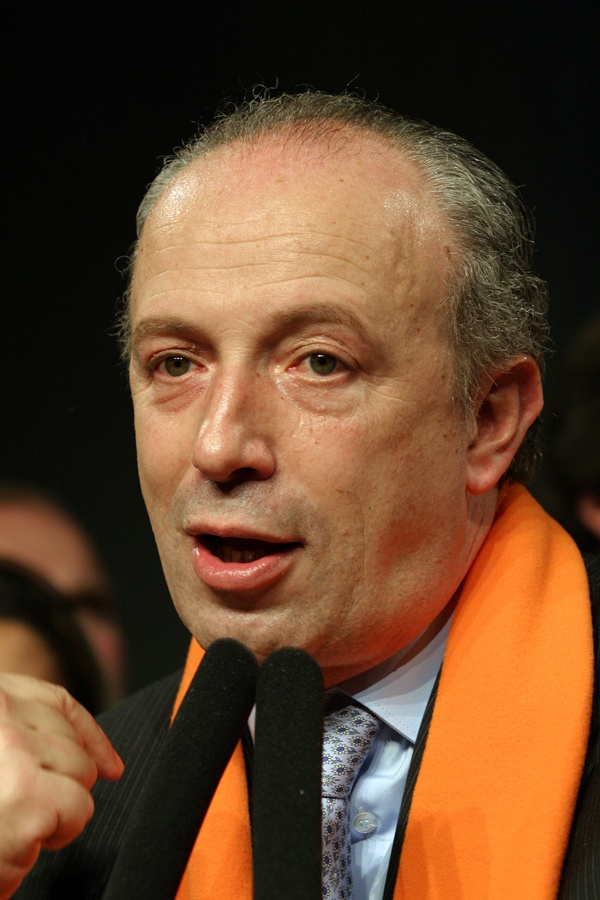
Pedro Santana Lopes 2004-2005.
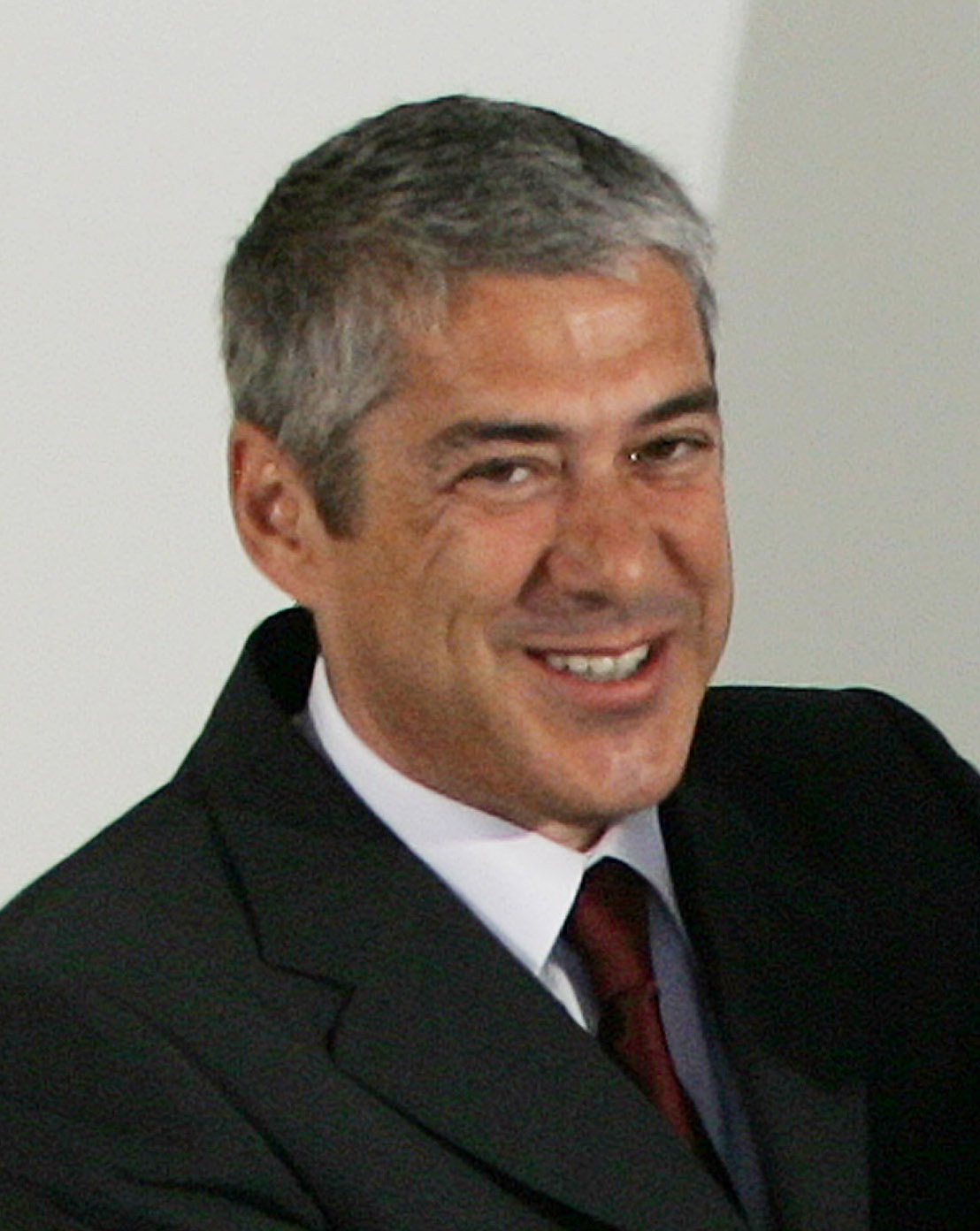
José Sócrates 2005-2011.
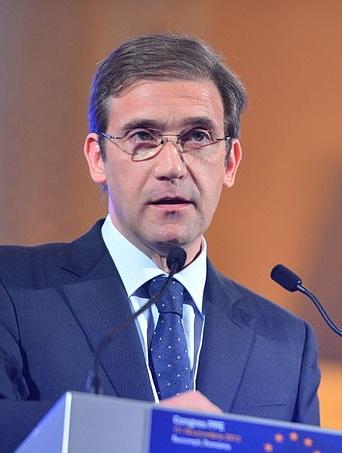
Pedro Passos Coelho 2011-2015.
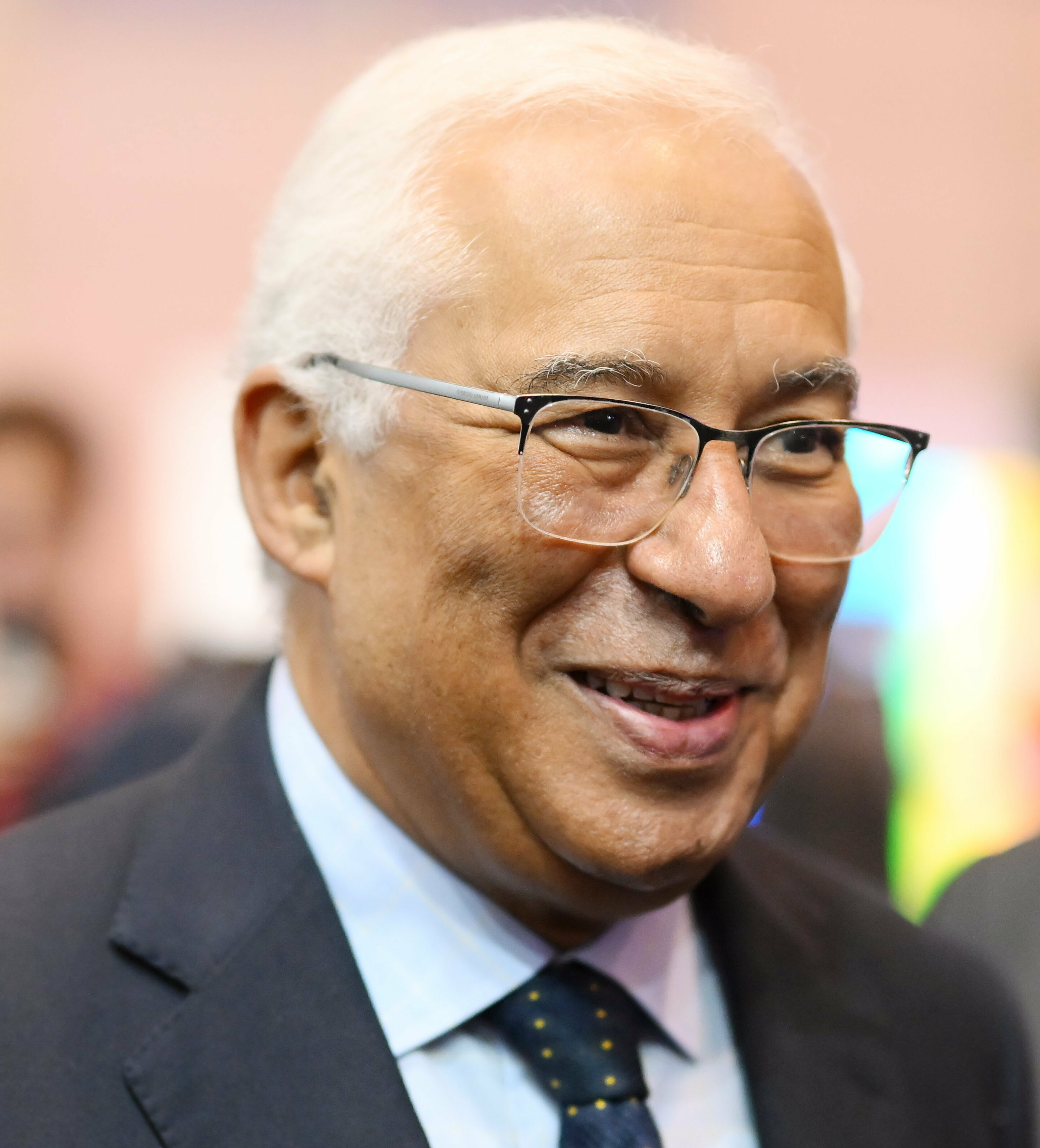
António Costa 2015-2024.
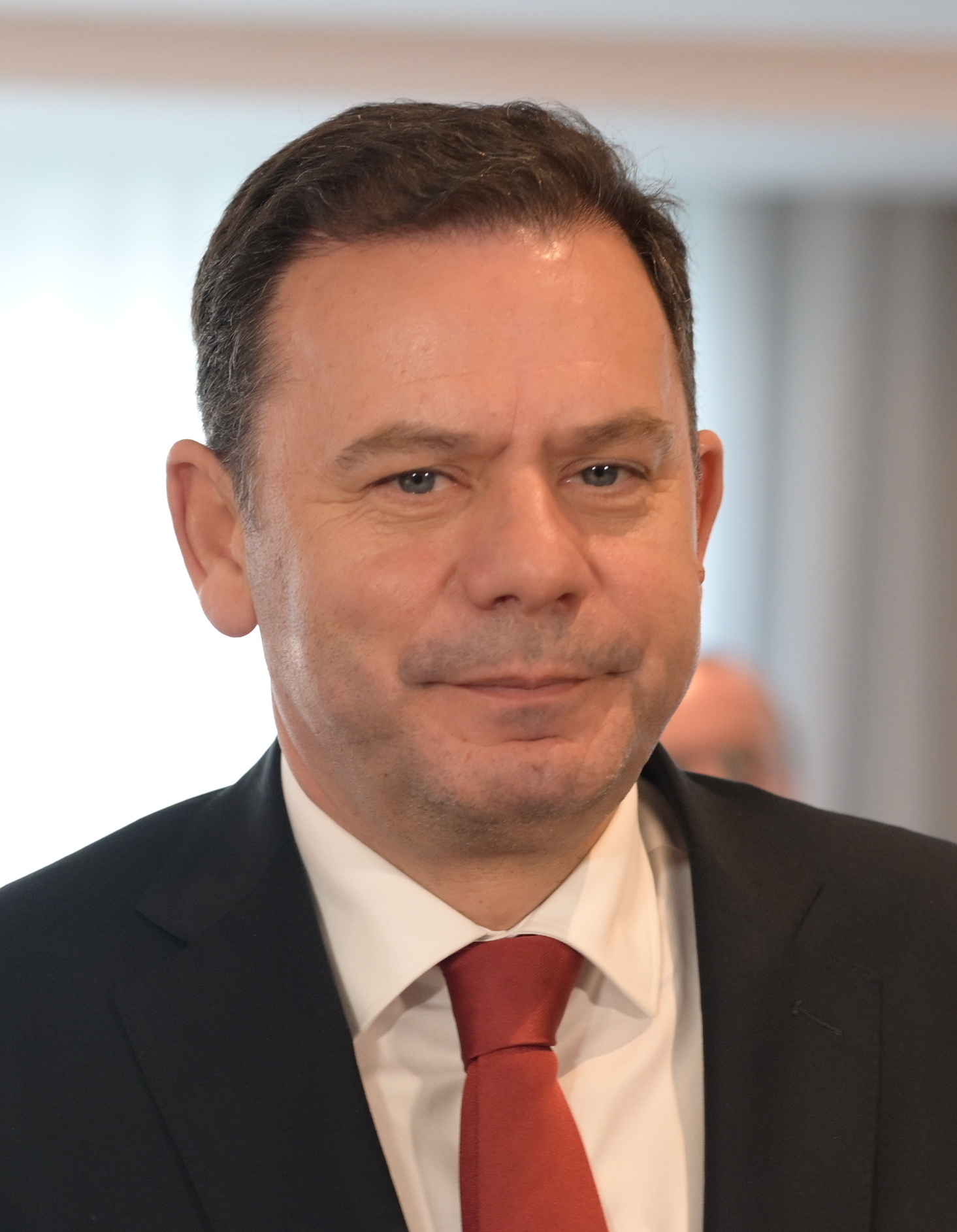
Luís Montenegro depuis 2024.